# Arte sovietica

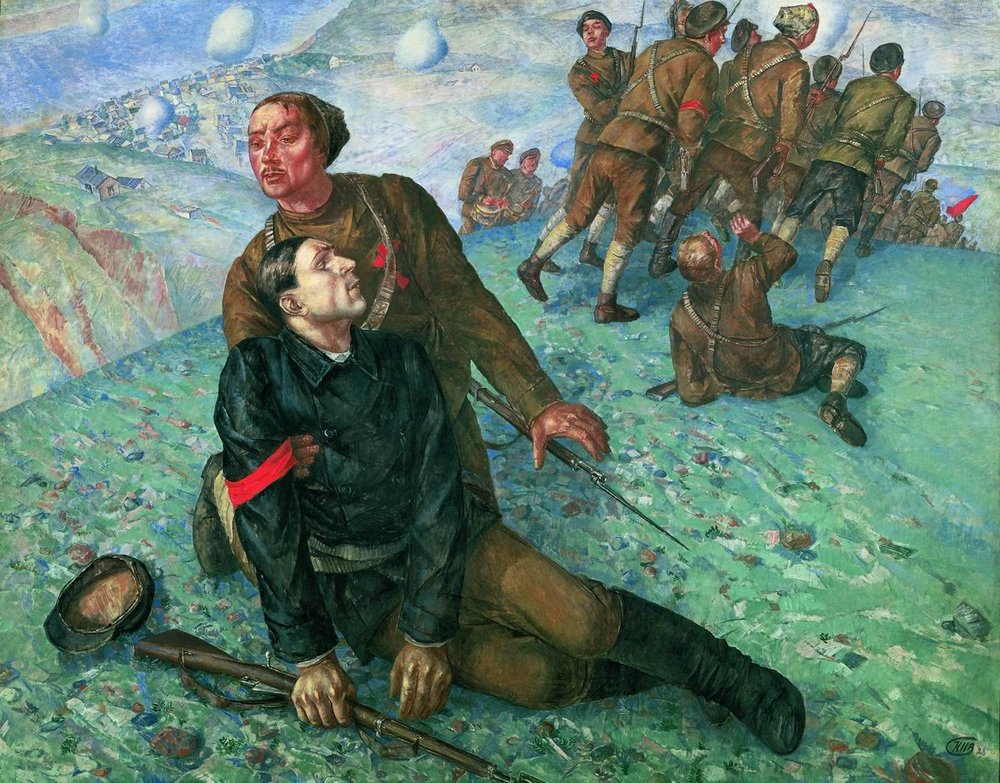
Morte di un commissario politico, K. Petrov-Vodkin, 1928.

L'arte sovietica è l'arte visiva che è stata prodotta nell'Unione Sovietica, caratterizzata dall'enorme ruolo dell'ideologia comunista nel suo sviluppo. Parallelamente, l'arte non ufficiale dell'URSS si sviluppò negli anni cinquanta.

## Primi anni (1917-1922)

### Avanguardie

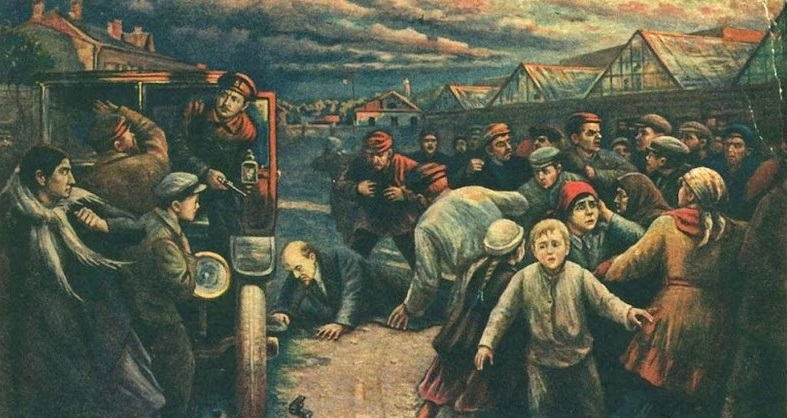
Opera del 1927 di Vladimir Pčëlin riguardo all'attentato a Lenin.

Durante la Rivoluzione d'ottobre, nacque un movimento per porre tutte le arti al servizio della dittatura del proletariato. Lo strumento per tale scopo fu creato pochi giorni prima della rivoluzione e divenne noto come il Proletkult, di cui un teorico prominente fu Aleksandr Bogdanov. Inizialmente, il Commissariato del popolo per l'istruzione (Narkompros), incaricato delle arti, appoggiò il Proletkult ma in seguito quest'ultimo guadagnò una maggior indipendenza dal Partito Bolscevico, ottenendo la diffidenza di Lenin. Nel 1922, il Proletkult subì un declino e venne dismesso nel 1932, ma le idee del movimento riuscirono ad attrarre l'interesse dell'avanguardia russa che cercava di allontanarsi dalle convenzioni dell'arte borghese. Tra le persone più importanti di questo movimento, si può citare Kazimir Malevič. Tuttavia, le idee dell'avanguardia sparirono con l'emergere del realismo socialista sostenuto dallo Stato.
In cerca di nuove forme espressive, l'organizzazione del Proletkult era altamente eclettica nella sua arte, e di conseguenza fu prona alle aspre critiche per l'inclusione delle correnti più moderni come l'impressionismo e il cubismo, dato che questi movimenti esistevano ben prima della rivoluzione e venivano quindi associati con la "decadente arte borghese". Tra i primi esperimenti del Proletkult vi era l'estetica pragmatica dell'arte industriale, teorizzata da Boris Arvatov. Un altro gruppo è stato il poco longevo UNOVIS, formato da giovani artisti influenti guidati da Malevič negli anni venti.

### Politica del governo sull'arte

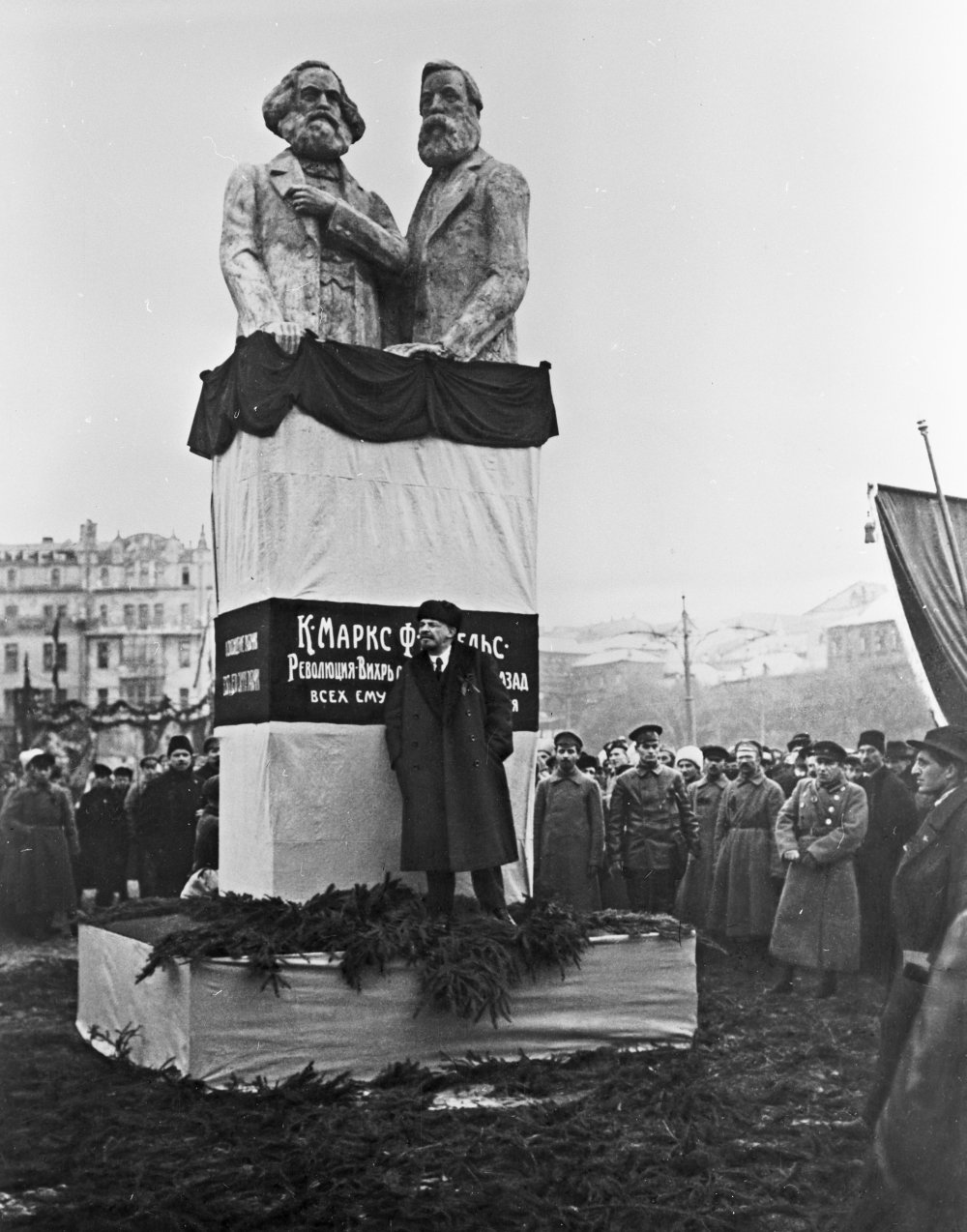
Lenin arringa alla folla durante l'inaugurazione di un monumento a Marx ed Engels, Mosca, 7 novembre 1918.

Con la rivoluzione d'ottobre, la linea dell'arte ufficiale cambiò notevolmente rispetto alla precedente arte imperiale ed iniziò a sentire l'influenza del marxismo-leninismo. Secondo Lenin:
I compiti principali dell'arte sovietica erano quindi quelli di servire il popolo, sostenere la causa comune della lotta per il socialismo e il comunismo, portare la verità alle persone e dare vita alla loro creatività, nonché diffondere gli ideali di multi-nazionalità.
Già nei primi mesi dopo la salita al potere, il governo bolscevico adottò una serie di risoluzioni importanti per lo sviluppo della cultura:
- Nel novembre del 1917, venne creato il Collegio per gli affari museali e per la conservazione dei monumenti d'arte e antichi, posto sotto l'egida del Commissariato del popolo per l'istruzione
- Il 17 luglio 1918 venne emanata la legge "Sulla protezione delle biblioteche e delle librerie"
- Il 5 ottobre 1918 venne ordinata la "Registrazione, accettazione e catalogazione di monumenti d'arte e dell'antichità" da parte del Narkompros
- Il 26 novembre 1918 fu emanata la legge "Sul riconoscimento delle opere scientifiche, letterarie, musicali e artistiche come proprietà statale".

All'inizio, il governo bolscevico nazionalizzò i musei artistici, le collezioni private e le gallerie (come la Tret'jakov di Mosca o l'Ermitage e il Museo russo di Pietrogrado). Il Cremlino di Mosca venne nazionalizzato, le sue cattedrali trasformate in musei e furono prese misure per proteggere i monumenti di Zvenigorod, Dmitrov, Kolomna, Serpuchov, Možajsk, Novgorod, Pskov e di altre città, mentre i palazzi reali e alcune case padronali furono trasformate in musei. Nel 1919 vi erano 87 musei in Russia e nel 1921 il numero salì a 210. Per lo studio e la catalogazione delle opere d'arte, venne istituito il Fondo del Museo di Stato. Dopo la registrazione, la sistematizzazione e lo studio, fu avviata una fase di acquisizione dei musei nella quale le opere vennero distribuite uniformemente tra i vari musei del Paese. Allo stesso tempo, furono aumentate le costruzioni di edifici museali.
Nel 1918, Lenin emise il decreto "Sui monumenti della repubblica", annunciando un piano per influenzare le masse tramite le sculture. In breve tempo, i migliori scultori sovietici realizzarono numerosi monumenti dedicati ai leader della rivoluzione e alle figure più importanti della cultura socialista e russa. Sfortunatamente, la maggior parte di queste opere non è riuscita ad arrivare ai giorni nostri a causa dell'economicità e della scarsa qualità dei materiali utilizzati.

### Manifesti politici

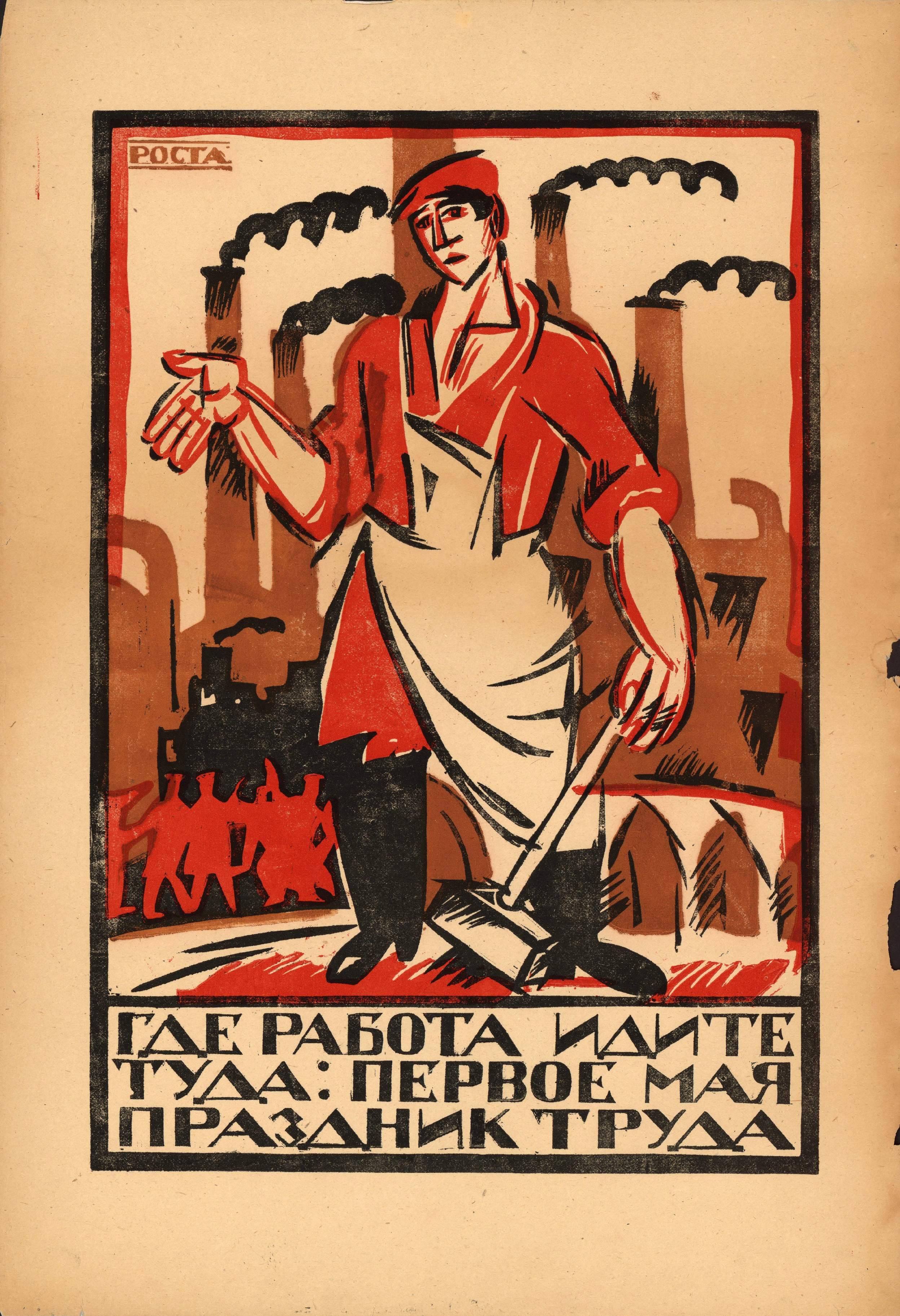
Manifesto del Primo Maggio di I. Maljutin, 1920 (Finestre della ROSTA).

Gli stili artistici nati per essere esposti nelle vie, nei primi anni dopo la rivoluzione, ebbero un ruolo cruciale nel "plasmare la coscienza sociale ed estetica del popolo rivoluzionario". Pertanto, insieme alla scultura monumentale, i manifesti politici ricevettero uno sviluppo maggiore, essendo considerati come la forma d'arte più mobile ed efficace.
Durante la guerra civile, i manifesti erano caratterizzati da una rappresentazione chiara e nitida che permetteva una reazione immediata ad eventi in rapida evoluzione, facilitando l'agitazione. Il linguaggio plastico era dato da qualità come il laconismo, uno stile unico per ogni immagine, la forma e l'azione chiara. I manifesti venivano stampati in grandi formati e collocati ovunque, anche nei luoghi di lavoro.
Prima della rivoluzione non esistevano dei veri e propri manifesti politici: vi erano solo manifesti pubblicitari o di spettacoli teatrali. Il manifesto politico sovietico ereditò le tradizioni della grafica russa, principalmente quella della satira nelle riviste politiche.
I primi manifesti politici, realizzati nel 1918 dal Comitato esecutivo centrale panrusso, avevano delle dimensioni ridotte, con 4-6 colori, e si basavano sulle tradizionali stampe popolari dal disegno narrativo e dettagliato. Aleksandr Apsit contribuì alla loro realizzazione: nei suoi manifesti vi è una notevole "tendenza simbolico-allegorica dell'arte sovietica di quel tempo. Qui si formò l'immagine del capitalismo sotto forma di un drago e di un'intera razza di altri mostri, e il cavaliere alato con una torcia in mano divenne un simbolo di libertà."
Nell'autunno del 1918, i manifesti iniziarono ad essere pubblicati dal PUR (in russo Политическое управление реввоенсовета республики?, Političeskoe upravlenie revvoensoveta respubliki, Direzione politica del Consiglio militare rivoluzionario della Repubblica) e dalla Casa editrice statale (in russo Государственное издательство?, Gosudarstvennoe izdatel'stvo). La grafica doveva essere convincente anche in condizioni di carenza di matite e colori. Tra gli autori figuravano:
- Dmitrij Stachievič Orlov: inviato al PUR nel 1919, realizzò i manifesti Prežde odin s soškoj, semero s ložkoj, teper' — kto ne rabotaet, tot ne est (1920), Ty zapisalsja dobrovol'cem? (1920), Krasnyj podarok belomu panu (1920) e Pomogi (1920). I tratti caratteristici della sua arte sono l'espressività, la precisione, un linguaggio visivo semplice e lapidario che varia facilmente a seconda del significato di ciascun manifesto
- Viktor Nikolaevič Deni: creò dei manifesti narrativi, spesso con testi poetici di Dem'jan Bednyj. Tra le sue opere vi sono Denikinskaja banda (1919) e Ili smert' kapitalu, ili smert' pod pjatoj kapitala (1919)
- Nelle repubbliche sorelle, vi erano A. A. Azimzade (RSS Azera), Akop Kodžojan, K. Alabjan e S. Аrakeljan (RSS Armena).

Un ruolo importante nello sviluppo dei manifesti fu quello delle vignette satiriche Okna ROSTA (Finestre della ROSTA), alle quali Michail Čeremnych e Vladimir Majakovskij diedero un contributo importante. Questi manifesti venivano stampati e dipinti a mano con didascalie poetiche sul tema del giorno e giocarono un ruolo enorme nella propaganda politica diventando una nuova forma di arte figurativa.

### Decorazione delle città nelle feste
La decorazione delle città durante le festività civili divenne un altro fenomeno dell'arte sovietica, ripetuto annualmente in occasione dell'anniversario della Rivoluzione d'ottobre, della Festa del lavoro, della donna e altre feste sovietiche.
Nacque quindi una nuova forma d'arte, grazie alla quale la pittura acquisì un nuovo spazio e nuove funzioni. Per le festività venivano creati quadri monumentali caratterizzati da un forte pathos, e gli artisti creavano delle bozze per la progettazione di piazze e strade.
All'organizzazione dei festeggiamenti dal punto di vista artistico presero parte Kuz'ma Petrov-Vodkin, Boris Kustodiev, Evgenij Lansere e Sergej Gerasimov.

### Pittura e grafica

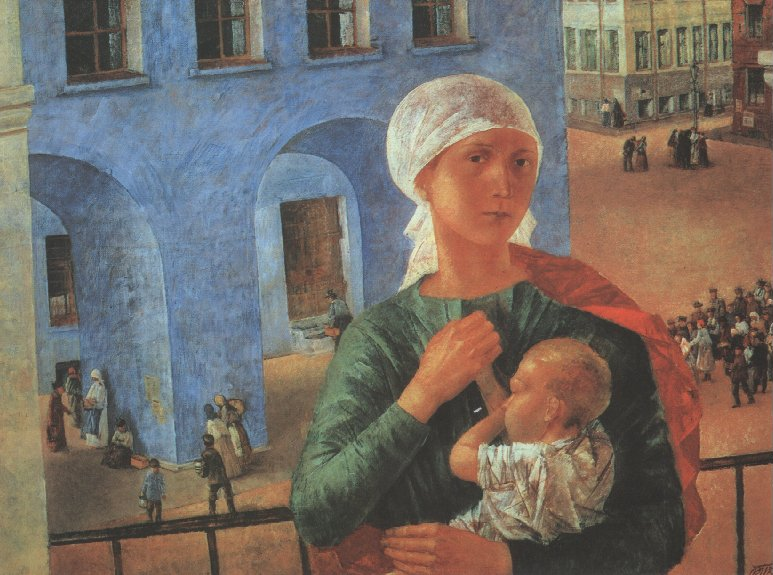
Madonna di Pietrogrado, K. Petrov-Vodkin.

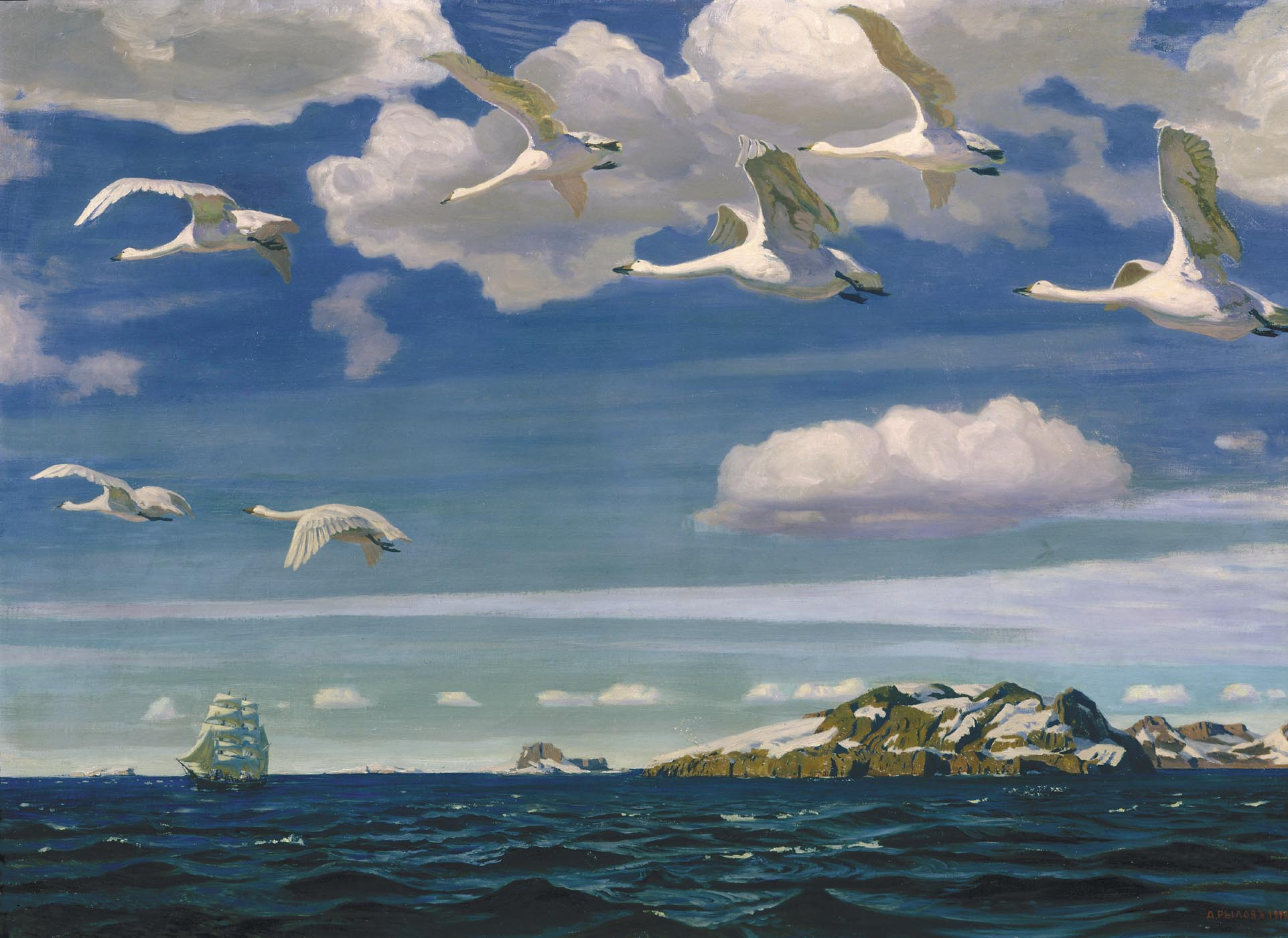
Nella distesa blu, A. Rylov.

Nei primi anni del regime, molti degli artisti si erano già formati prima della rivoluzione e "il contatto con una nuova vita veniva associato a delle notevoli difficoltà". Un esempio di tale scontro può essere ritrovato nelle opere di Nikolaj Fešin create tra il 1917 e il 1923 prima della sua partenza per gli Stati Uniti.
Gli studi sull'arte sovietica dividono i maestri della pittura sovietica di questo periodo in due gruppi:
- Coloro che volevano ritrarre i soggetti con il loro solito linguaggio pittorico
- Coloro che usavano una percezione più moderna e fantasiosa della modernità, creando immagini e simboli con cui cercavano di esprimere la loro percezione "poetica e ispiratrice" dell'epoca nel nuovo stato sovietico.[6]

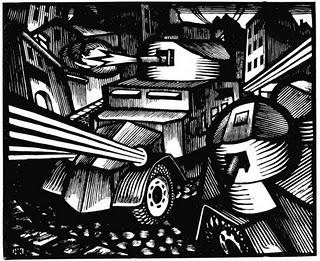
Auto blindata, N. Krupejanov.

Konstantin Juon fu tra i primi a creare delle opere dedicate all'immagine della rivoluzione, dove l'evento veniva interpretato su una scala universale e cosmica. Kuz'ma Petrov-Vodkin dipinse nel 1920 L'anno 1918 a Pietrogrado (in russo 1918 год в Петрограде?, 1918 god v Petrograde), noto anche come Madonna di Pietrogrado (in russo Петроградская мадонна?, Petrogradskaja madonna), mentre Arkadij Rylov, nel suo paesaggio Nella distesa blu (in russo В голубом просторе?, V golubom prostore) del 1918 esprime simbolicamente "il respiro libero dell'umanità che esplode nelle vaste distese del mondo, inanzi alle scoperte romantiche, alle esperienze libere e forti".
Anche la grafica si rinnovò, e Nikolaj Kuprejanov con la xilografia espresse le sue impressioni personali sulla Rivoluzione, come in Auto blindata (in russo Броневики?, Broneviki) del 1918 e Raffica d'aurora (in russo Залп Авроры?, Zalp Avrory) del 1920.

### Architettura e industria artistica
Durante la prima guerra mondiale, molti architetti rimasero senza lavoro e poterono impegnarsi soltanto nella progettazione, mentre alcuni riuscirono a collaborare con gli scultori nella creazione di monumenti, come Lev Rudnev che realizzò un'opera "Alle vittime della repressione" per il Marsovo pole di Pietrogrado.
Vladimir Tatlin concepì nel 1920 il celebre Monumento alla Terza Internazionale: ideato come sede in stile costruttivista per il Comintern a Pietrogrado, divenne un simbolo della nuova direzione artistica sovietica ed un'espressione di coraggio e determinazione della ricerca. Secondo alcuni, la torre avrebbe dovuto rappresentare le aspirazioni della nascente Unione Sovietica e una sfida alla Torre Eiffel come simbolo della modernità. Il critico sovietico Viktor Šklovskij lo definì come un monumento "fatto di acciaio, vetro e rivoluzione".

### Porcellane

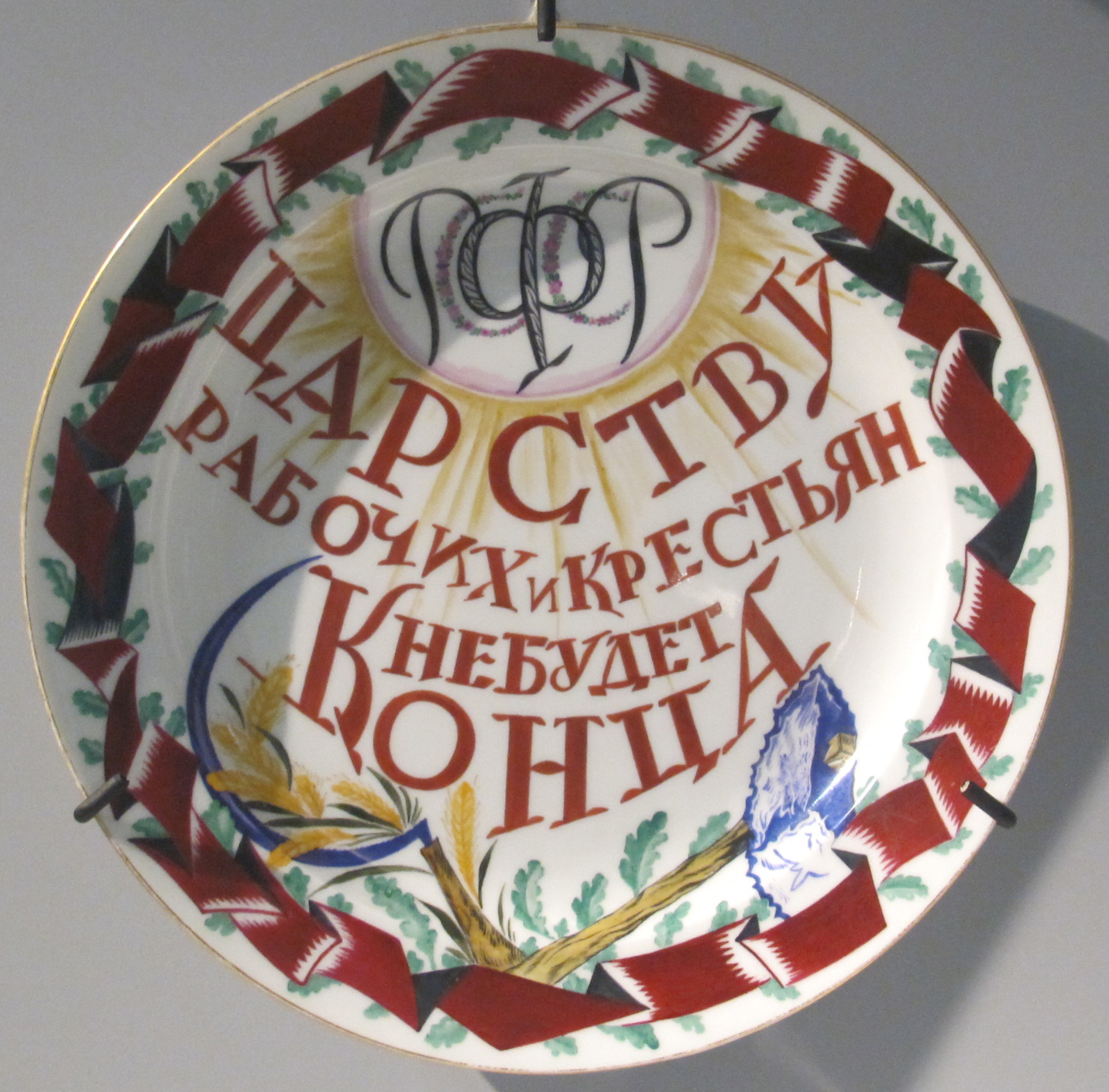
Il governo dei lavoratori e dei contadini non finirà mai, S. V. Čechonin, 1920.

Insieme ai manifesti, le porcellane sovietiche possono essere considerate come una parte integrante dell'arte pratica sovietica del periodo post-rivoluzionario, diventando in seguito uno degli strumenti più importanti per la propaganda.
La prima porcellana sovietica fu creata tra il 1918 e il 1923 da un gruppo di artisti guidato da Sergej Čechonin presso la fabbrica statale Lomonosov. La porcellana impiegava nuove immagini e colori e venivano firmate con un marchio emblematico creato appositamente.

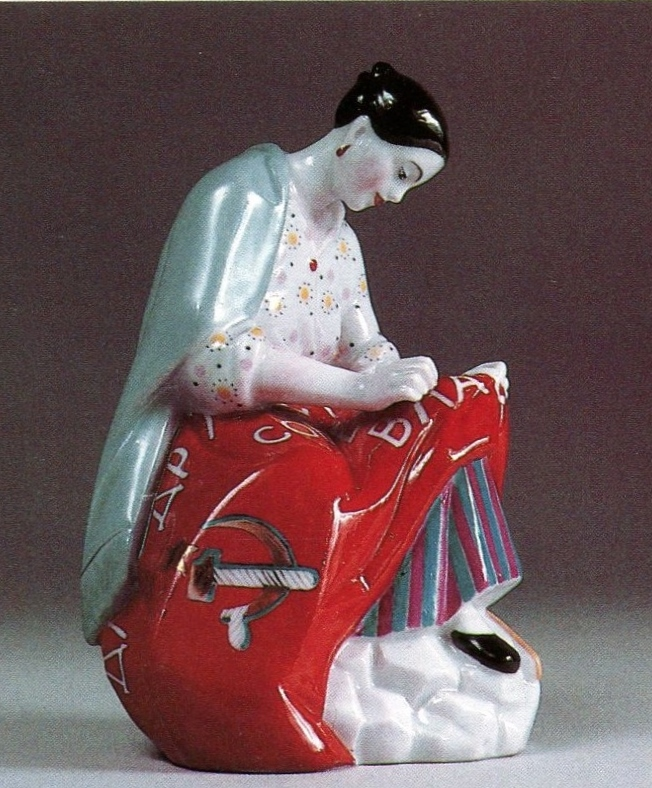
Statuetta in porcellana di Natal'ja Dan'ko, 1919.

L'arte della propaganda monumentale influenzò anche quella della porcellana, relegando al piatto la stessa funzione di un poster o di un volantino propagandistico. I piatti assunsero il ruolo di diffondere un nuovo stile di vita socialista incentrato sul lavoro, sullo studio e sul riposo. I temi della riorganizzazione della società, l'industrializzazione, la collettivizzazione, la politica estera e la rivoluzione culturale iniziarono a comparire tramite le decorazioni sulle stoviglie destinate alle masse.
Sperimentando nuovi stili di rappresentazione, gli artisti riuscirono ad unire le tecniche compositive dei manifesti, il fotomontaggio e la rifinitura cinematografica con l'uso dello stencil e dell'aerografo per la decorazione delle stoviglie, rendendone possibile la produzione in larga scala.
Molto spesso, le porcellane di propaganda venivano esposte nelle mostre sovietiche e internazionali, oltre che nelle vetrine dei negozi.
In quel periodo l'arte della porcellana veniva riconosciuta come l'arte del futuro ed era indirizzata ad un nuovo uomo appartenente ad una società di creativi liberi dal consumismo.

## Anni venti
Il 1921, l'anno in cui finì la guerra civile russa, venne considerato dagli storici sovietici come un punto di riferimento: da quell'anno, il Paese iniziò a ripristinare l'economia, riorganizzandola secondo i principi socialisti, e a distruggere il vecchio stile di vita. Questo periodo di trasformazioni interne influenzò significativamente l'arte sovietica.

### Pittura
Per l'arte pittorica, questo periodo fu tempestoso e produttivo: molte associazioni artistiche continuarono a esistere con i loro mezzi e manifesti in continua ricerca di innovazione, mentre si formarono nuovi gruppi come l'Associazione degli artisti della Russia rivoluzionaria, la OST, la Četyre iskusstva e la OMCh.

#### AChRR

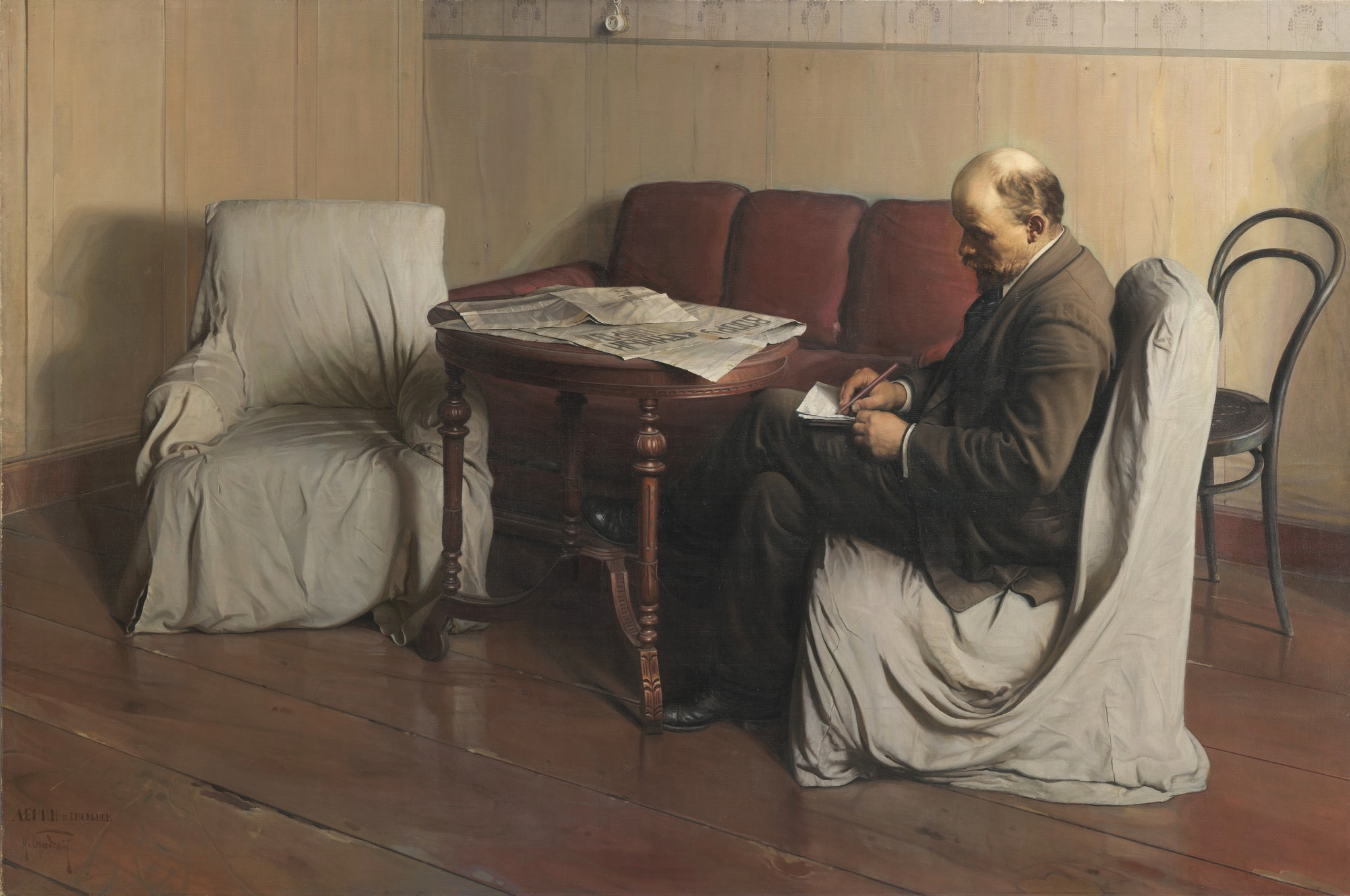
V. I. Lenin a Smolny nel 1917, I. I. Brodskij, 1930

Fondata nel 1922, l'Associazione degli artisti della Russia rivoluzionaria (in russo Ассоциация художников революционной России, АХРР?, Associacija chudožnikov revoljucionnoj Rossii, AChRR) era composta da ex artisti itineranti i cui stili ebbero una grande influenza sull'approccio artistico in generale del gruppo, basato su un linguaggio quotidiano e realistico vicino al popolo. Oltre ai dipinti dettati principalmente da ideali rivoluzionari, l'AChRR organizzò anche mostre tematiche come "Vita e vite dei lavoratori" o "Vita e vite dell'Armata Rossa".
I principali maestri e artisti del gruppo sono stati: Isaac Brodskij, Georgij Rjažskij, il ritrattista Sergej Maljutin, Abram Archipov, Vasilij Jakovlev e Mitofan Grekov.

#### OST
La Obščestvo chudožnikov-stankovistov (in russo Общество художников-станковистов?) venne fondata nel 1925 e incluse artisti meno conservatori dal punto di vista della pittura che sostenevano la rinascita e lo sviluppo dei quadri realizzati su un cavalletto, non facendosi guidare dal realismo ma bensì dall'esperienza degli espressionisti. Le tematiche degli artisti della OST riguardavano l'industrializzazione, la vita quotidiana e lo sport.
Tra i pittori della OST vi erano: Pëtr Vil'jams, Aleksandr Dejneka, Aleksandr Labas, Sergej Lučiškin, Jurij Pimenov, Aleksandr Tyšler e David Šterenberg.

#### Četyre iskusstvae OMCh
La Četyre iskusstva (in russo Четыре искусства?, "Quattro arti") venne fondata da artisti che avevano precedentemente fatto parte della Mir iskusstva e della Golubaja roza, che si occupavano della cultura e del linguaggio della pittura. Tra i membri più importanti dell'associazione vi erano: Pavel Kuznecov, Kuz'ma Petrov-Vodkin, Martiros Sar'jan e Vladimir Favorskij. La società era caratterizzata da un'impronta filosofica unita ad un'adeguata espressione plastica.
La Obščestvo moskovskich chudožnikov (in russo Общество московских художников?) comprende ex membri delle associazioni Moskovskie živopiscy, Makovec e Bytie, nonché membri del Fante di Quadri. Tra gli artisti più attivi del gruppo vi erano: Pëtr Končalovskij, Il'ja Maškov, Aristarch Lentulov, Aleksandr Kuprin, Robert Fal'k, Vasilij Roždestvenskij, Aleksandr Osmërkin, Sergej Gerasimov, Nikolaj Černyšëv, Igor' Grabar'. Gli artisti hanno creato dipinti "tematici", usando tecniche del Fante di Quadri e di altre tendenze avanguardiste alle quali appartenevano i vari membri.
La creatività di questi due gruppi era il risultato dell'adattamento dei maestri della vecchia generazione alle nuove realtà moderne. Negli anni venti si tennero due mostre importanti che consolidarono i movimenti in occasione del decimo anniversario della Rivoluzione d'ottobre e dell'Armata Rossa, nonché della "Mostra d'Arte dei Popoli dell'URSS" (1927).

#### Scuole nazionali di pittura
Lo stato sovietico promosse lo sviluppo dell'arte nazionale nelle varie repubbliche dell'URSS, inviandovi i maestri russi per formare nuovi gruppi artistici: Lansere andò nella RSS Georgiana, Pavel Ben'kov nella RSS Uzbeka, Semën Čujkov nella RSS Kirghiza mentre Nikolaj Chludov nella RSS Kazaka. In questi territori venne incoraggiata la rinascita di varie forme d'arte decorativa e le regioni islamiche furono esentate dal divieto religioso riguardo all'arte realistica.
In Asia centrale e nella RSS Azera, la pittura su cavalletto venne reinventata da zero.

### Grafica

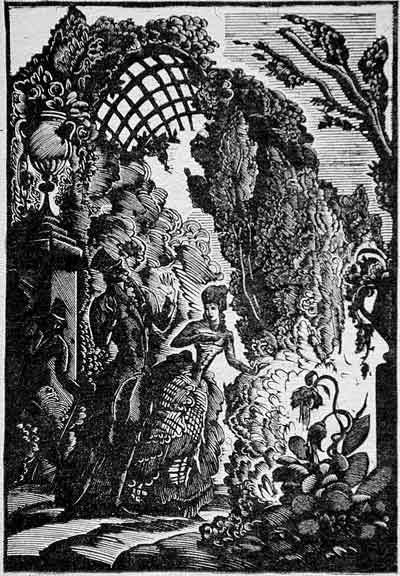
Xilografia di A. Kravčenko per l'edizione del 1922 di Mastro pulce di E. T. A. Hoffmann.

Se precedentemente i grafici erano dei commentatori della realtà, illustrata per il pubblico, negli anni venti si dedicarono all'illustrazione per la letteratura classica (soprattutto opere brevi), impiegando la tecnica della riproduzione fotomeccanica di una penna o il disegno a matita.
In un primo momento, lo stile si basò sulla grafica illustrativa tradizionale, come quella della Mir iskusstva. Una delle opere più rappresentative di quegli anni è l'illustrazione realizzata da Msitslav Dobužinskij per un'edizione de Le notti bianche di Fëdor Dostoevskij. A questo tipo di arte si dedicarono Vladimir Lebedev (grafico di libri per l'infanzia), Vladimir Konaševič, Nikolaj Tyrsa e molti grafici di Leningrado.

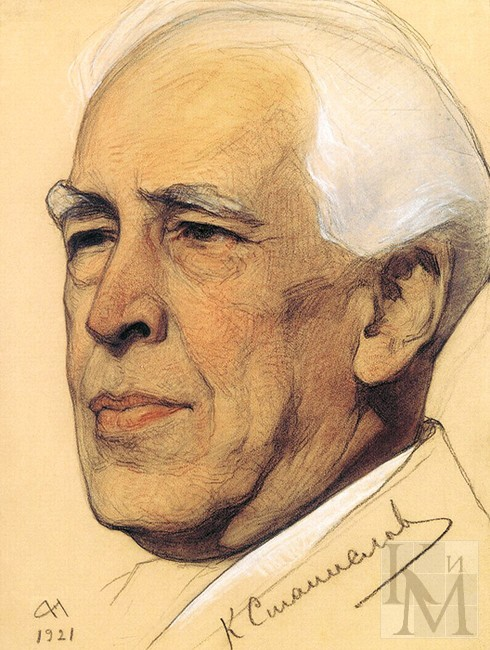
Ritratto di Stanislavskij, N. A. Andreev.

Gli artisti di Mosca riscoprirono le tecniche della xilografia, come Favorvskij, Aleksej Kravčenko, Pavel Pavlinov e gli artisti già menzionati. Favorvskij rappresentò la figura più importante nello sviluppo delle xilografie sovietiche degli anni venti (Kreml'. Sverdlovskij zal, 1921; Gody revoljucii, 1928; illustrazioni per i libri Domnik v Kolomne del 1929, ecc.), mentre Kravčenko divenne famoso per le sue illustrazioni dei libri di letteratura romantica, come quelli di Ernst Hoffmann, Nikolaj Gogol' e Honoré de Balzac.
Anche nelle altre repubbliche sovietiche si formarono dei noti maestri della grafica come l'ucraino Vasilij Kasijan (Zabastovka, 1926; Geroi Perekopa, 1927), i bielorussi Salamon Judovin, Anatolij Tyčina e altri. L'armeno Akop Kodžojan adottò lo stesso stile di Kravčenko.

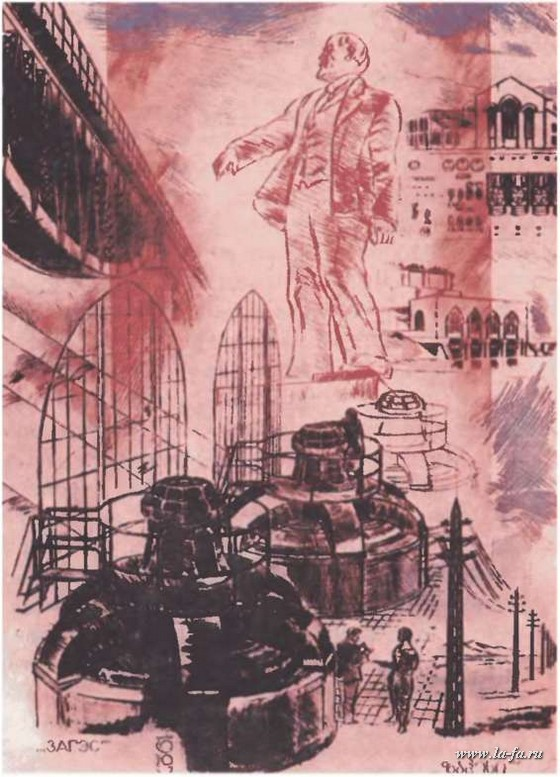
ZAGES, Ignatij Ignat'evič Nivinskij, 1927.

Durante questo periodo, la grafica si realizzò in una varie forme: illustrazioni, album di paesaggi, cicli di ritratti, stampe, ex libris, emblemi, disegni per banconote e francobolli. Inoltre, continuò l'uso delle tecniche grafiche tradizionali, come la matita, il carboncino e il pastello. Da ricordare il lavoro dello scultore nonché abile disegnatore Nikolaj Andreev, autore di ritratti di personaggi della cultura sovietica e di una serie di ritratti di Lenin.

### Scultura

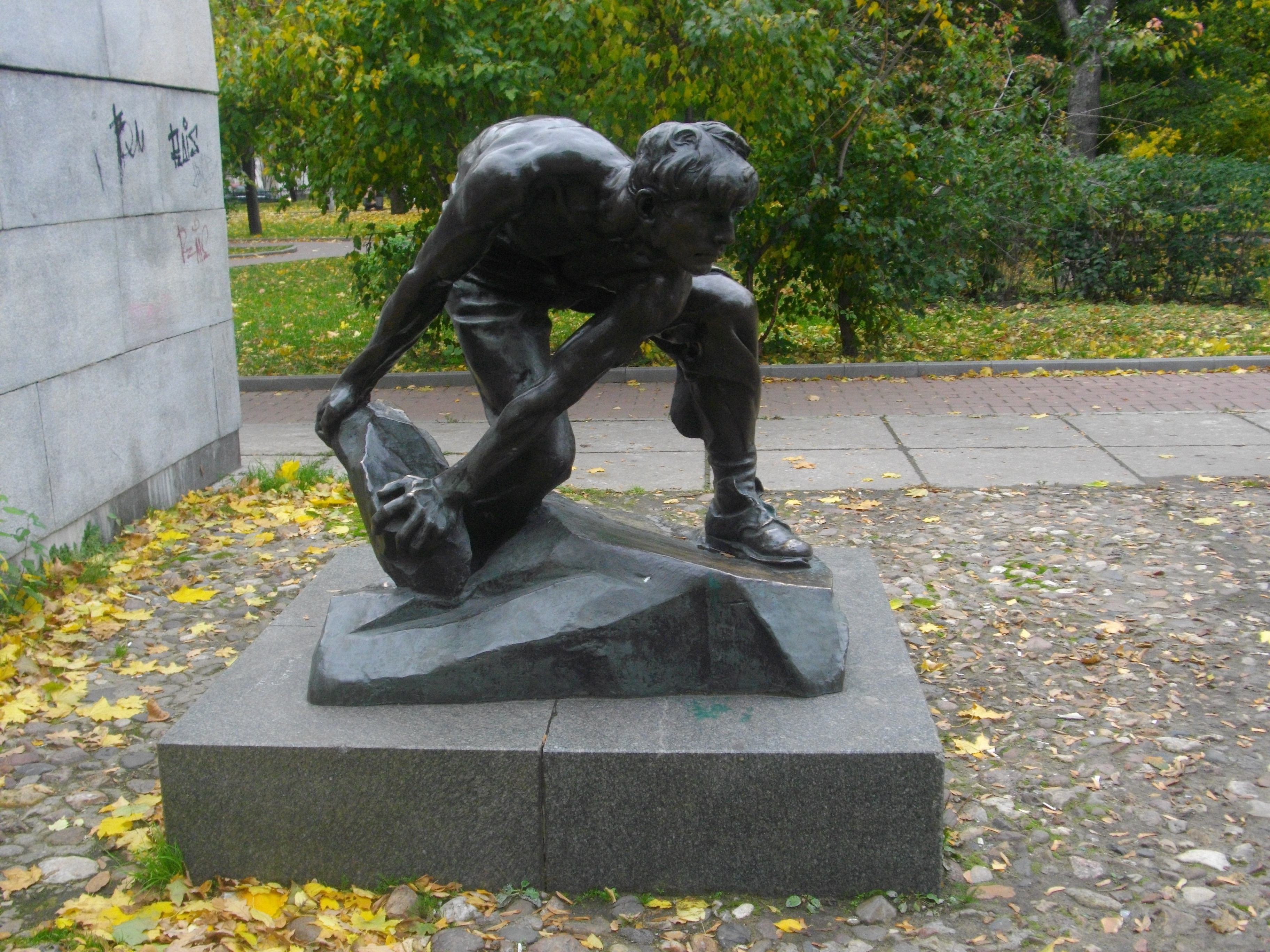
Roccia - L'arma del proletariato, copia esposta al Parco Dekabr’skogo vosstanija, Mosca.

Andreev ha anche realizzato una serie di ritratti scultorei del leader, tra cui Lenin il Leader (in russo Ленин — вождь?, Lenin - vožd') (1931-1932). Un altro importante scultore di questo periodo è Ivan Šadr, autore nel 1922 delle statue Il lavoro, Il seminatore, Il contadino e Soldato dell'Armata rossa. La particolarità del suo stile è una generalizzazione dell'immagine sulla base di un genere specifico, una modellizzazione potente dei volumi, un movimento espresso e un pathos romantico. L'opera più famosa di Šadr è Roccia - l'arma del proletariato. 1905 (in russo Булыжник — оружие пролетариата?, Bulyžnik — oružie proletariata. 1905 god) del 1927, una statua in bronzo e gesso conservata attualmente nella Galleria Tret'jakov. Nello stesso anno, vicino alla centrale idroelettrica Zemo-Avčal’skaja GES nella RSS Georgiana, venne installato un monumento dedicato a Lenin. La scultrice Vera Muchina iniziò la propria formazione artistica proprio negli anni venti.
La scultrice Sarra Lebedeva divenne celebre per i suoi ritratti, dove nella sua comprensione della forma considerò le tradizioni e l'esperienza dell'impressionismo. L'arte di Aleksandr Matveev è caratterizzata da una comprensione chiara e classica delle basi costruttive della plasticità, l'armonia delle masse scultoree e il rapporto dei volumi nello spazio. Tra le opere principali vi è Ottobre (in russo Октябрь?, Oktjabr) del 1927, una composizione di tre figure maschili nude che unisce le tradizioni classiche con l'idea di "Uomo della rivoluzione" (da notare infatti la presenza della falce, del martello e della budënovka).

### Architettura
In questo periodo, rispetto al decennio precedente, l'Unione Sovietica conobbe una certa stabilità ed un'economia ben consolidata, dando il via alla progettazione e alla costruzione su larga scala di nuovi edifici come case popolari, fabbriche, centrali elettriche e nuove città. Si sviluppò quindi un nuovo stile dell'architettura sovietica promosso da artisti spinti dall'innovazione, parallelamente al mantenimento delle tradizioni. Di conseguenza, nacquero due correnti artistiche note come costruttivismo e razionalismo.
Il principale esponente dei razionalisti era Nikolaj Ladovskij. Questa corrente dell'architettura si è concentrata sul problema dell'immagine artistica, con ricerche basate sull'uso diffuso dei materiali e delle strutture più recenti. Gli razionalisti attribuivano grande importanza all'applicazione delle leggi oggettive della costruzione compositiva della forma architettonica. Credevano nell'osservanza delle leggi oggettive della morfogenesi, così come consideravano le caratteristiche psicofisiologiche della percezione umana.
La scuola costruttivista si formò poco dopo e sottolineava l'importanza delle basi funzionali e costruttive della costruzione, contrastando le tendenze "riparatiste" relative alle precedenti tradizioni architettoniche e ponendosi contro il "formalismo di sinistra", ovvero la ricerca di alcuni contemporanei. Il costruttivismo come fenomeno indipendente si diffuse per la prima volta all'inizio del 1923, quando i fratelli Vesnin avviarono il progetto per il Palazzo del Lavoro a Mosca.

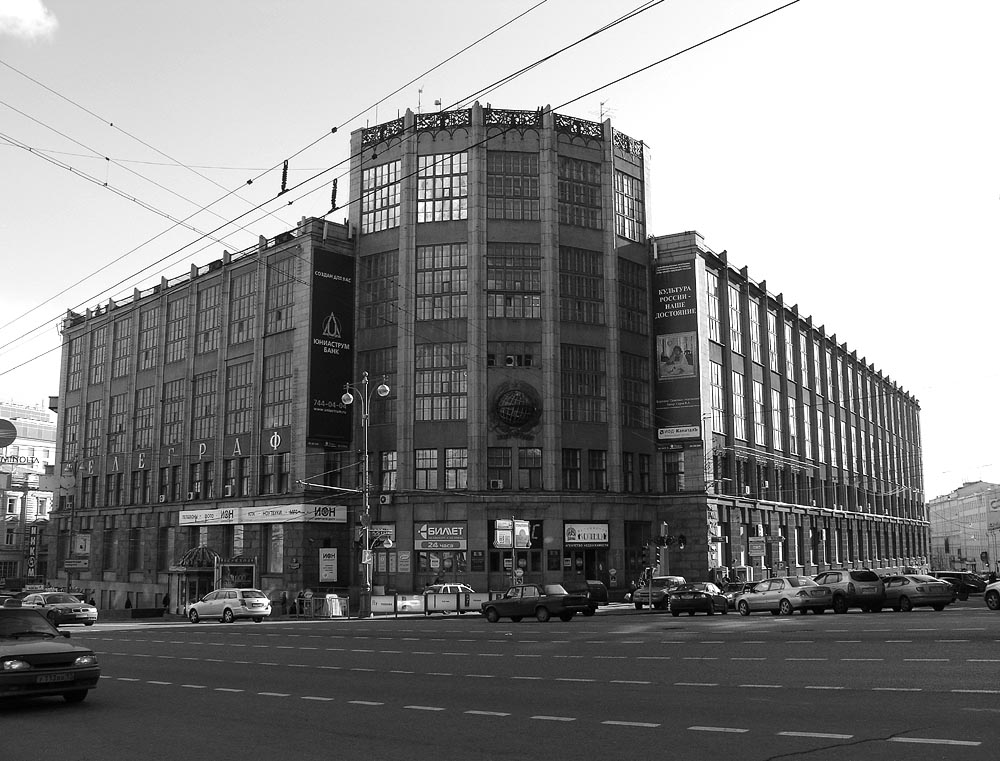
Sede centrale dell'agenzia dei telegrafi.

Come risultato delle comuni aspirazioni dei razionalisti e dei costruttivisti, nacque e si sviluppò una nuova direzione dell'architettura sovietica nel suo insieme. I lavori di questa corrente entrarono in competizione con vari progetti per la costruzione della filiale di Mosca della Leningradskaja Pravda (fratelli Vesnin) e della società per azioni Arcos (Ivan Fomin), del padiglione sovietico all'Esposizione internazionale di arti decorative e industriali moderne del 1925 (Konstantin Mel'nikov), la sede dei telegrafi di Mosca (Ivan Rerberg) e molti altri.

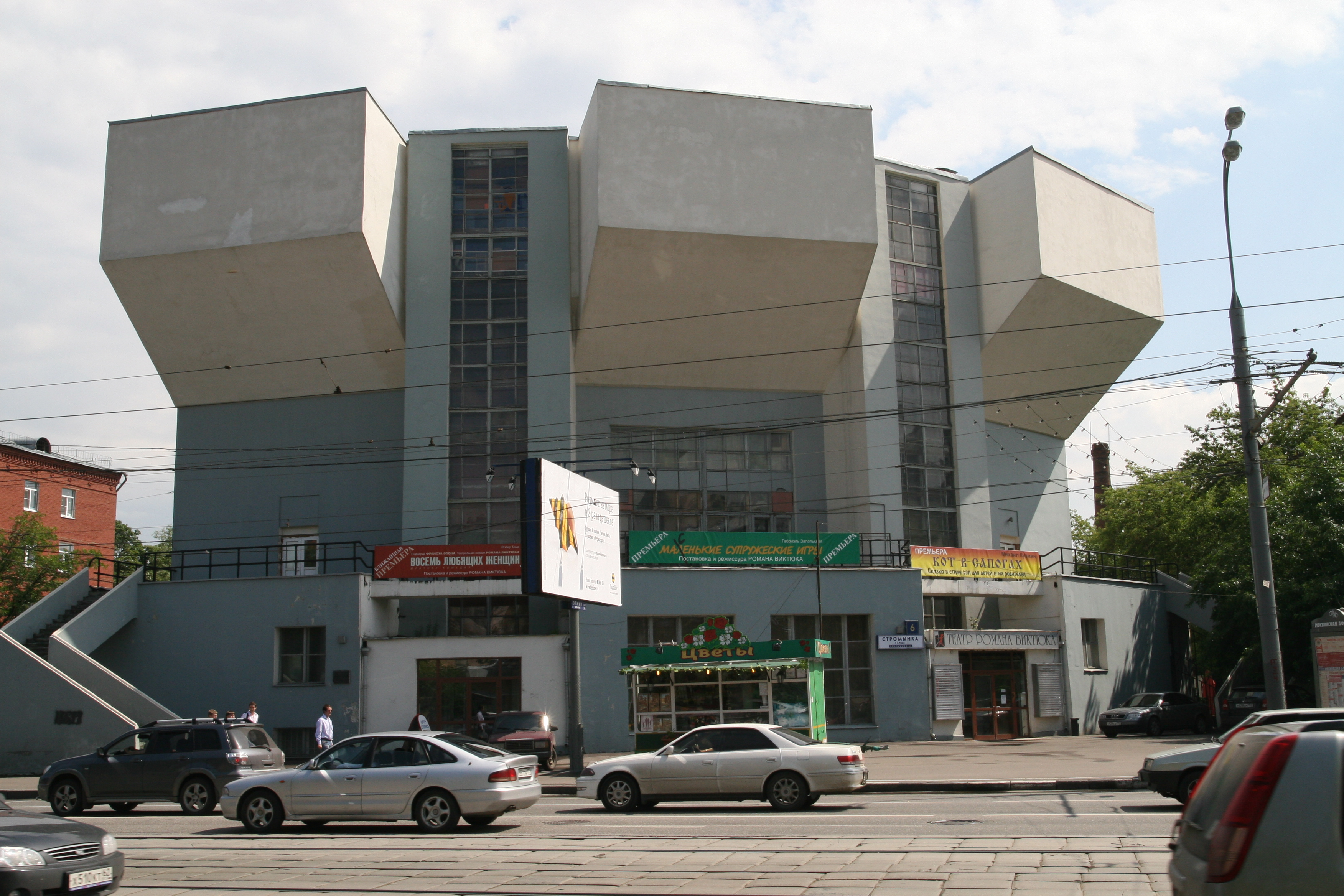
Casa della cultura "Rusakov".

Negli anni successivi, le ricerche creative nell'architettura sovietica furono determinate "superando la polemica rettitudine delle posizioni teoriche e pratiche dei costruttivisti e dei razionalisti". In entrambe le correnti, vi era però la sintesi, tramite cui furono costruiti complessi residenziali sviluppati attivamente nella seconda metà degli anni venti. Tuttavia, la massiccia costruzione di abitazioni per lavoratori (case popolari a sezione quadrata di 3-5 piani), così come la tipica progettazione di alloggi per i "lavoratori in una società socialista" provocarono varie dispute teoriche. Una singola casa con un atrio e una tipica stufa russa era considerata per soddisfare i compiti per la costruzione di una società, ma furono comunque costruiti enormi complessi residenziali. Furono eretti numeri circoli operai e agricoli oltre a numerose case comuni, con un nuovo tipo di edificio pubblico che lentamente iniziava a prendere forma. Konstantin Mel'nikov diede un contributo molto importante all'urbanistica, e seguendo i suoi progetti sono stati realizzati a Mosca 5 diversi club (Rusakov, Gor'kij, Frunze, Kaučuk e Burevestnik); Mel'nikov considerò i club dei lavoratori come una tipologia di edificio che con il suo aspetto avrebbe dovuto riflettere nuove forme di vita e di lavoro, unendo i compiti funzionali e spaziali.
A Mosca, il Palazzo della Cultura industriale di Lichačev dei fratelli Vesnin rappresenta un classico esempio di architettura costruttivista: grandi piani non decorati, ampie superfici vetrate, composizione libera e dinamica di diversi volumi. I Vesnin progettarono anche la centrale idroelettrica sul Dnepr, considerato come il miglior esempio di costruzione industriale degli anni venti e dei anni trenta.

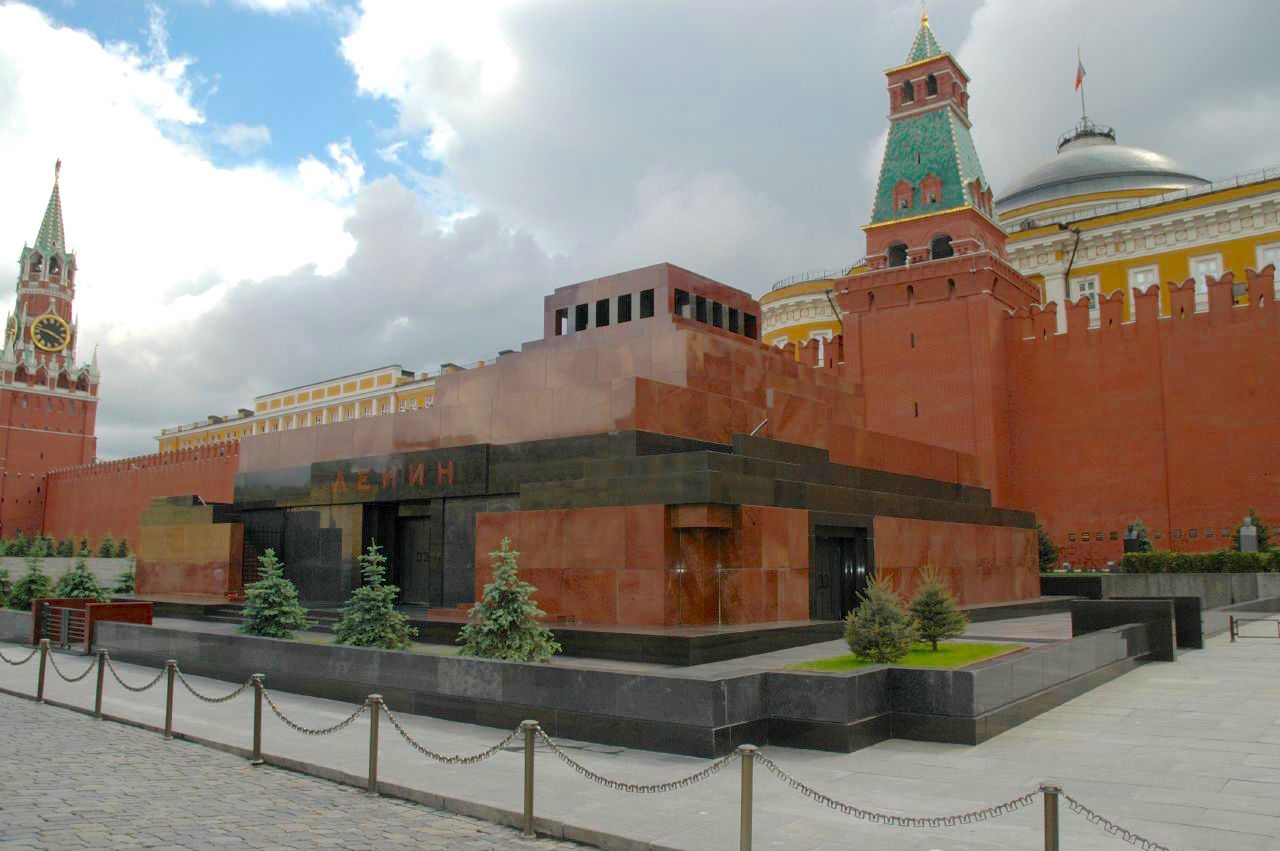
Il Mausoleo di Lenin sulla Piazza Rossa.

Le tendenze innovative nell'architettura degli anni Venti furono così forti da influenzare i maestri che in precedenza si facevano guidare dalle tradizioni. Un esempio è l'opera del Mausoleo di Lenin realizzato da Aleksej Ščusev: inaugurato nel 1930, si presenta come una piramide a gradoni alta 12 metri con una facciata di 24 metri di lunghezza. L'edificio è in cemento armato e mattoni, con le pareti ricoperte da lastre di marmo nero, labradorite nera e porfido e granito rossi.
Tuttavia, in questo periodo, Ivan Žoltovskijrimase saldo alla sua ricerca classicista e alla ricerca di un nuovo linguaggio espressivo.
Agli inizi degli anni trenta, i concorsi e le gare d'appalto per la realizzazione del Palazzo dei Soviet costituirono un'importante incentivo allo sviluppo di soluzioni creative. Tra i vari progetti, vinse l'idea modernizzata di un monumento tradizionale concepito da Boris Iofan: l'edificio avrebbe presentato molte colonne e una statua gigante dedicata alla figura del proletario.
Tuttavia, il progetto, presentato al pubblico nel marzo del 1934 dopo alcune modifiche stilistiche da parte di Stalin, non venne mai realizzato e il sito dove avrebbe dovuto sorgere il Palazzo (quello originale della Cattedrale di Cristo Salvatore) divenne con Chruščëv la Piscina Moskva. Nel 1990, fu ricostruita invece la cattedrale originale.

### Arti applicate
Il governo sovietico mostrò un interesse vivo per l'arte popolare di tutte le repubbliche: i mestieri artigianali furono incoraggiati e i maestri di Palech iniziarono a lavorare con la cartapesta, combinando forme tradizionali con nuovi intrecci d'ispirazione folcloristica e fiabesca.

## Anni trenta

### Realismo socialista
Con il decreto del 23 aprile 1932 del Comitato Centrale del PCUS Sulla ristrutturazione delle organizzazioni letterarie e artistiche, l'OST venne sciolta assieme ad altre associazioni artistiche e fusa nell'Unione degli Artisti Sovietici, segnando la fine della varietà di stili artistici. In questo periodo iniziò una nuova era dell'arte sovietica, con un controllo ideologico più rigido e diversi schemi di propaganda. L'arte ufficialmente approvata dallo Stato doveva seguire la dottrina del realismo socialista. Nella primavera del 1932, il Comitato Centrale del PCUS decretò che tutti gruppi letterari e artistici esistenti nell'URSS sarebbero stati sciolti e sostituiti da associazioni unificate di professioni creative. Perciò, nell'agosto del 1932 furono istituite le Unioni degli Artisti per Mosca e Leningrado, segnando la fine dell'arte post-rivoluzionaria e avviando il periodo dell'arte sovietica.
Si svolsero numerosi eventi importanti finalizzati allo sviluppo dell'arte nello stile richiesto dallo stato, mentre aumentarono le commissioni governative, i viaggi di lavoro creativi, l'organizzazione di mostre tematiche e per gli anniversari. Gli artisti sovietici crearono numerose in occasione di ogni Esposizione delle conquiste dell'economia nazionale, segnando così una tappa importante per la rinascita dell'arte monumentale. In questi lavori, apparve evidente che la devozione dell'arte sovietica alla monumentalità non era casuale, ma rifletteva "le immense prospettive per lo sviluppo della società socialista".
Nel 1934, al primo Congresso di tutta l'Unione degli scrittori sovietici, Maksim Gor'kij formulò i principi di base del realismo socialista come nuovo stile della letteratura e dell'arte sovietica, che erano:
- Nazionalità: i lavoratori delle città e dei villaggi locali, gli operai e i contadini, i rappresentanti dell'intelligencija tecnica e militare, i bolscevichi e i non partigiani divennero gli eroi delle opere realiste socialiste[25]
- Ideologia: il realismo socialista doveva mostrare la vita pacifica della gente, la ricerca di una nuova vita migliore, gesta eroiche per ottenere una vita felice per tutte le persone[25]
- Concretezza: nella rappresentazione della realtà bisognava mostrare il processo di sviluppo storico, che a sua volta doveva corrispondere alla comprensione materialistica della storia.[25]

Gli artisti sovietici più famosi erano Isaak Brodskij, Aleksandr Samochvalov, Boris Ioganson, Aleksandr Dejneka, Aleksandr Laktionov, Jurij Neprincev e altri pittori provenienti dalla scuola di Mosca e Leningrado. L'artista moscovita Aleksandr Gerasimov produsse durante la sua carriera un gran numero di dipinti eroici raffiguranti Iosif Stalin e altri membri del Politburo. Nikita Chruščëv affermò in seguito che Kliment Vorošilov aveva passato più tempo posando nello studio di Gerasimov rispetto al suo mandato nel Commissariato del popolo per la difesa. Le opere di Gerasimov mostrano una maestria delle tecniche classiche della rappresentazione.
Tuttavia, le mostre tra il 1935 e il 1960 smentirono le affermazioni secondo cui la vita artistica del periodo era stata soppressa dall'ideologia di Stato e che gli artisti erano interamente sottomessi al cosiddetto "ordine sociale". Un gran numero di paesaggi, ritratti, dipinti di genere e studi mostrati all'epoca perseguivano degli scopi puramente tecnici ed erano quindi liberi da ogni ideologia. Anche la pittura tematica fu approcciata in un modo simile.
Nel secondo dopoguerra tra la metà degli anni cinquanta e i sessanta, la scuola di Leningrado stava per raggiungere il suo apice, come anche gli artisti diplomati dall'Accademia di belle arti tra gli anni trenta e cinquanta: erano molto produttivi, si sforzavano nella sperimentazione ed erano desiderosi di innovarsi e imparare sempre di più. Il loro tempo e contemporaneità, con tutte le sue immagini, idee e disposizioni, trova la sua piena espressione nei ritratti di Lev Rusov, Viktor Orešnikov, Boris Korneev, Semën Rotnickij, Vladimir Gorb, Engel's Kozlov; nei paesaggi di Nikolaj Timkov, Vladimir Ovčinnikov, Sergej Osipov, Aleksandr Semënov, Arsenij Semenov, Nikolaj Galachov; e nei quadri di genere di Nikolaj Pozdneev, Jurij Neprincev e Evsej Moiseenko.
Nel 1957 venne organizzato a Mosca il primo Congresso panrusso degli artisti sovietici, mentre nel 1960 fu creata l'Unione panrussa degli artisti: entrambi gli eventi influenzarono la vita artistica a Mosca, Leningrado e nelle province. Lo scopo della sperimentazione venne esteso; in particolare per quanto riguarda la forma e il linguaggio pittorico e plastico. Le immagini di giovani e studenti, villaggi e città in rapido cambiamento, grandiosi progetti costruttivi e i raggiungimenti scientifici e tecnici del Paese divennero i principali temi dei dipinti. Gli eroi dell'epoca – giovani scienziati, operai, ingegneri civili e fisici – divennero le figure più popolari e ritratti nei quadri.
In questo periodo, le eredità di molti grandi artisti e movimenti vennero resi disponibili per lo studio e la pubblica discussione. Questo ampliò la concezione artistica del realismo ed estese le sue possibilità, e fu proprio tale rinnovo ripetuto a rendere questo stile quello più dominante nell'arte sovietica. La tradizione realista diede risalto a diverse correnti dell'arte contemporanea, tra cui il naturalismo, lo "stile severo" e l'arte decorativa. Tuttavia, durante questo periodo l'impressionismo, il post-impressionismo, il cubismo e l'espressionismo ebbero anche loro i propri ferventi aderenti ed interpreti.

### Pittura
Anche la pittura sovietica sperimentò il suddetto desiderio di forme e immagini significative monumentali, e nei dipinti penetrò una certa "generalizzazione eroica".
Uno dei rappresentanti più significativi dell'arte pittorica di questo periodo fu Boris Ioganson, che nel suo lavoro si rivolse alle tradizioni della pittura russa del XIX secolo raccogliendo l'eredità di Repin e Surikov. Con la sua interpretazione, introdusse nelle sue opere "un nuovo contenuto rivoluzionario, in consonanza con il periodo". Due dei suoi dipinti più famosi sono L'interrogazione dei comunisti (1933) (in russo Допрос коммунистов?, Dopros kommunistov) e Alla vecchia fabbrica degli Urali (1937) (in russo На старом уральском заводе?, Na starom ural'skom zavode). Il primo venne esposto per la prima volta all'esposizione dedicata ai 15 anni dell'Armata Rossa, mentre il secondo fu realizzato per la mostra "Industria del socialismo". Intanto, Petrov-Vodkin continuò a lavorare, creando opere come Festa per la nuova casa (in russo Новоселье?, Novosel'e) e Ritratto di Tatuli (in russo Портрет Татули?, Portret Tatuli), entrambi del 1937.
Un altro artista importante è stato Sergej Gerasimov, la cui opera più famosa è Giuramento dei partigiani siberiani (1933) (in russo Клятва сибирских партизан?, Kljatva sibirskich partizan. Si distingue per la sua espressività con i colori e la composizione dinamica. Ma prestò la massima attenzione al tema dei contadini, percorrendo la via del ritratto e realizzando un certo numero di quadri contadini come Il guardiano contadino (1933) (in russo Крестьянский сторож?, Krest’janskij storož). Il suo quadro Vacanza in un Kolchoz (1937) (in russo Колхозный праздник?, Kolchoznyj prazdnik) è considerato come una delle opere più significative dell'arte sovietica di questo decennio. Il suo omonimo Aleksandr Gerasimov è stato l'autore di un ritratto cerimoniale premiato del leader Stalin sullo sfondo di Mosca (I. V. Stalin e K. Е. Vorošilov al Cremlino, 1938).
Arkadij Plastov venne definito come il "cantante dei contadini sovietici": Uno dei primi lavori significativi, Il bagno dei cavalli (in russo Купание коней?, Kupanie konej), venne presentato alla mostra del 20º anniversario dell'Armata Rossa. Per la mostra "Industria del socialismo" realizzò il quadro del 1937 Vacanza in un Kolchoz (da non confondere con quello omonimo di Gerasimov), nel quale aveva "colorato la nuova vita del villaggio socialista". Un altro lavoro brillante è Mandria di un Kolchoz (1938) (in russo Колхозное стадо?, Kolchoznoe stado). Nei suoi dipinti, la scena di genere non viene concepita al di fuori del paesaggio, al di fuori della natura russa che viene sempre interpretata liricamente. Un'altra caratteristica delle opere di Plastov è l'assenza di scene di conflitto o di eventi speciali, prediligendo l'espressività poetica dell'immagine.
In questo periodo, l'artista Aleksandr Dejneka continuò a sviluppare un proprio stile, anche se in qualche modo ammorbidito. Le opere più significative degli anni trenta sono Madre (in russo Мать?, Mat') (1932), Pausa pranzo nel Donbass (in russo Обеденный перерыв в Донбассе?, Obedennyj pereryv v Donbasse)(1935) e Futuri piloti (in russo Будущие лётчики?, Buduščie lëtčiki) (1938). "Sport, aviazione, corpo nudo e atletico, laconicità e semplicità del linguaggio pittoresco, la doppia consonanza di marrone-arancio e blu sono in alcuni casi attenuati dal lirismo del tema madre, dal momento della contemplazione".
Jurij Pimenov, come Dejneka, era un ex membro dell'OST ed è stato l'autore di uno dei più celebri dipinti sovietici degli anni trenta, ovvero Nuova Mosca (in russo Новая Москва?, Novaja Moskva) del 1937. La sua arte è caratterizzata dall'ottimismo, dalla composizione con le persone e dal nuovo ruolo delle donne. Contemporaneamente, Georgij Nisskij, anche lui ex membro della OST, si impegnò attivamente nella pittura paesaggistica e si interessò in seguito ad ambienti industriali, caratterizzandosi per uno stile laconico, per l'acutezza delle decisioni compositive e ritmiche nelle opere. Nei suoi quadri, come Autunno (in russo Осень?, Osen') (1932) e Sulle strade (in russo На путях?, Na putjach) (1933), la sua natura è sempre oggetto di trasformazioni da parte dell'uomo.

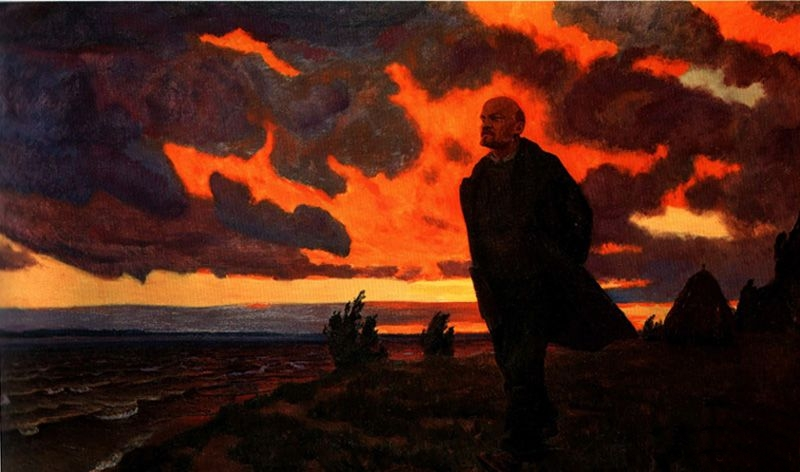
V. I. Lenin a Razliv nel 1917, Arkadij Rylov, 1934.

Della precedente generazione di paesaggisti, si può ricordare Nikolaj Krymov e il suo dipinto Mattina nel Parco centrale della cultura e del riposo Gorkij a Mosca (in russo Утро в Центральном парке культуры и отдыха имени Горького в Москве?, Utro v Central'nom parke kul'tury i otdycha imeni Gor'kogo v Moskve) (1937). Arkadij Rylov nel dipinto V. I. Lenin a Razliv nel 1917 (in russo В. И. Ленин в Разливе в 1917 году?, V. I. Lenin v Razlive v 1917 godu) (1934) unisce la pittura paesaggista con quella storica, mentre per molti artisti sovietici il paesaggio "era associato al sentimento acuto della Patria, la terra natia, che negli anni trenta crebbe e si rafforzò", come il georgiano Davit' Kakabadze (Paesaggio di Imereti, 1934).
Il genere ritrattistico sovietico si sviluppò in maniera vigorosa, coinvolgendo molti artisti della generazione precedente come Pëtr Končalovskij, Igor' Grabar' e Michail Nesterov. Quest'ultimo enfatizzò molto le posture dei soggetti che doveva ritrarre nei suoi quadri, e negli studi sull'arte sovietica le sue opere erano molto apprezzate: "I ritratti di Nesterov portarono a un inizio fondamentalmente nuovo, che affermava la vita, l'arte creativa, come le manifestazioni più tipiche e vivide delle condizioni della gente nel periodo dell'elevato entusiasmo del lavoro".
Pavel Korin è stato l'artista più vicino a Nesterov: formatosi a Palech partendo dalla realizzazione di icone, entrò nel 1911, su consiglio di Nesterov, nella Scuola di scultura e architettura di Mosca, diventando infine uno dei più importanti maestri del primo periodo ritrattistico sovietico. La sua galleria di ritratti di intellettuali venne aperta con quello di Maksim Gor'kij. Le opere di Korin sono caratterizzato dalla monumentalità, una gamma cromatica austera e da una forma chiaramente modellata. Durante questi anni ritrae gli attori Leonid Leonidov e Vasilij Kačalov, lo stesso Michail Nesterov, lo scrittore Aleksej Tolstoj e lo scienziato Nikolaj Gamaleja. In questo periodo, vi era un vivido interesse per i ritratti degli individui creativi e delle personalità della cultura sovietica.

#### Pittura monumentale
Negli anni trenta la pittura monumentale divenne un genere molto importante in tutta la cultura artistica sovietica. e fu strettamente collegata allo sviluppo dell'architettura e ne è strettamente connesso.
Le tradizioni pre-rivoluzionarie furono continuate in questo periodo da Evgenij Lansere, e la sua opera del 1933 presente nella sala del ristorante della stazione Kazanskij dimostra la sua brama per una forma barocca versatile, creando una rappresentazione che sfonda il piano del soffitto e che espande lo spazio all'esterno.
Dejneka, che anche in quel periodo contribuisce notevolmente alla pittura monumentale, lavora in modo diverso. I suoi mosaici dalle tematiche sportive realizzati per la stazione Majakovskaja (1938) sono stati creati usando uno stile moderno, caratterizzato dalla nitidezza del ritmo, la dinamica delle macchie colorate locali, l'energia degli angoli e la convenzionalità delle figure.
Anche il grafico Favorskij contribuì alla pittura monumentale, applicando il suo sistema di costruzione delle forme elaborato nelle illustrazioni per i libro, a nuove tecniche. I suoi dipinti del 1933 per il Museo della maternità e dell'infanzia e per la Casa dei Modelli (1935) mostrano la sua comprensione del ruolo del piano, la combinazione dell'affresco con l'architettura basata sull'esperienza dell'antica pittura russa.

### Scultura

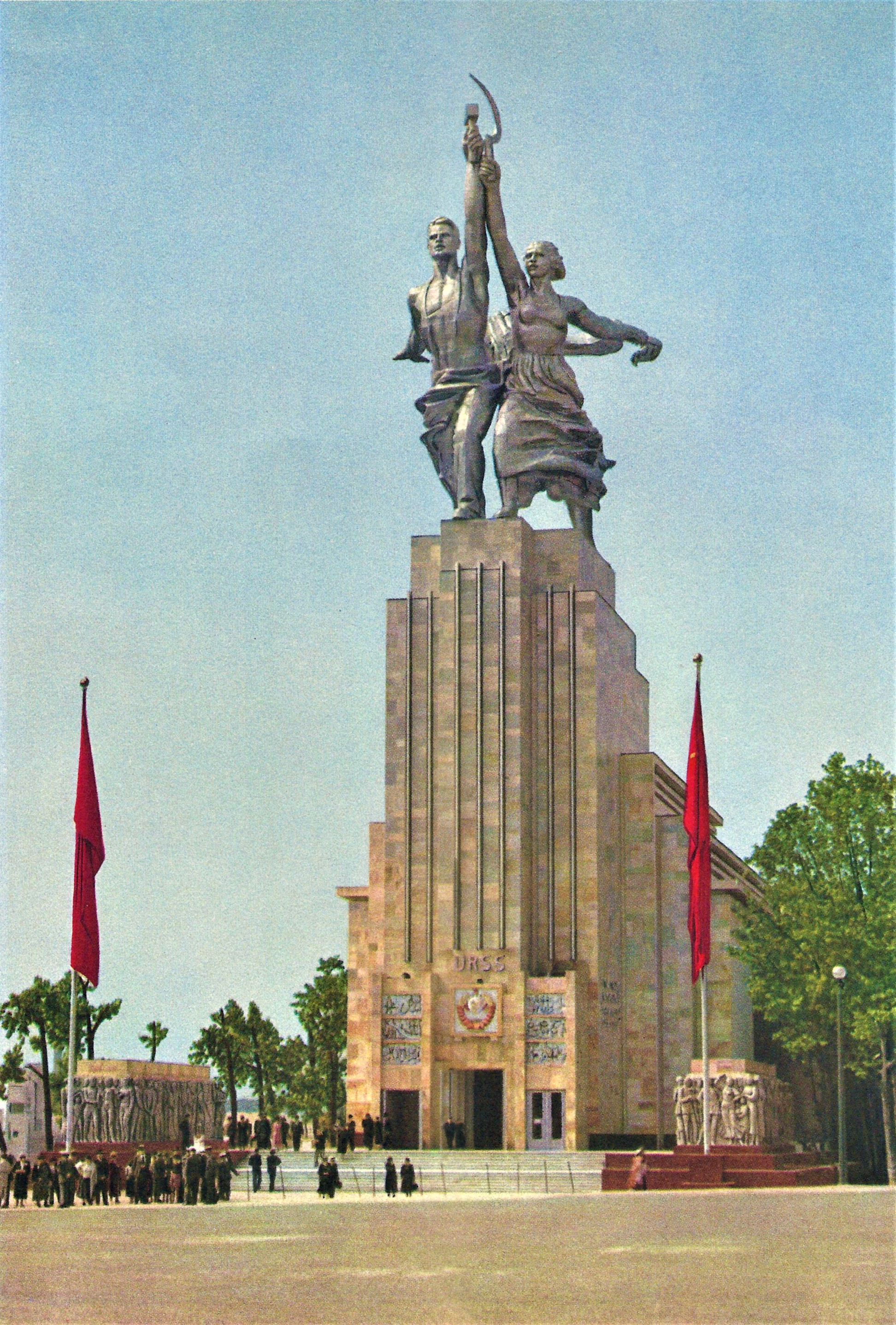
Padiglione sovietico all'Esposizione di Parigi del 1937.

La principale tendenza nello sviluppo della scultura di questo periodo è anche un onere per la monumentalità. Il più espressivo di loro è il lavoro di Vera Muchina, che in questo periodo realizzò un ritratto del marito Aleksej Zamkov (1934-1935) e dell'architetto Sergej Zamkov (1934-1935), citato dai critici sovietici come un esempio della "immagine collettiva di un giovane degli anni trenta". 
Per l'Expo 1937 di Parigi, il cui padiglione sovietico fu creato da Boris Iofan, Muchina vinse il concorso per creare la statua, considerata da Iofan come la corona del padiglione: il gruppo scultoreo scelto fu il famoso L'operaio e la kolchoziana (in russo Рабочий и колхозница?, Rabočij i kolchoznica). L'opera, attualmente collocata a Mosca all'Esposizione delle conquiste dell'economia nazionale, trae ispirazione dalle opere classiche, come il Gruppo dei Tirannicidi di Crizio e Nesiote, la Nike di Samotracia e La Marsigliese (il gruppo scultoreo realizzato da François Rude per l'Arco di Trionfo), e unisce lo stile del realismo socialista all'Art déco. L'opera fece vincere a Muchina un Premio Stalin nel 1941, e dal 1947 entrò nella cultura popolare sovietica diventando il simbolo della casa di produzione cinematografica Mos'film.
Alla fine degli anni trenta, Muchina partecipò a numerosi concorsi, tra cui la creazione di un progetto per un monumento rinominato in onore al giovane Maksim Gor'kij posto a Nižnij Novgorod, ma fornì anche una varietà di modelli e disegni ornamentali per la decorazione di nuove strutture come il Ponte Moskvoreckij e la statua Patria per il nodo Rybinsk del canale Mosca-Volgauna.
Ivan Šadr continuò a lavorare con le sue opere, contemporaneamente a Muchina, definendo il carattere e l'orientamento dell'intera scultura monumentale sovietica. La sua opera principale di questo periodo è stata il modello della statua di Gor'kij (1938) per la piazza della stazione Belorusskaja-Radial'naja della metropolitana di Mosca, una scultura che fu completata dopo la sua morte da un gruppo guidato da Muchina (N. G. Zelenskaja e Z. G. Ivanova, con l'architetto Z. M. Rosenfeld).

Monumento di Ivan Šadr a Maksim Gor'kij

Matvej Manizer fu un rappresentante della direzione accademica della scultura sovietica: la sua tecnica combinava le tecniche narrative basate su un'accurata riproduzione della natura con una sufficiente emotività. Tra le opere più famose, vi è monumento situato a Charkiv dedicato al poeta, scrittore e umanista ucraino Taras Ševčenko.
Sergej Merkurov lavorò seguendo altri principi, costruendo il suo sistema immaginativo intorno all'interpretazione plastica attiva delle impressioni dalla natura. Prima della rivoluzione, realizzò diversi monumenti dedicati alle figure più importanti della cultura russa (come Dostoevskij e Tolstoj), mentre dopo si dedicò a ritratti di leader e filosofi del socialismo: scolpì la Morte del leader (1927), una statua di Lenin in granito alta 15 metri posta sul Canale di Mosca e un'altra per la sala del Soviet Supremo dell'URSS al Cremlino (1939).
Nikolaj Tomskij fu un rappresentante di una nuova generazione di scultori che iniziò a lavorare in questo periodo. Tra le opere più famose di quegli anni vi è il Monumento di Kirov a Leningrado (1935-1938), dal carattere austero, semplice e laconico.
L'Esposizione agricola di tutta l'unione a Mosca (sito della futura VDNCh) servì come uno stimolo importante per lo sviluppo della scultura monumentale, e molte delle ricche decorazioni presenti furono realizzate da scultori regionali invitati da tutte le repubbliche sovietiche.
Gli scultori sovietici continuarono a dare il proprio contributo all'arte delle porcellane, della terracotta e di altri materiali dotati di grandi possibilità decorative.
Oltre alle forme monumentali e decorative, le tendenze scultoree continuarono a svilupparsi, in particolare nel genere dei ritratti. Sarra Lebedeva affinò la sua arte con i ritratti di Čkalov (1937), P. P. Postyšev (1932), S. M. Michoels (1939) e Muchina (1939). Anche Jakov Nikoladze, scultore della vecchia generazione che aveva studiato con Rodin, continuò a lavorare, realizzando opere forti e profonde.

### Grafica
Durante questo periodo, la grafica sovietica sviluppò nuovi stili e affrontò nuove tematiche, mentre gli artisti del decennio precedente continuavano a realizzare illustrazioni. In particolare, Favorskij creò con la xilografia le illustrazioni per Michail Prišvin (1933-35), il Canto della schiera di Igor', la Vita nuova di Dante Alighieri e l'Amleto di Shakespeare (1940). Un gruppo di studenti cercò di seguire le orme di Favorskij, e tra questi vi era Andrej Gončarov, creatore delle illustrazioni del romanzo di Tobias Smollett Le avventure di Peregrine Pickle (1934-35). Aleksej Kravčenko realizzò intanto le illustrazioni per Amok di Stefan Zweig.
Oltre che all'illustrazione, le tecniche dell'incisione e xilografiche si diffusero anche sulla stampa, sperimentata da Vasilij Kasijan (autore di ritratti degli eroi della rivoluzione e di una serie dedicata a temi contemporanei) e dal noto artista teatrale Ignatij Ignat'evič Nivinskij, un esperto di incisione creatore di fogli sulla diga ZAGES e Lenin che approfondì anche nuove tecniche di stampa.
Anche se l'incisione si sviluppò con discreto successo, negli anni trenta fu ampiamente utilizzata per le illustrazioni dei libri, prima di esser stata sostituita dalla litografia, dal disegno a carboncino o in acquerello nero. Tra i maestri di queste tecniche vi erano Sergej Gerasimov, Dementij Šmarinov, Evgenij Kibrik, e i Kukryniksy. Šmarinov realizzò un ciclo di illustrazioni per Delitto e castigo (1935-56), Pietro il Grande di Aleksej Tolstoj (1940) e Un eroe del nostro tempo (1940), prediligendo situazioni drammatiche e caratterizzazioni psicologiche. Kibrik divenne famoso per le litografie di Colas Breugnon (1936) di Romain Rolland, mentre il ciclo di illustrazioni di Gerasimov realizzato in acquerello nero per L'affare degli Artamonov di Gor'kij (1938-39) venne considerato come il migliore dell'artista.
I Kukryniksy iniziarono la propria attività con le caricature e impiegarono la loro esperienza per realizzare le illustrazioni. Nel loro ciclo per I signori Golovlëv di Saltykov-Ščedrin utilizzarono un linguaggio grottesco-metaforico, mentre enfatizzarono i momenti satirici in Vita di Klim Samgin e le loro illustrazioni per il libro Angoscia di Čechov (1941) risultarono essere piuttosto liriche.
In quel periodo, la politica ideologica dello stato portò alla pubblicazione di numerose opere nazionali, di cui molte ampiamente illustrate, come il Canto della schiera di Igor', I temerari di Sassun, Il cavaliere dalla pelle di leopardo, Džangar e Manas. Ervand Kočar realizzò i disegni ad inchiostro per Davide di Sassun mentre Sergej Kobuladze curò quelle per Il cavaliere dalla pelle di leopardo; nelle loro opere, si concentrano sulle tradizioni medievali, modernizzandole, adattandole alla comprensione moderna del libro.

### Architettura

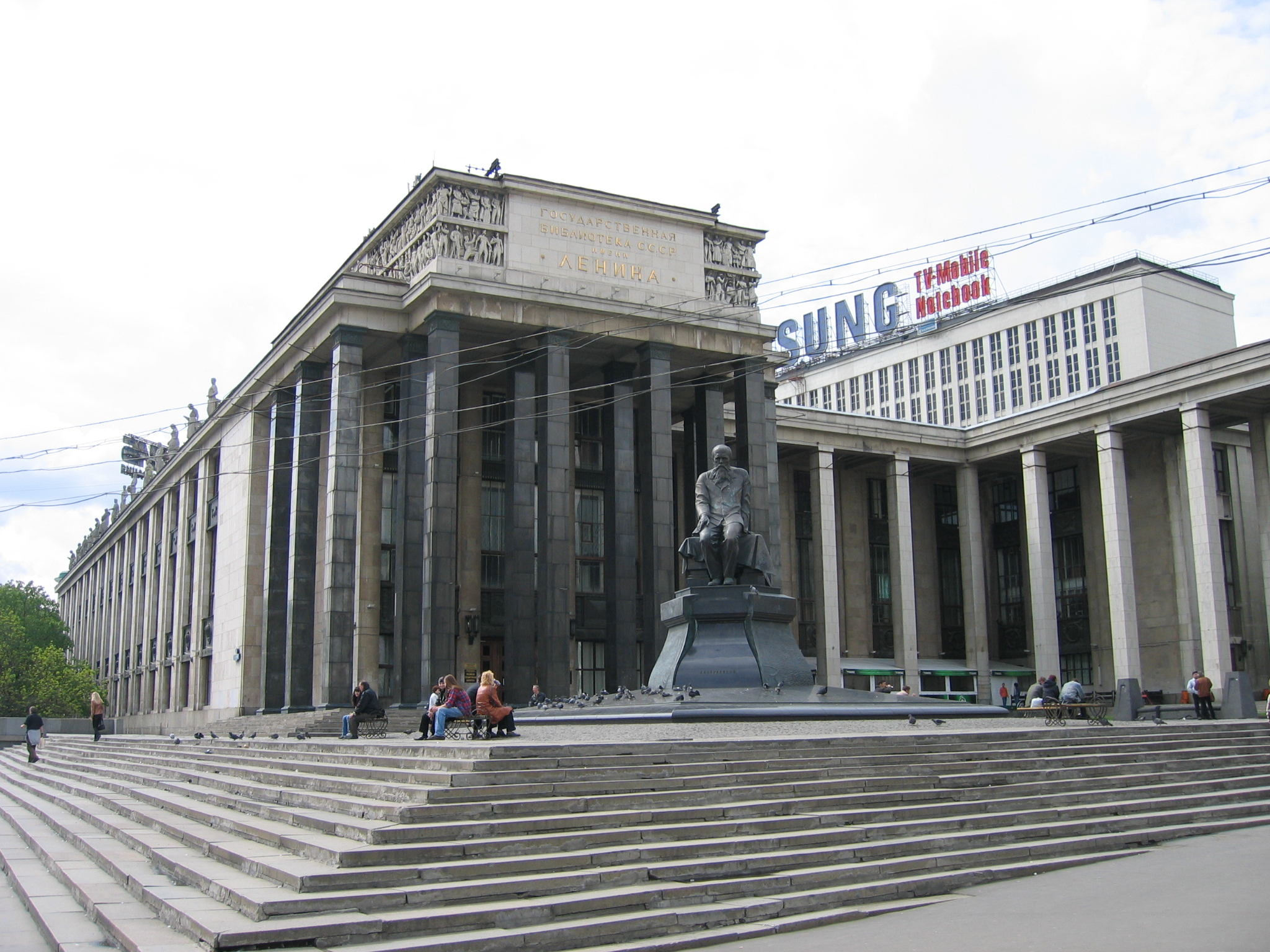
Il nuovo edificio della Biblioteca dell'URSS. V. I. Lenin.

Negli anni trenta, la costruzione edilizia continuò ad essere attiva e molte vecchie città dovettero essere ricostruite. A Mosca furono realizzati i lavori per nuove strutture, come il centro per l'Esposizione agricola dell'Unione (1935-1939), il Canale di Mosca (1932-1937) e la metropolitana (1933-1935). I piani per l'edilizia abitativa furono attuati seguendo anche la necessità di costruire grandi complessi architettonici di natura espositiva o strutture di trasporto progettate per un enorme traffico passeggeri.
L'influenza del costruttivismo era ancora fortemente presente e furono completati gli edifici iniziati negli anni venti con quello stile, come la Biblioteca di Stato dell'URSS intitolata a Lenin (1928-1940, degli architetti Vladimir Ščuko e Vladimir Gel'frejch), il Teatro di Rostov (1930-1935, demolito dai nazisti e in seguito restaurato) e la sede della Pravda (1931-1935, di Pantelejmon Golosov). Queste ricerche furono continuate da alcuni architetti degli anni trenta.

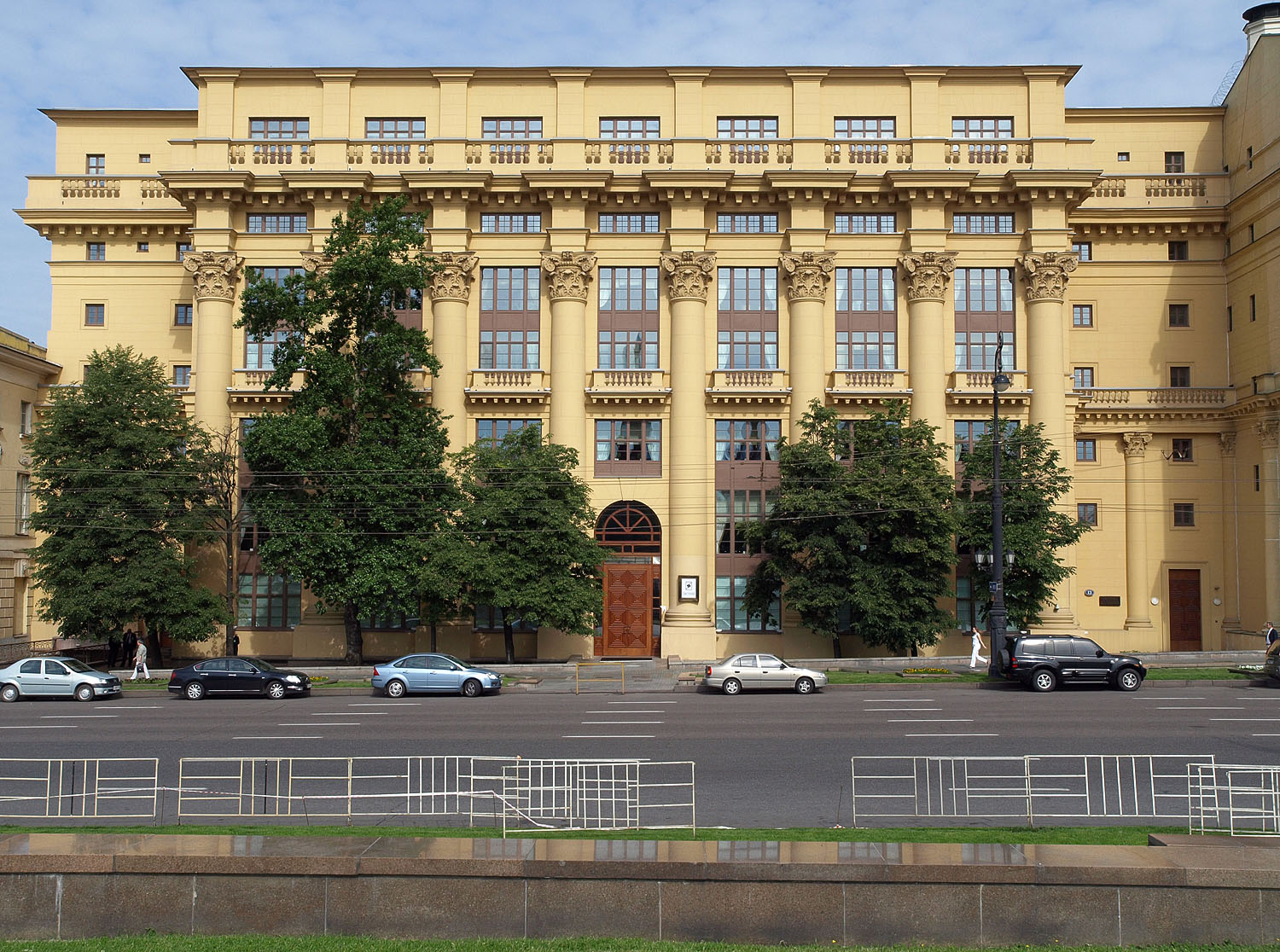
Casa sulla Mochovaja.

In questi anni, Žoltovskij guidò la corrente tradizionalista, facendo affidamento sulla sua esperienza pre-rivoluzionaria come architetto neoclassico. Nel 1934, progettò un edificio residenziale sulla Mochovaja, collegandolo a un design moderno e ad un grande ordine apparentemente privo di alcun significato costruttivo. In generale, negli anni trenta, il colonnato divenne un elemento decorativo molto apprezzato e impiegato a volte a scapito della struttura interna e dei servizi.
Tuttavia, le caratteristiche degli stili precedenti ritornarono, in particolare nelle scuole nazionali e nella costruzione dei padiglioni della VDNCh, degli architetti cercarono di unire il vecchio e il nuovo. Un esempio è la costruzione della sede del governo della RSS Georgiana a Tbilisi (1933-38) ideata dagli architetti Il'ja Ležava e Viktor Kokorin: la sala del piano inferiore, riferita all'architettura della città vecchia, è connessa con la semplice composizione dell'edificio. Aleksandr Tamanjan progettò l'insieme del centro di Erevan, aggiungendo elementi classici alle caratteristiche tradizionali. Grazie all'uso del tufo rosa, gli edifici si inseriscono organicamente nel paesaggio circostante.

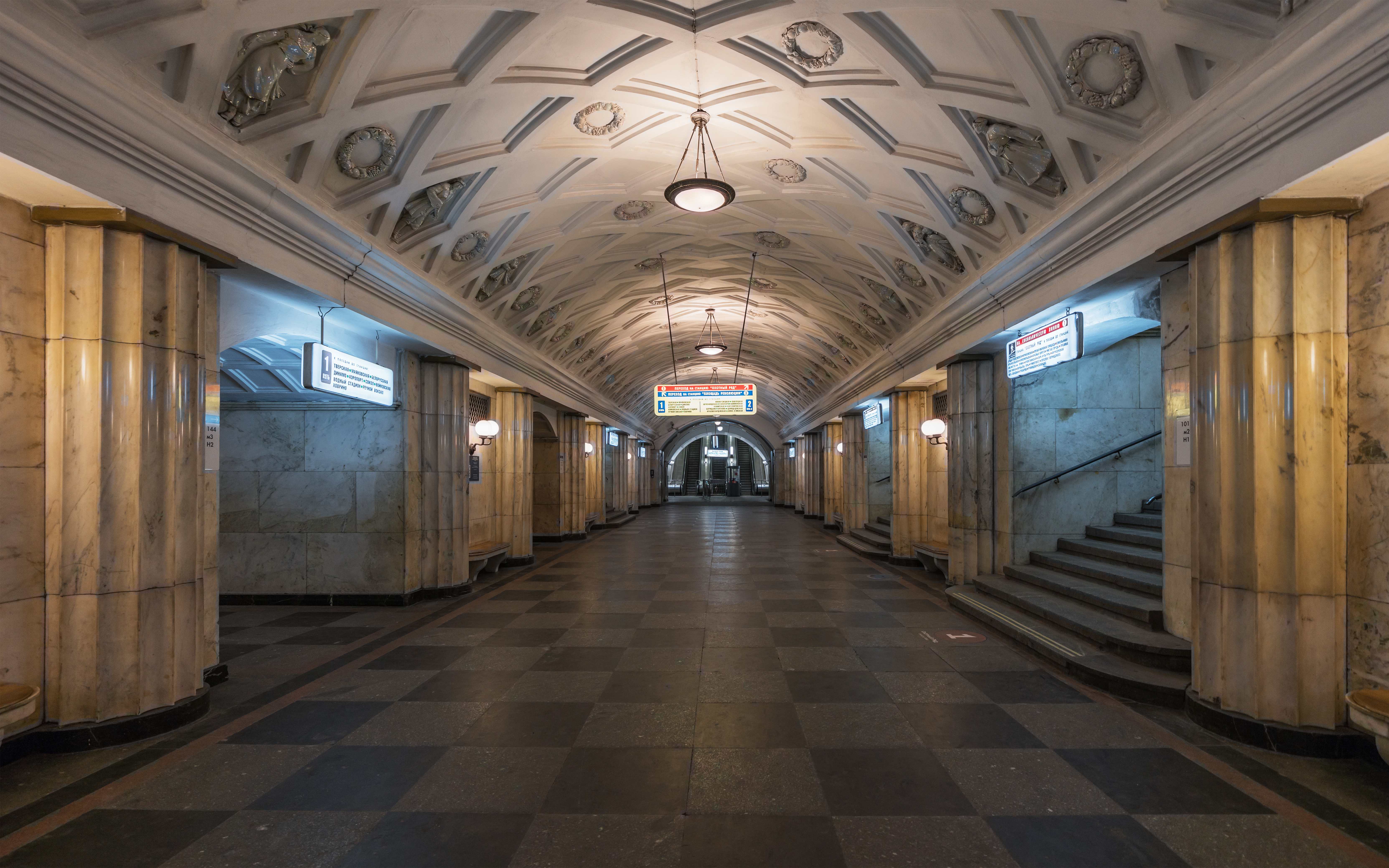
Stazione Teatral'naja.

Anche la metropolitana di Mosca è stata creata da artigiani che sono stati influenzati da queste due diverse tendenze. Ivan Fomin disegnò la Krasnye Vorota (1935) e Teatral'naja (1938, chiamata precedentemente Stazione Sverdlov), concentrandosi sullo stile classico, rigoroso e preciso. Aleksej Duškin progettò la Kropotkinskaja (1935, precedentemente "Dvorec Sovetov") e Majakovskaja (1938), sforzandosi di superare il materialismo e facilitare la costruzione, incentivare la leggerezza e la razionalità, impiegando uno stile architettonico moderno e nuovi materiali.
Entro la fine del decennio, le tendenze classiche vinceranno quelle costruttive. L'architettura diventa un'ombra dei toni pomposi cerimoniali, inaugurando l'era del pieno regime di Stalin. Le stesse tendenze si manifestarono attraverso molti stili in altre arti, in particolare nell'arte applicata e decorativa.

## Seconda guerra mondiale

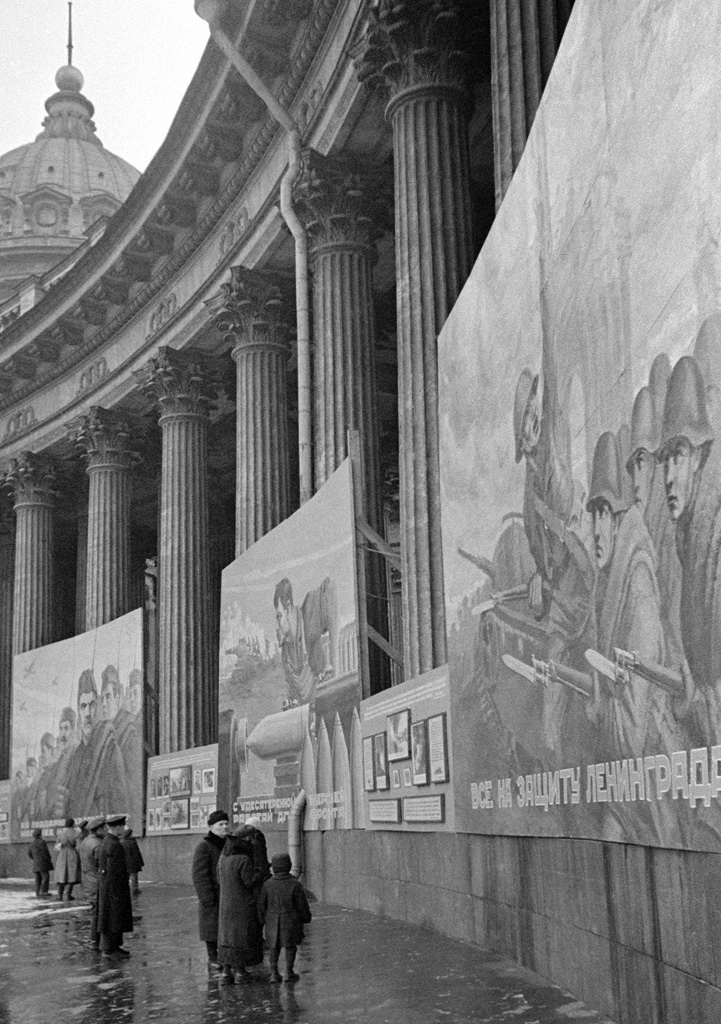
Manifesti e opere di propaganda bellica sulla Cattedrale di Kazan' a Leningrado, 1941.

La seconda guerra mondiale (nota nelle ex-repubbliche sovietiche come la Grande Guerra Patriottica) divenne il fattore più importante che influenzò lo sviluppo dell'arte sovietica degli anni quaranta. Gli artisti e gli scultori, come gli altri cittadini, furono attivamente attivi nella difesa del paese e, a causa delle specificità della loro professione, furono coinvolti assieme agli scrittori nelle attività di propaganda promosse dal governo, che in questo periodo svolgeva un ruolo enorme.
Il manifesto Schiacceremo e distruggeremo spietatamente il nemico! (in russo Беспощадно разгромим и уничтожим врага!?, Bespoščadno razgromim i uničtožim vraga) dei Kukryniksy apparve per le strade il giorno successivo all'offensiva nazifascista. Gli artisti lavoravano su diversi fronti: realizzando poster politici per il fronte e le città (con il compito di ispirare le persone nella difesa), erano in prima linea nei giornali e in vari uffici editoriali. Inoltre, crearono delle opere per le mostre, "adempiendo al ruolo di propagandista pubblico, che è usuale per l'arte sovietica". Durante questo periodo, furono organizzate due importanti mostre, la "Grande Guerra Patriottica" e il "Fronte eroico e della retrovia", e nel 1943 fu organizzata una mostra per il 25º anniversario dell'Armata rossa, dove furono presentate le migliori opere su eventi militari. Gli artisti del blocco di Leningrado realizzarono e pubblicarono regolarmente la rivista Blokadnyj karandaš.

### Manifesti e grafica
I manifesti di propaganda ebbero un ruolo molto importanti dell'arte sovietica durante la seconda guerra mondiale, e furono coinvolti gli artisti che si erano formati durante gli anni della guerra civile (D. Moore, V. Denis, M. Čeremnych) e quelli della generazione successiva, come I. Toidze (Rodina-mat' zovët!), A. Kokorekin (Za Rodinu!, 1942), V. Ivanonv (P'ëm vodu iz rodnogo Dnepra, budem pit' iz Pruta, Nemana i Buga!, 1943) e V. Koreckij (Voin Krasnoj Armii, spasi!, 1942).
Le Okna TASS, alle quali collaborarono i Kukryniksy e molti altri, divennero un elemento importante nella propaganda di stato.

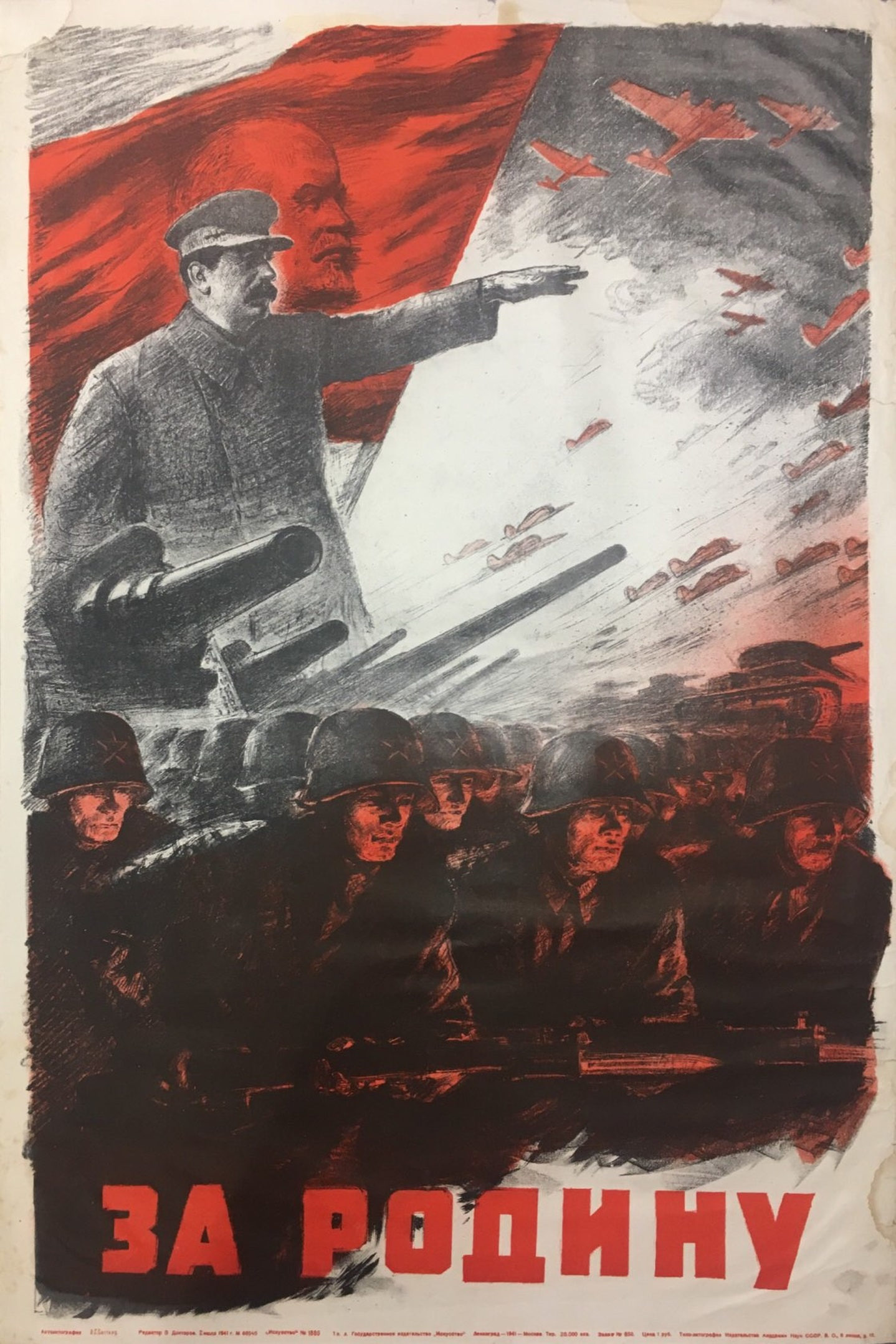
Per la patria!, 1941.

Durante questo periodo, i grafici realizzarono varie opere significative, essendo facilitati dalla portabilità ed efficienza della loro tecnologia. La percezione dell'ambiente circostante si è affinata, permettendo così la creazione di un gran numero di immagini dinamiche, commoventi, liriche e drammatiche.
Molti grafici presero parte anche al conflitto: Jurij Petrov, l'autore del Diario di Spagna (in russo Испанского дневника?, Ispanskogo dnevnika), morì sul fronte finlandese, mentre Ivan Bilibin, Pavel Šillingovskij e Nikolaj Tyrsa furono uccisi durante il blocco di Leningrado. Molti artisti che si offrirono come volontari per il fronte morirono in battaglia, tra cui Nikita Favorskij, Aron Kravtsov e Michail Gurevič.

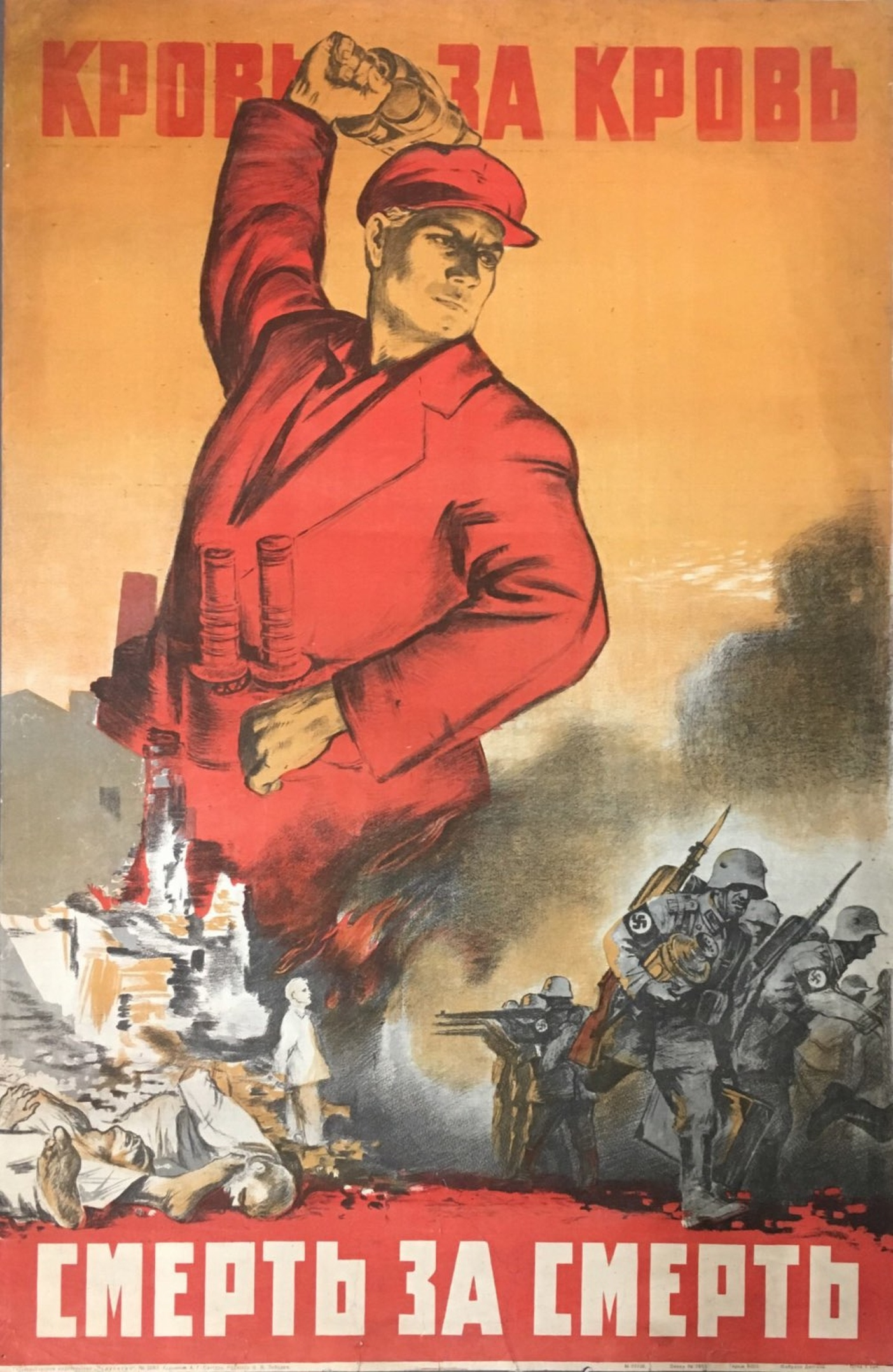
Sangue per il sangue! Morte per la morte!, 1942.

La serialità divenne una caratterista della grafica di quel periodo, in particolare quando il ciclo di lavori doveva esprimere un'unica idea e tema, e nel 1941 cominciarono ad essere pubblicate delle lunghe serie. Molte di queste si conclusero dopo la guerra, collegando il presente e il passato.
Leonid Sojfertis realizzò due serie di disegni: Sebastopol' (Севастополь) e Krym (Крым). Soyfertis si trovava a Sebastopoli fin dai primi giorni della guerra, essendo andato al fronte come un artista militare, e trascorse tutti gli anni della guerra nella flotta del Mar Nero. I suoi schizzi familiari diventano parte di un'epica militare. Uno dei suoi fogli più curioso è Mai! (in russo Некогда!?, Nekogda!) (1941), con un marinaio e degli spazzini. Il foglio Fotografia per un documento di partito (in russo Фотография для партдокумента?, Fotografija dlja partdokumenta) (1943) raffigura un marinaio e un fotografo il cui treppiede è posto in un cratere provocato dalle bombe.
Dementij Šmarinov realizzò la serie di disegni Non dimenticare, non perdonare! (in russo Не забудем, не простим!?, Ne zabudem, ne prostim!) (1942) con carboncino e acquerello nero, raffigurante le situazioni tragiche del primo anno di guerra. Di questi, la Madre (in russo Мать?, Mat') sul corpo del figlio assassinato e Il ritorno (in russo Возвращение?, Vozvraščenie) di una contadina ricoperta di cenere, così come l'Esecuzione partigiana (in russo Казнь партизанки?, Kazn' partizanki). Qui apparve per la prima volta un argomento che divenne poi tradizionale per l'arte degli anni della guerra: il popolo sovietico e la sua resistenza all'invasore. Il principale significato emotivo della serie è la sofferenza del popolo, la sua rabbia e il potere eroico, prevedendo la sconfitta dei fascisti.
Durante il suo soggiorno a Leningrado, Aleksej Pachomov creò una sorta di suite grafica denominata Leningrado ai tempi del blocco (in russo Ленинград в дни блокады?, Leningrad v dni blokady). Iniziata nel 1941, i primi sei fogli furono mostrati all'esposizione delle opere militari degli artisti di Leningrado nel 1942, mentre gli altri furono realizzati dopo la guerra. Di conseguenza, la serie era formata da tre dozzine di grandi litografie le cui tematiche, oltre alla vita dei cittadini nei giorni del blocco, includevano la fase della liberazione, il restauro della città e le gioie della vita. Di questi, si può ricordare Sulla Neva per l'acqua (in russo На Неву за водой?, Na Nevu za vodoj) e Saluto in onore della rottura del blocco (in russo Салют в честь прорыва блокады?, Saljut v čest' proryva blokady).
Oltre alle serie, furono realizzati diversi disegni individuali e varie incisioni: gli acquerelli di Berlino. Sole (in russo Берлин. Солнце?, Berlin. Solnce) di Dejneka e Nel giorno della firma della dichiarazione (in russo В день подписания декларации?, V den' podpisanija deklaracii) (1945).

### Pittura
Gli artisti sovietici fecero una sorta di cronaca della Grande Guerra Patriottica, rappresentando la minaccia fascista, la dura vita quotidiana della guerra, il dolore per i morti, l'odio per il nemico e in seguito la gioia della vittoria e il senso di coinvolgimento di tutti nella causa comune. "La rivelazione fantasiosa dell'esperienza del popolo sovietico in un periodo terribile si trasformò in una tradizione tematica dell'arte sovietica".

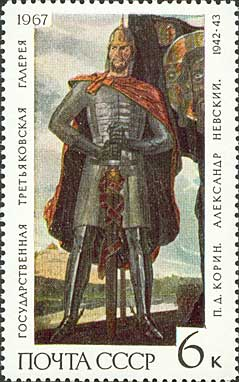
Aleksandr Nevskij (1942) di Pavel Korin su un francobollo sovietico del 1967.

Particolarmente preziosi sono i dipinti realizzati direttamente negli anni della guerra con le impressioni autentiche degli artisti: uno dei primi lavori di questo genere è La periferia di Mosca. Novembre 1941 (in russo Окраина Москвы. Ноябрь 1941 года?, Okraina Moskvy. Nojabr' 1941 goda (1941) di Dejneka: non vi è un tema particolare, ma l'artista fornisce una prova generalizzata dello stato insolito della città e dell'era stessa. Arkadij Plastov nel primo periodo della guerra creò il famoso dipinto Il fascista (in russo Фашист пролетел?, Fašist proletel) (1942).
Le opere create durante gli anni della guerra differiscono in base all'esperienza vissuta dall'artista e all'anno della loro creazione. Ciò è evidente quando si confronta la Difesa di Sebastopoli (in russo Обороны Севастополя?, Oborony Sevastopolja)(1942) di Dejneka con un suo quadro precedente: la nuova tela rappresenta già un dramma storico. Nell'estate del 1944 Dejneka realizza la tela Distesa (in russo Раздолье?, Razdol'e), dove la bellezza e la plasticità delle ragazze, secondo l'accademico V. P. Sysoev, "raddoppiano l'attrattiva estetica" e servono allo spettatore come "una fonte di gioiosa empatia", mentre l'immagine riflette il sentimento di una vittoria vicina sulla Germania nazista.
Nel 1943, Sergej Gerasimov dipinse La madre di un partigiano (in russo Мать партизана?, Mat' partizana) per rendere omaggio ai partigiani partiti per la guerra. Un certo numero di dipinti di Plastov realizzati tra il 1943 e il 1945 appartengono allo stesso genere di opere che riassumono l'idea storica della resilienza e dell'eroismo del popolo nella lotta, in particolare La vendemmia (in russo Жатва?, Žatva) (1945).
Konstantin Juon dipinse Parata sulla Piazza Rossa del 7 novembre 1941 (in russo Парад на Красной площади 7 ноября 1941 года?, Parad na Krasnoj ploščadi 7 nojabrja 1941 goda) (1942), ritraendo un'immagine storicamente autentica del corteo delle truppe dirette al fronte. Pavel Korin nel 1942 realizzò Aleksandr Nevskij (Александр Невский), la parte centrale di un trittico le cui parti laterali (Storia antica e Ballata del Nord) furono completate in seguito. Nell'opera viene espressa tramite l'immagine del principe Nevskij un nuovo inizio eroico e una grande energia. A volte l'interesse per le figure storiche era basato sulle tradizioni di Vasnecov e Surikov, due pittori del XIX secolo), come si può notare nel quadro Mattino nel campo di Kulikvo (in russo Утро на Куликовом поле?, Utro na Kulikovom pole) (1943-1947) di Aleksandr Bubnov.
Anche il paesaggio acquisì un valore patriottico, interpretato da Nikolaj Romadin nella serie Volga - Fiume russo (in russo Волга — русская река?, Volga — russkaja reka) (1944). Tra le varie forme di manifestazioni artistiche di questo periodo, vi era anche il ritratto: gli artisti dipinsero eroi di guerra, lavoratori della retrovia, scienziati, personaggi della cultura e a volte anche loro stessi, in modo da poter trasmettere i pensieri e le sensazioni complesse di un testimone dell'epoca (Autoritratto di Končalovskij, 1943; Autoritratto di Sarjan, 1942).

### Scultura

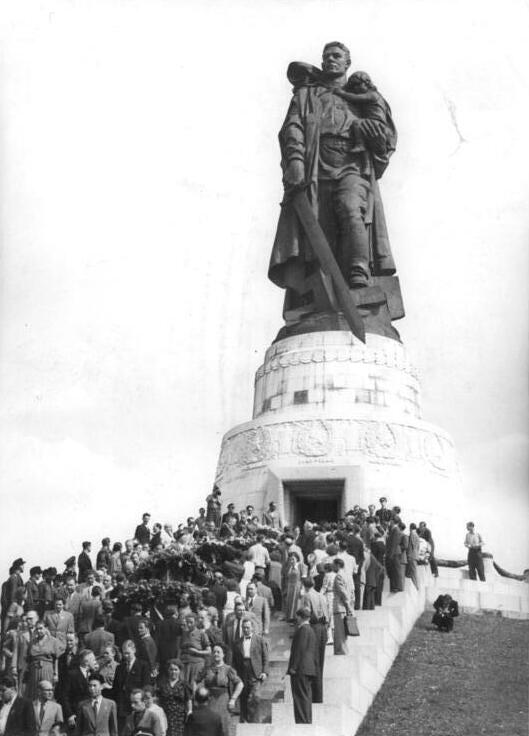
Guerriero-liberatore, Evgenij Vučetič

Anche la guerra divenne il tema principale della scultura, anche se per gli artisti fu molto più difficile lavorare in condizioni estreme.
Il genere più comune della scultura militare era il ritratto eroico, e Vera Muchina è stata l'artista più attiva nonché autrice di una galleria di ritratti di eroi della guerra. Realizzò la serie dei combattenti (tra cui B. Jusupov, 1942; I. L. Chižnjak, 1942) e una delle sue opere più forti è il ritratto Partigiana (in russo Партизанка?, Partizanka) (1942). Nikolaj Tomskij creò un diverso tipo di ritratto militare-eroico, e la sua galleria di eroi dell'Unione Sovietica combina l'eroismo classico con le caratteristiche dell'epoca (M. G. Gareev, P. A. Pokryšev, A. S. Smirnov, I. D. Černjachovskij - 1945-48).
Il georgiano Jakov Nikoladze reinterpretò il ritratto militare: il suo Ritratto di K. N. Leselidze esprime l'individualità del modello, del rango e del suo specifico umore. Anche Evgenij Vučetič lavorò molto sul genere dei ritratti. "Come se deliberatamente anticipasse il tipo di eroe, il comandante vittorioso, e poi lo individualizzasse. Nell'esprimere la grandezza dell'eroe, gli effetti della composizione del busto e il suo stile decorativo sono le qualità principali delle opere di Vučetič." Notevole è anche il suo busto di Černjachovskij. Ivan Peršudčev occupò un ruolo speciale nello sviluppo del ritratto durante il periodo bellico, essendo stato uno dei pochi scultori ad aver lavorato direttamente al fronte (su un laboratorio mobile posto su un camion), e realizzò ritratti particolarmente dettagliati e autentici.
Sebbene in questi anni difficili non siano stati costruiti molti monumenti monumentali, continuarono ad esser realizzati altri progetti. Nel 1941 si tenne un concorso per un monumento al generale Ivan Panfilov (successivamente installato a Frunze, l'odierna Biškek), vinto da Apollo Manuilov, A. Mogilevskij e Olga Manujlova hanno vinto. Uno dei monumenti più notevoli è il monumento realizzato da Vučečič al generale M. G. Efremov (posto a Vjaz'ma nel 1946) formato da un gruppo di 5 figure. Tra il 1943 e il 1945, sul ponte della strada Leningradskij di Mosca, fu eretto l'insieme scultoreo Il trionfo della vittoria (in russo Торжество Победы?) di Tomskij, rappresentante un giovane uomo e una ragazza assieme a due combattenti.
Alla fine del 1945, per ordine del governo sovietico, fu avviata la realizzazione di monumenti in onore di coloro che erano caduti per la liberazione dell'Europa dal fascismo, come il Guerriero liberatore (in russo Воин-освободитель?) di Vučetič situato a Berlino.

### Arti decorative
L'artigianato e l'industria artistica furono subordinate alle necessità belliche e il tema militare venne trattato nella forma di favolose battaglie nelle opere di Palech e Mstera. Molte figure storiche furono riproposte come piccole statuette di plastica, come Susanin di Sergej Evangulov. Verso la fine della guerra, si diffusero molte decorazioni dedicate alla vittoria e aumentò l'interesse per gli emblemi.

### Architettura
Durante la seconda guerra mondiale, vennero costruiti pochi edifici ma nuovi progetti continuarono ad essere creati nel campo dell'edilizia abitativa e della pianificazione urbana. Nel 1943, al fine di migliorare la qualità dell'architettura e delle costruzioni, fu organizzata la commissione per gli affari architettonici che guidò il restauro delle città e degli insediamenti distrutti dalla guerra. La commissione dovette ripristinare 70.000 insediamenti, dalle città ai villaggi, distrutti dai tedeschi. Nel 1943-1944, i lavori furono avviati, partendo da Stalingrado, Voronež, Novgorod, Kiev, Smolensk e Kalinin. Venne inoltre iniziato il restauro della centrale idroelettrica del Dnepr e furono creati dei piani generali per le città e per le repubbliche dell'URSS.
Nel 1943, alla Galleria Tret'jakov, fu organizzata una mostra di opere architettoniche dedicate al "Fronte eroico e della retrovia".

## Secondo dopoguerra (1945-1961)
Nei primi anni del dopoguerra, la ripresa economica fu rapida e il tema principale dell'arte divenne il lavoro eroico, così come la glorificazione della Grande Vittoria sul nazismo.

### Pittura
Nella pittura di questi anni, il genere "storico-rivoluzionario" divenne uno dei più trattati.
Nel 1950, un gruppo di autori (Boris Ioganson e Vasilij Sokolov, Dmitrij Tegin, Natal'ja Fajdyš-Krandievskaja, Nikita Chebakov) realizzò la tela di grandi dimensioni Discorso di V. I. Lenin al III Congresso del Komsomol (in russo Ленин на III съезде комсомола?, Lenin na III s''ezde komsomola) ritraendo il leader sovietico durante l'evento del 1920 nel Teatro Lenkom. "Lo spettatore è partecipe all'evento, è nella scena; copre tutto lo spazio con i suoi occhi." Il quadro divenne un punto di riferimento per molti artisti dell'epoca. Vladimir Serov, l'"erede" di Brodskij, interpretò il tema leninista in modo diverso: nel 1950 realizzò il dipinto I camminatori da Lenin (in russo Ходоки у Ленина?), dove inserì la figura storica di Lenin in un contesto di genere realista usando un approccio fotografico.
Georgij Melichov ambientò i suoi dipinti in epoche precedenti: il suo Giovane Taras Ševchenko con l'artista K. P. Brjullov (in russo Молодой Тарас Шевченко у художника К. П. Брюллова?, Molodoj Taras Ševčenko u chudožnika K. P. Brjullova) (1947) è un'opera dallo stile tradizionale creata con una certa attenzione ai dettagli storici e una cura nella scelta dei colori.

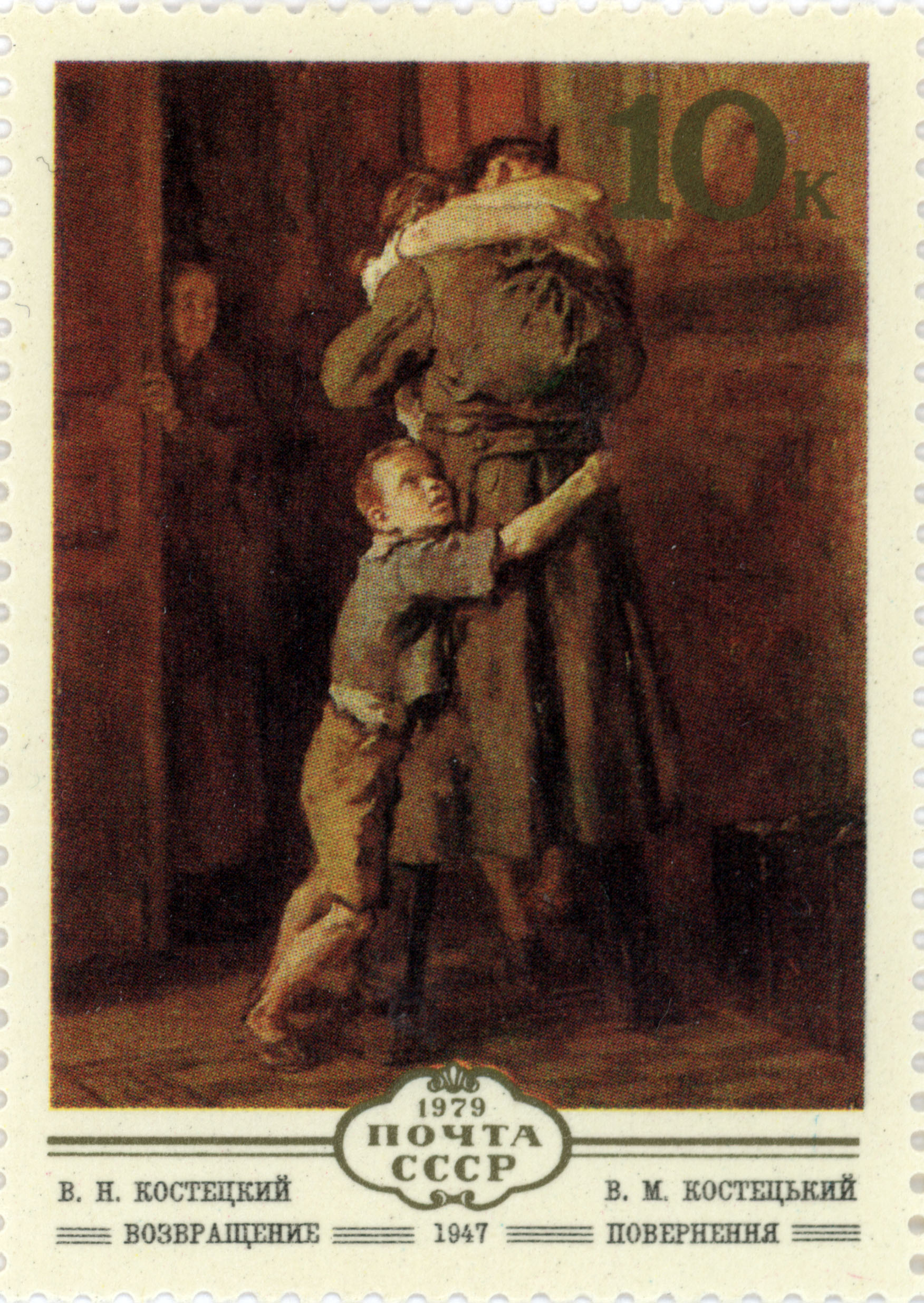
Il ritorno, Vladimir Kosteckij.

I sentimenti patriottici nati con la seconda guerra mondiale suscitarono l'interesse per la storia nazionale in generale, rendendo il conflitto un genere storico al quale aderirono molti artisti. Un esempio è la tela di Jurij Neprincev Riposo dopo la battaglia (in russo Отдых после боя?, Otdych posle boja) (1951) o i lavori di Vasilij Terkin. Boris Nemenskij continuò a sviluppare il tema iniziato durante la guerra e nel 1956 realizzò Le nostre sorelle (in russo Сестры наши?, Sestry naši), un episodio della guerra. Una delle opere più significative del periodo postbellico riguardo alla Seconda guerra mondiale è il dipinto del 1974 Il ritorno (in russo Возвращение?, Vozvraščenie) di Vladimir Kosteckij. Nello stesso anno, Aleksandr Laktionov realizzò Una lettera dal fronte (in russo Письмо с фронта?, Pis'mo c fronta), divenuta popolare per il fatto che "parlava della sete particolare e commovente che vivevano le persone appena sopravvissute alla guerra vivevano".
Anche i temi del lavoro e della quotidianità in tempo di pace ricevettero un'attenzione speciale, dove la vita senza la guerra e il "lavoro gioioso", grazie al quale poter sentirsi particolarmente giovani e felici, venivano espressi in dipinti come Pane (in russo Хлеб?, Chleb) di Tat'jana Jablonskaja (1949): "la pittura energica rivela lo stato poetico delle persone che lavorano nelle fattorie collettive". L'artista realizzò altri dipinti tra la fine degli anni quaranta e i primi anni cinquanta, come Primavera. Sulla via (in russo Весна. На бульваре?, Vesna. Na bul'vare) del 1950 e Mattino (in russo Утро?, Utro) del 1954. Aleksandr Dejneka sviluppò invece il tema dello sport come nella tela La staffetta (in russo Эстафета?, Ėstafeta) del 1947).

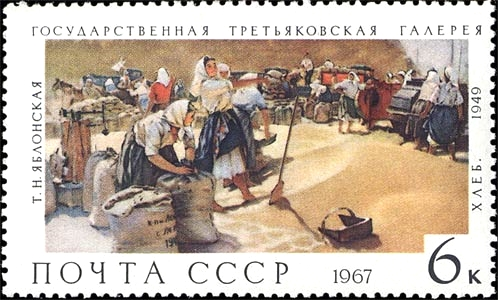
Pane, Tat'jana Jablonskaja

Arkadij Plastov rimase ancora una figura di spicco nella pittura di questo periodo, realizzando opere come Fienagione (in russo Сенокос?, Senokos) (1945), Prima nevicata (in russo Первый снег?, Pervyj sneg) (1946) e Sulla corrente della fattoria collettiva (in russo На колхозном току?, Na kolchoznom toku) (1949), dove "la scena della trebbiatura [...] esprime in modo convincente la pienezza del ritmo di lavoro, la coerenza delle persone nel lavoro, la loro unità spirituale nella connessione indissolubile di ognuno con la terra che le ha generate." Uno stile analogo è presente nella Cena del trattorista (1951), Nel 1954, Plastov realizzò "una delle opere più straordinarie e importanti della pittura sovietica", Primavera (in russo Весна?, Vesna), dove una ragazza nuda dall'aspetto angelico veste una giovane bambina sotto la neve.
Semën Čujkov era vicino a Plastov per quanto riguarda i principi della creatività, Durante questi anni visse la fase più importante del suo lavoro. Dipinse quadri dedicati alla vita del popolo del Kirghizistan e ai suoi paesaggi naturali, come in Mattino (1947), Figlia del Kirghizistan sovietico (1948) e Figlia di un pastore (1948-1956). Nelle sue opere impiegò uno schema semplice: una figura su uno sfondo paesaggistico, l'uso di colori vivaci, transizioni di colori tenui e la modellazione dei volumi tramite la gradazione del colore, delle luci e delle ombre.

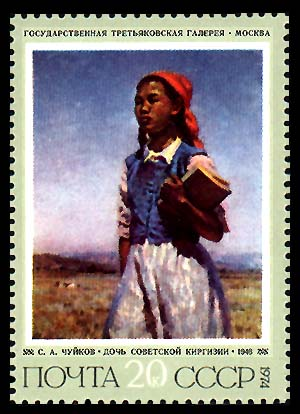
Figlia del Kirghizistan sovietico, Semën Čujkov.

L'armeno Oganes Zardarjan nel suo lavoro di questo periodo rivelò una prospettiva interessante: il suo dipinto I costruttori della SevanGES (1947) trasmette l'eroismo del lavoro, e l'autore usa il colore brillante come parte attiva nella formazione dell'immagine.
Ulteriori contributi allo sviluppo della pittura nel dopoguerra furono realizzati da artisti provenienti dai paesi baltici, in particolare dalla RSS Lettone, come Eduards Kalniņš (Nuovi marinai, 1945) e Janič Osis (Pescatori lettoni, 1956). Nelle opere vengono descritte scene di pesca con sobrietà e severità (tratti caratteristici della pittura lettone).
Poiché sorse la necessità di rappresentare la felicità e la gioia in tempo di pace, lo stile paesaggistico in chiave lirica ricevette della direzione lirica ha ricevuto nuovi impulsi nel suo sviluppo. Così, Sergej Gerasimov dipinse dei paesaggi vicino a Mosca in tele di piccole dimensioni, modeste, convincenti e specifiche nel caratterizzare la natura della Russia centrale ma liriche e personali nell'esprimere lo stato d'animo del tempo (Inverno, 1959; Paesaggio con un fiume, 1959; Primavera, 1954 ). Allo stesso tempo, gli elementi della cultura epica invasero l'immagine lirica della natura, rivelando così l'idea del patriottismo in una chiave lirica. Della vecchia scuola, il lavoro del pittore paesaggista Vasilij Meškov è rivelante, in particolare con le opere Il racconto degli Urali (in russo Сказ об Урале?, Ckaz ob Urale) (1949), Kama e Distese del Kama (in russo Просторы Камы?, Prostory Kamy) (1950). Nei suoi dipinti sono rappresentate ampie distese e viene enfatizzata la maestosa severità della natura. La stessa monumentalità fu vista da Sarjan ("La fattoria collettiva del villaggio di Karinj sulle montagne del Tumanjan, 1952). Anche Nikolaj Romadin è stato un rappresentante di questa direzione del paesaggio lirico-epico.
Gregorij Nisskij si approcciò al paesaggio in un modo diverso. Negli anni trenta e quaranta, aveva padroneggiato un nuovo dinamismo, un nuovo "tipo" di natura, un'energia trasformata e il lavoro dell'uomo moderno. I motivi principali dei suoi dipinti sono i binari delle ferrovie, le autostrade e linee di trasmissione ad alta tensione, gli aerei, le vedute della terra dal cielo, i porti, gli yacht e i bacini di riserva. Nella maggior parte dei suoi paesaggi, la base della composizione è il movimento, veloce e attivo, che si sviluppa in decisi ritmi monumentali; angoli inaspettati e acuti e bizzarri giri vengono usati assieme a grandi piani di colori (di solito secondo il principio del contrasto). Lo schema cromatico è sobrio, fresco, con del grigio acciaio da accenti di colore brillante. Tra le opere luminose di questo periodo vi è Paesaggio bielorusso (in russo Белорусский пейзаж?, Belorusskij pejzaž) (1947), ma è da ricordare anche il quadro Regione di Mosca. Febbraio (in russo Подмосковье. Февраль?, Podmoskov'e. Fevral') del 1957.
Pavel Korin, durante questo periodo, continuò a lavorare come ritrattista per persone attive nell'ambito culturale e creativo come Konenkov (1947), Sar'jan (1956) o i Kukryniksy (1957). Le caratteristiche sono accurate e nitide, il dipinto rimane laconico e austero mentre viene selezionato uno speciale schema di colori e viene sottolineato un gesto o una postura.
I successi degli artisti della cerchia di Plastov, Korin, Čujkov e Gerasimov suggeriscono che il ruolo principale nello sviluppo della pittura negli anni del dopoguerra fu quello dei maestri della generazione che si era formata negli anni precedenti. La vita quotidiana e domestica erano al centro dell'attenzione dell'artista ucraino Sergeij Grigoriev, di cui un certo numero di dipinti sono stati dedicati all'infanzia: Alla riunione, Ammissione al Komsomol (1949), Il Portiere (1949), Discussione di due (1950). L'interesse del pubblico e della critica venne attirato dal dipinto Ritornato (in russo Вернулся?, Vernulsja) (1954).

### Grafica
Boris Prorokov, un invalido di guerra, si mostrò come un artista satirico dedito alla denuncia. La sua serie Ecco qui, l'America (in russo Вот она, Америка?, Vot ona, Amerika) (1947-1949) si basa sui temi delle poesie americane di Majakovskij, e denuncia e ironizza la politica statunitense. Le caratteristiche principali di questa serie sono l'ingrandimento della silhouette dei personaggi principali (Žena Toma, Tom e altre), il contrasto tra bianco e nero, un quadro generalizzato, il carattere monumentale e l'impronta emotiva dell'autore. La sua serie Per la pace (in russo За мир?, Za mir) venne pubblicata nel 1950 e ogni foglio (tra cui Tank Trumena na dno! e Svoboda po-amerikanski) si distingue per la sua espressività figurativa. Nel 1958, Prokov creò la serie Questo non dovrebbe succedere di nuovo (in russo Это не должно повториться?, Ėto ne dolžno povtorit'sja), dove in particolare il disegno di una giovane donna con un fucile che allatta un bambino (intitolato Madre) si distingue per una speciale monumentalità.
La grafica satirica del periodo postbellico è uno dei tipi più popolari e "marziali" dell'arte sovietica. Gli artisti della caricatura politica e della satira su temi internazionali lavoravano attivamente per la Pravda e altri giornali centrali. I Kukryniksy crearono una serie di opere satiriche significative come Taglio di capelli (in russo Уолл-стрижка?, Uoll-strižka)(1948), Al capezzale (in russo У постели больного?, U posteli bol'nogo) (1948) e Donna Franko (in russo Донна Франко?) (1949). L'accuratezza delle caratterizzazioni e l'abile selezione degli attributi sono i principali mezzi artistici dei vignettisti del collettivo. Leonid Sojfertis e Vitalij Gorjaev lavorarono con successo anche nel campo della satira politica con dinamismo, acutezza, e leggerezza.
Molti illustratori continuarono a usare lo stile tradizionale degli anni trenta, e gli artisti precedenti alla guerra furono i principali portatori di tale tradizione, tra cui Kibrik, Šmarinov, e i Kukryniksy. Così, Evgenij Kibrik realizzò le illustrazioni per l'edizione del 1945 di Taras Bul'ba, combinando lo stile romantico ed epico. Molto spesso, sceglieva una composizione a figure grandi, conferendo ai personaggi delle caratteristiche psicologiche convincenti. Negli anni cinquanta, Dementij Šmarinov riprese il suo lavoro per Guerra e pace, preservando il principio dell'illustrazione del ritratto. I Kukryniksy lavorarono molto anche sull'illustrazione, disegnando per La signora con il cagnolino (1941-1948), realizzando gli acquerelli per Foma Gordeev (1949) e rappresentando un mondo bello e spirituale, senza tuttavia perdere lo spirito critico. Tra il 1948 e il 1950, David Dubinskij illustrò i romanzi R.V.S. e Čuk e Gek di Arkadij Gaidar, mentre tra il 1959 e il 1960 lavoro su Il duello di Aleksandr Kuprin. Lo stile di Dubinskij è caratterizzato da un tratto morbido, dal lirismo, dalla sottigliezza delle caratteristiche psicologiche e da soluzioni grafiche intelligenti. L'ultimo periodo del lavoro di Favorskij coincide con questi anni, durante i quali continuò a lavorare nella xilografia, creando cicli (Canto della schiera di Igor'r, 1950; Piccole tragedie, 1961), unendo il linguaggio chiaro e classico dell'incisore con un senso storico e di comprensione dell'opera.

### Scultura
Negli anni del dopoguerra le caratteristiche monumentali si intensificano nella scultura: ciò venne facilitato dalla pubblicazione di un decreto governativo riguardo alla costruzione di monumenti/busti di due eroi dell'URSS e di due eroi del lavoro socialista da esser installati nella loro terra d'origine.
Sulla base dei monumenti e dei busti creati in precedenza, Nikolaj Tomskij realizzò i monumenti per i generali Iosif Apanasenko (Belgrado, 1949) e Ivan Černjakovskij (Vilnius, 1950 - trasferito a Voronež). In essi, lo scultore combina la somiglianza concreta e la modellazione generalizzata, l'armonia della scultura e del piedistallo architettonico, la chiarezza e l'espressività del piedistallo. Evgenij Vučëtič continuò a lavorare sui busti di eroi e a vari monumenti. Le prime opere che realizzò furono i ritratti degli eroi del lavoro (Agricoltore collettivo uzbeko Nizarali Nijazov, 1948), pur conservando l'esperienza nel ritratto militare, ricorrendo a una composizione spettacolare. Nel 1946, il lituano Juozas Mikėnas realizzò un espressivo Monumento alle 1200 guardie (in russo Памятник 1200 гвардейцам?, Pamjatnik 1200 gvardejcam) situato a Kaliningrad: con due figure dinamiche protese in avanti, il monumento esprime lo spirito della vittoria.
Oltre ai monumenti agli eroi e ai memoriali di guerra degli anni cinquanta, furono eretti monumenti dedicati ai personaggi storici e alle figure culturali più importanti. Nel 1953, secondo il progetto di Sergeij Orlov, fu eretto il Monumento a Jurij Dolgorukij di Kiev, e nel 1958 viene inaugurato eretto un monumento a Majakovskij dello scultore Aleksandr Kibal'nikov. Michail Anikušin progettò un monumento ad Puškin (1957), scolpito successivamente da Aleksandr Matveev (1948-1960): anche se il lavoro rimase incompiuto, la profondità penetrante e le sensazioni complesse rendono questo lavoro una delle migliori opere sovietiche del dopoguerra.
Negli anni quaranta e cinquanta, gli scultori della vecchia generazione continuarono a lavorare fruttuosamente, compresa Muchina. Il suo lavoro monumentale di maggior successo di questi anni è stato il monumento a Čajkovskij al Conservatorio, sul quale aveva lavorato dal 1945. Muchina partecipò anche al completamento del monumento a Gor'kij a Mosca iniziato da Šadr: mantenendo le scelte originarie, introdusse nel progetto il suo stile dettato dalla libertà plastica e dal potere delle forme scultoree armonizzate dal calcolo esatto del progetto.
Dopo una pausa di 23 anni, nel 1945, lo scultore Sergej Konënkov fece ritorno in patria e nel 1947 realizzò L'uomo liberato (in russo Освобожденный человек?, Osvoboždennyj čelovek), con Sansone che, una volta spezzate le catene, alza le mani in un gesto trionfante. "Nell'immagine del gigante liberato, lo scultore ha incarnato la sua gioia e il suo orgoglio per il popolo che ha sconfitto il fascismo". Nel 1949, creò il Ritratto del più vecchio contadino collettivo nel villaggio di Karakovich, I. V. Zuev (in russo Портрет старейшего колхозника деревни Караковичи И. В. Зуева?, Portret starejšego kolhoznika derevni Karakoviči I. V. Zueva), il suo compagno di villaggio e amico d'infanzia. Konënkov contribuì molto allo sviluppo del ritratto negli quaranta e cinquanta, introducendo la "diversità plastica acutamente tangibile, un grande senso del materiale, alta cultura e sensibilità nella percezione della personalità di un contemporaneo". Nel 1957, fu il primo tra gli scultori sovietici a ricevere il Premio Lenin.

### Arte sovietica nonconformista
La morte di Stalin nel 1953 e il disgelo di Nikita Chruščëv, tracciarono il percorso per una liberalizzazione nelle arti in tutta l'Unione Sovietica. Anche se non avvenne alcun cambiamento ufficiale nella politica, gli artisti iniziarono a sentirsi liberi di sperimentare, con una paura notevolmente minore per le possibili ripercussioni rispetto al periodo stalinista.
Negli anni cinquanta l'artista moscovita Elij Beljutin incoraggiava i suoi studenti a sperimentare l'Astrattismo, uno stile completamente scoraggiato dall'Unione degli artisti che prediligeva rigorosamente la politica ufficiale del Realismo socialista. Gli artisti che sceglievano di dipingere con stili alternativi dovevano farlo completamente in privato e non poterono esibire le proprie opere né venderle. Di conseguenza, l'arte anticonformista si sviluppò lungo un percorso separato rispetto a quella ufficiale che era stata registrata nei libri di storia.
Il periodico Life pubblicò due ritratti realizzati da due artisti considerati dalla rivista come i più significativi delle arti sovietiche dell'epoca: i dipinti erano di Vladimir Serov, un'icona sovietica ufficiale, e di Anatolij Zverev, un astrattista avanguardista. Quando Chruščëv venne a sapere di tale pubblicazione, si sentì oltraggiato e proibì ogni contatto con visitatori occidentali, chiudendo tutte le mostre semi legali. Zverev divenne in seguito il principale bersaglio della repressione politica.

### Architettura

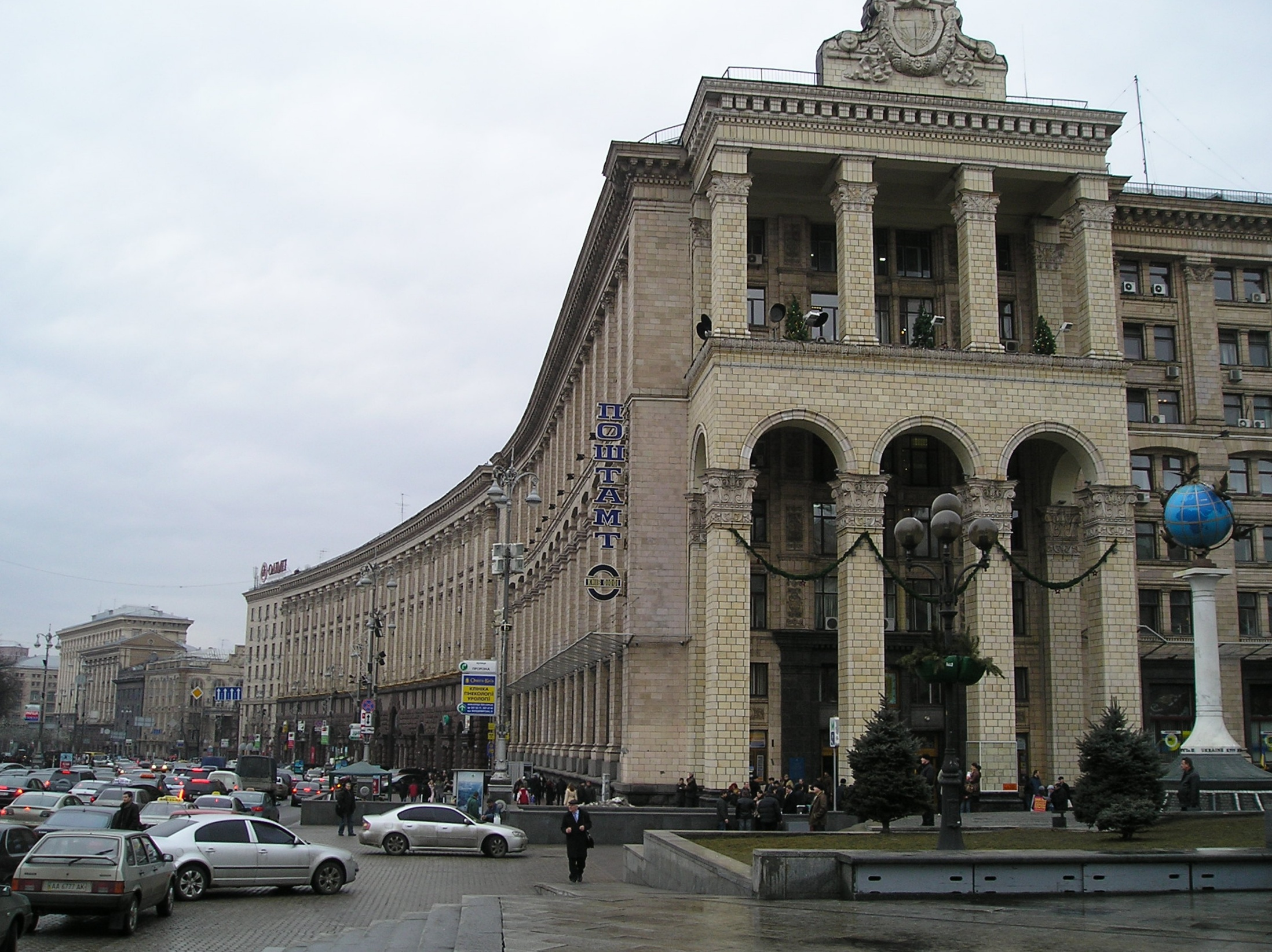
Scorcio della Chreščatyk di Kiev.

Nel dopoguerra, gli architetto furono impegnati attivamente nel restauro degli edifici distrutti e nella creazioni di nuovi, cercato di correggere i vecchi difetti. A Kiev, in questo periodo, venne ricostruita la Chreščatyk, e nel restauro della capitale ucraina furono impiegati non solo architetti locali, ma anche quelli provenienti da Mosca e Leningrado. Nel 1949 fu proposto un progetto per il ripristino della via della Chreščatyk, con un cambio della forma che costò "un tributo al decorazionismo superficiale", ideato da Aleksandr Vlasov, Anatolij Dobrovol'skij, Viktor Elizarov, A. Zacharov, Aleksandr Malinovskij e Boris Prijmak.

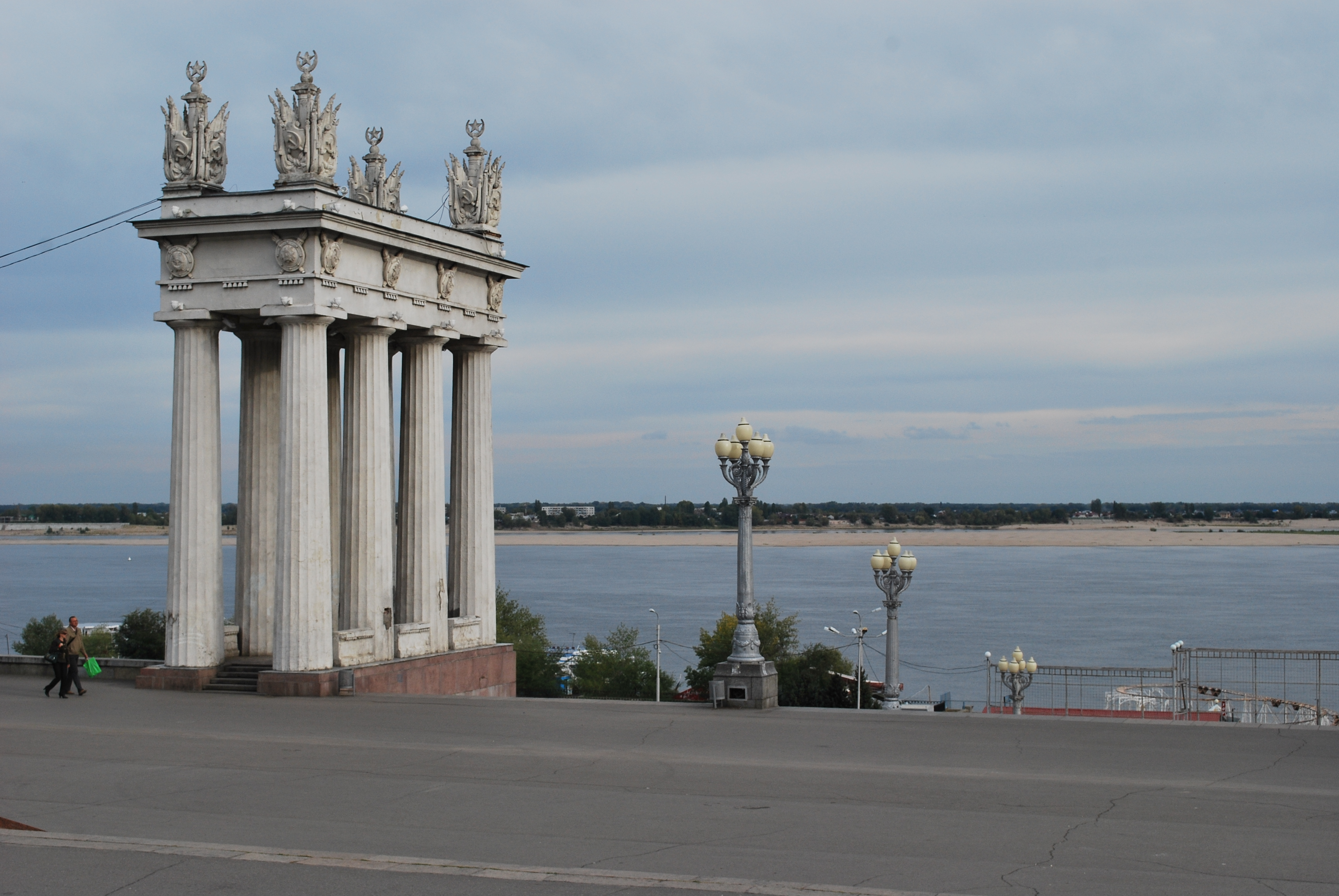
Propileo di Volgograd.

Grande attenzione fu data al nuovo piano generale di Stalingrado, rasa al suolo dopo la battaglia del 1942-1943: l'idea architettonica ed estetica integrale venne proposta dagli architetti Karo Alabjan e Vasilij Simbircev, e furono introdotte nel piano la Piazza della Lotta (in russo площадь Борьбы?, ploščad' Bor'by), la Via degli Eroi (in russo аллея Героев?, alleja Geroev) e un propileo con una grande scala sul Volga. Il tutto combinato con le aree industriali.
Anche Minsk fu oggetto di rinnovamento, in particolare per il centro della città nell'area di Piazza Lenin e Via Lenin (le attuali Piazza e Via dell'Indipendenza). La via principale fu progettata come un viale con case di uguale altezza dagli architetti Michail Parusnikov, Michail Baršč, Michail Osmolovskij, Vladimir Korol' e Gennadij Badanov. Le zone vecchie e nuove della città furono unite da una piazza rotonda con un obelisco in memoria degli eroi della Grande guerra patriottica. Novgorod venne restaurata da un gruppo di architetti sotto la direzione di Aleksej Ščusev, seguendo un progetto che prevedeva la fusione degli edifici antichi con quelli nuovi.
Si diffuse la tendenza di realizzare opere molto alte e grosse, come le Sette Sorelle di Mosca tra le quali spicca l'edificio principale dell'Università statale di Mosca (1949-1953).

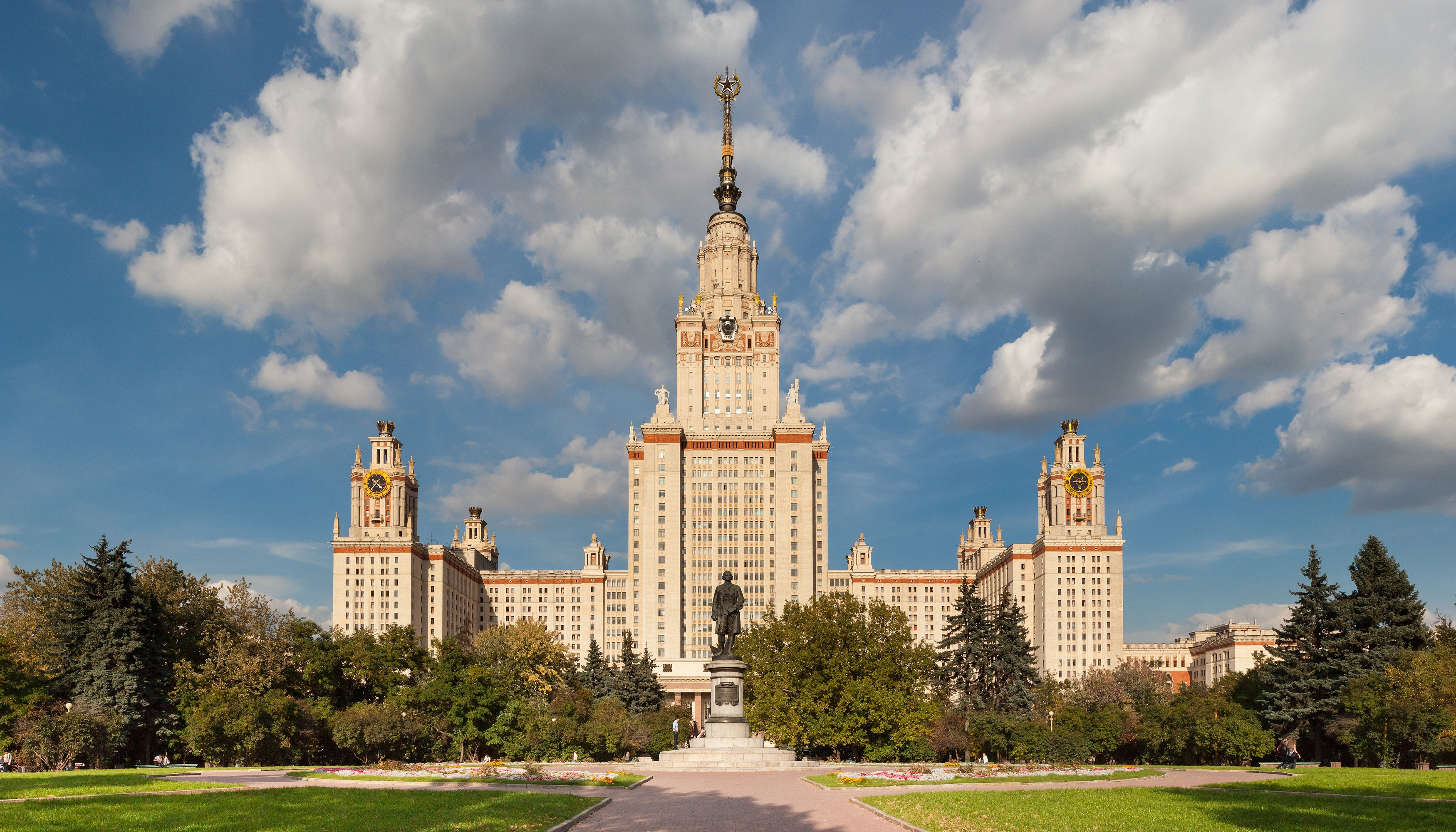
L'edificio principale dell'Università statale di Mosca.

Uno dei problemi principali rimase ancora quello delle abitazioni popolare devastate della guerra, e proprio in questi anni fu avviato lo sviluppo di alloggi per le masse. Tuttavia, all'inizio la qualità costruttiva era bassa qualità, a causa della mancanza della necessaria base produttiva e tecnica. I primi esperimenti iniziarono con gli edifici popolari di Mosca, concepiti dagli architetti Zinovij Rosenfel'd e Vladimir Sergeev, e successivamente furono estesi in altre città: Iniziarono a comparire grattacieli a Čeljabinsk e Perm', furono realizzati quartieri con case costruite con grandi blocchi di cemento, vennero introdotti nuovi metodi di costruzione industriale sempre più economici. Tuttavia, il gran numero di edifici popolari doveva includere la decorazione della facciata con la scarsità di pochi cortili e di spazi interni al quartiere. Nel periodo successivo venne attivamente condannato il principio di una facciata di stile con l'uso abbondante di colonnati, modanature di stucchi e abbellimenti. Il 4 novembre del 1955, la risoluzione n. 1871 del Comitato Centrale del PCUS e del Consiglio dei Ministri dell'URSS Sull'eliminazione degli eccessi nella progettazione e nella costruzione pose fine a questo stile lussuoso. Dopo la morte di Stalin, lo stile fu sostituito da un'architettura funzionale tipicamente sovietica, impiegata con vari cambiamenti fino alla dissoluzione dell'URSS.

## Anni sessanta e settanta
All'inizio degli anni cinquanta e sessanta, emersero nuove tendenze nell'arte sovietica, che si svilupparono nel prossimo decennio. Nel 1957 si tenne a Mosca il primo congresso degli artisti di tutta l'Unione, che riassunse i risultati artistici e delineò l'ulteriore percorso di sviluppo. Venne ripresa l'attività espositiva e tra il 1962 e il 1963 venne organizzata una mostra retrospettiva di artisti moscoviti per i "30 anni della MOSSCh" (Mosca, 1962-1963).
I primi anni sessanta furono caratterizzati da nuove tendenze ideologiche e creative. Il tema principale dell'arte in questo periodo cruciale fu il desiderio di liberarsi dai luoghi comuni nell'approccio alla modernità, di eliminare la necessità della grandezza e la pomposa rappresentazione della realtà e di mostrare invece il contatto diretto con la realtà. Gli artisti volevano vivere attivamente l'arte piuttosto che usarla per raccontare un evento, preferendo rappresentare il "normale" e il "quotidiano" nell'aspetto romantico in modo da poter creare un'immagine generalizzata e elevata della vita quotidiana. Allo spettatore facevano un appello diretto, giornalistico, "oratorio", chiamandolo a valutare i fenomeni e gli eventi della vita in maniera "responsabile e civile" assieme all'artista.
Ciascun tipo di arte era alla ricerca di un metodo per lo sviluppo approfondito della specificità espressiva propria di questo genere. Gli autori cercarono di accrescere la plasticità della forma a vantaggio della pienezza ideologica e figurativa, del dinamismo e della lapidarietà del linguaggio artistico.
Il nuovo movimento stilistico nell'arte e nella formazione artistica cercò il proprio sostegno nelle antiche tradizioni, specialmente nell'arte sovietica degli anni venti (la OST con il suo dinamismo espressivo, la scuola di grafica di Favorskij con la sua forza costruttiva ed espressività, la plasticità di Aleksandr Matveev con la sua espressione figurativa e architettonica). In queste tradizioni, la nuova arte trovò un linguaggio che fu in grado di esprimere adeguatamente l'atmosfera dell'epoca, una vera e propria analisi della vita e dei suoi cittadini.
Dalla OST, il nuovo stile ereditò il principio dello spazio "appiattito", quando le immagini di una sagoma prominente che contrastano con lo sfondo vengono evidenziate. Un tale spazio compositivo è incompiuto e frammentato ed impone all'immagine la qualità dell'universalità, coinvolgendo gli eroi del lavoro e le loro vite nel destino di tutte le persone. Le caratteristiche dell'universalità si esprimono attraverso un determinato approccio alla soluzione cromatica: al posto del sistema cromatico tonale viene impiegata una struttura dove i piani di una figura sono interamente dipinti con un colore locale con la stessa intensità.
Nei primi anni sessanta, questi cambiamenti furono caratteristici di tutte le repubbliche e regioni dell'URSS. Le scuole nazionali avevano aspirazioni civiche e creative comuni.

### Pittura

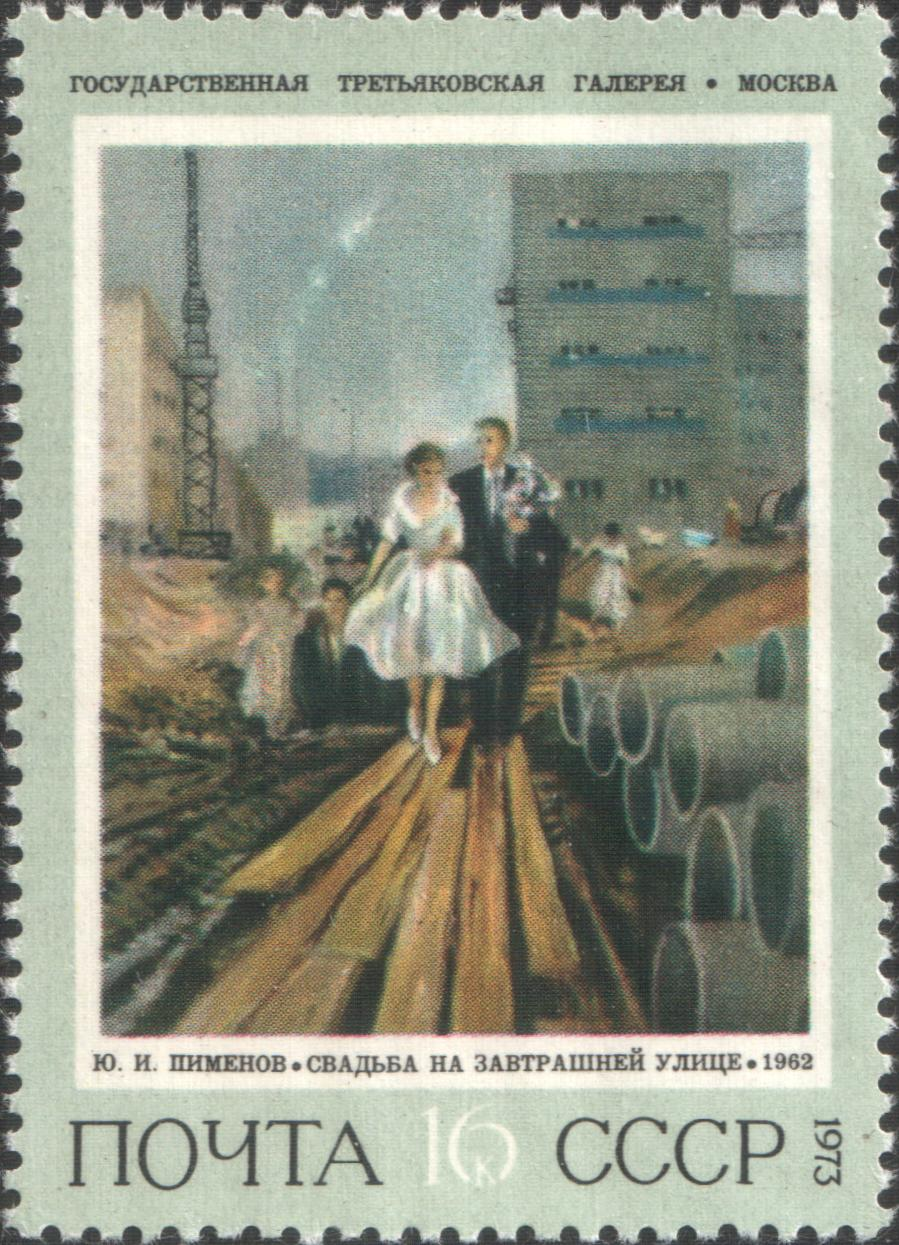
Matrimonio sulla strada del domani, J. Pimenov.

Nella pittura sovietica, oltre allo stile severo, vi erano altri movimenti. Molti artisti delle nuove generazioni preferirono seguire altre tradizioni, come l'impressionismo pittorico e la percezione diretta della natura.
Gli artisti che si erano formati negli anni precedenti svolsero un ruolo significativo negli anni sessanta e settanta. Jurij Pimenov, ex membro della OST, durante questo periodo si rivelò come un pittore di genere, ottenendo la popolarità con il suo Matrimonio sulla strada del domani (in russo Свадьба на завтрашней улице?) del 1962. Dmitrij Močal'skij realizzò un certo numero di opere di genere raffiguranti la vita dei giovani tra i campi incolti. Nikolaj Romadin continuò a lavorare sui paesaggi lirici, mentre Semën Čujkov lavorò ad una maggiore monumentalità; anche Plastov, Sarjan, Korin e Kuznecov furono attivi in questo periodo, senza modificare i loro precedenti principi.

#### Stile severo
Tuttavia, gli artisti della nuova generazione, con lo stile severo, hanno coerentemente riflesso nei dipinti il significato dei cambiamenti avvenuti in quel periodo. Gli artisti più notevoli di questo stile furono i fratelli Aleksandr e Pëtr Smolin: il loro lavoro dimostrava il forte carattere romantico, fusosi con la tendenza generale dell'arte contemporanea e con la monumentalizzazione delle esperienze di vita. Nel loro quadro Esploratori polari (in russo Полярники?, Poljarniki) (1961) viene espresso "il vero eroismo degli esploratori, la natura romantica della loro professione. [...] Gli esploratori polari sono raffigurati in uno stato di estrema fatica dopo un lungo e faticoso lavoro in una notte polare senza fine. Tuttavia, per quanto riguarda lo "scrutare" nella foto, il significato e la singolarità di queste persone che conducono una vita eroica nelle condizioni più difficili si fanno sentire sempre di più, e questo eroismo è la loro vita quotidiana professionale". La tela Sciopero (in russo Стачка?, Stačka) (1964) è dedicata a temi storici e rivoluzionari, dove "Nuova qui è un'ombra di leggendario, la descrizione di un evento che da tempo andato è una cosa del passato. L'immagine è caratterizzata dall'astrazione, dalla concretezza. Pertanto, le persone qui sono percepite come tutti i proletari prima del primo passo nella storia. Le tendenze poetiche e metaforiche, che presto diventarono una nuova scoperta figurativa per tutta l'arte sovietica, apparvero nel dipinto Sciopero e in alcune tele successive dei fratelli Smolin".
Un altro artista importante è Pavel Nikonov: nel suo lavoro, aderì ai problemi di uno stile austero, combinando allo stesso tempo "la percezione coraggiosa e severa della realtà con il carattere lirico, individuale e psicologico della narrazione". Uno dei primi dipinti popolari dell'artista è stato La nostra settimana (in russo Наши будни?, Naši budni) (1960), dove viene rappresentato un giorno di lavoro, con dei lavoratori stanchi, e allo stesso tempo "il vero significato e la monumentalità del significato della normale grande costruzione quotidiana", con ritmi taglienti e acuti, contrasti di sagome e colori sobri. In Geologi (Геологи) (1962), vi sono persone che sono appena scappate dalla morte ma che non si sono ancora riprese. L'artista ha cambiato lo stile visivi: la nitidezza ritmica, i contrasti delle figure sono scomparsi, il colore diventa ricco e armonioso, ma le immagini non perdono il loro significato eroico. Il suo Sede dell'Ottobre (in russo Штаб Октября?, Štab Oktjabrja) (1965) è vicino nel carattere figurativo ed emotivo allo Sciopero degli Smolin.
Da questi esempi è chiaro che il genere storico attirò gli artisti della nuova generazione come Gelij Koržev autore del trittico I comunisti (in russo Коммунисты?, Kommunisty) (1957-60) e del ciclo Bruciato dalla guerra (in russo Опалённые войной?, Opalënnye vojnoj). Le sue opere sono caratterizzate da figure di grandi dimensioni vicine allo spettatore, rapporti drammatici, e dalla coerenza e sincerità del pensiero dell'autore.
Nikolaj Andronov è un altro rappresentante di questa generazione. Nei suoi primi lavori segue le tradizioni del Bubonogo valeta, in particolare il primo periodo di Pëtr Končalovskij. Un esempio di questo periodo è Gli zattieri (in russo Плотогоны?, Plotogony) (1959-61): lo schema compositivo è sottolineato dal ponte, mentre nella tela sono presenti contorni nitidi e taglienti, contrasti dei piani e l'armonia degli altri colori, dove il tutto contribuisce all'espressione dell'eroismo nella vita di tutti i giorni.
Viktor Popkov si avvicinò alla pittura sovietica alla fine degli anni cinquanta, distinguendosi tra gli artisti attivi nel suo campo civile e creativo. Il suo lavoro è caratterizzato da un'ansia eterna, dalla mancanza di benessere e della soddisfazione personale. La metà e la fine degli anni sessanta divennero la fase più significativa del suo lavoro, e nel 1960 realizzò il famoso quadro I costruttori di Bratsk (in russo Строители Братска?, Stroiteli Bratska). Al tema dell'unità delle persone nel lavoro è dedicato il dipinto La brigata a riposo (in russo Бригада отдыхает?, Brigada otdychaet) (1965), mentre l'amore è presente in Due (in russo Двое?, Dvoe) (1966),,, Mattina. Luglio (in russo Лето. Июль?, Leto. Ijul') (1969), Il mio giorno (in russo Мой день?, Moj den') (1968). Una serie significativa di Popkov è il trittico Oh, come tutti i mariti furono portati in guerra (in russo Ой, как всех мужей побрали на войну?, Oj, kak vsech mužej pobrali na vojnu), composto da Memorie, Uno e Canzone del nord (1966-68), dedicato alle vedove dei soldati.
Viktor Ivanov ha dedicato il suo lavoro alla campagna sovietica degli anni della guerra e del dopoguerra. Negli anni sessanta ha realizzato il ciclo Donne russe (in russo Русские женщины?, Russkie ženščiny), unendo un approccio lirico al mondo con una composizione chiara e nitida. In generale, l'interesse di Popkov e Ivanov per il mondo contadino e dei villaggio non è casuale: molti pittori degli anni sessanta e settanta apprezzavano la vita del villaggio per la naturalezza e la bellezza semplice. Ciò è evidente per gli artisti che hanno sperimentato l'influenza di Gerasimov e Plastov, come Vladimir Gavrilov, Vladimir Stožarov e i fratelli Sergej e Aleksej Tkačëv. Questi artisti non hanno sperimentato l'influenza dello stile severo preferendo gli studi della vita.

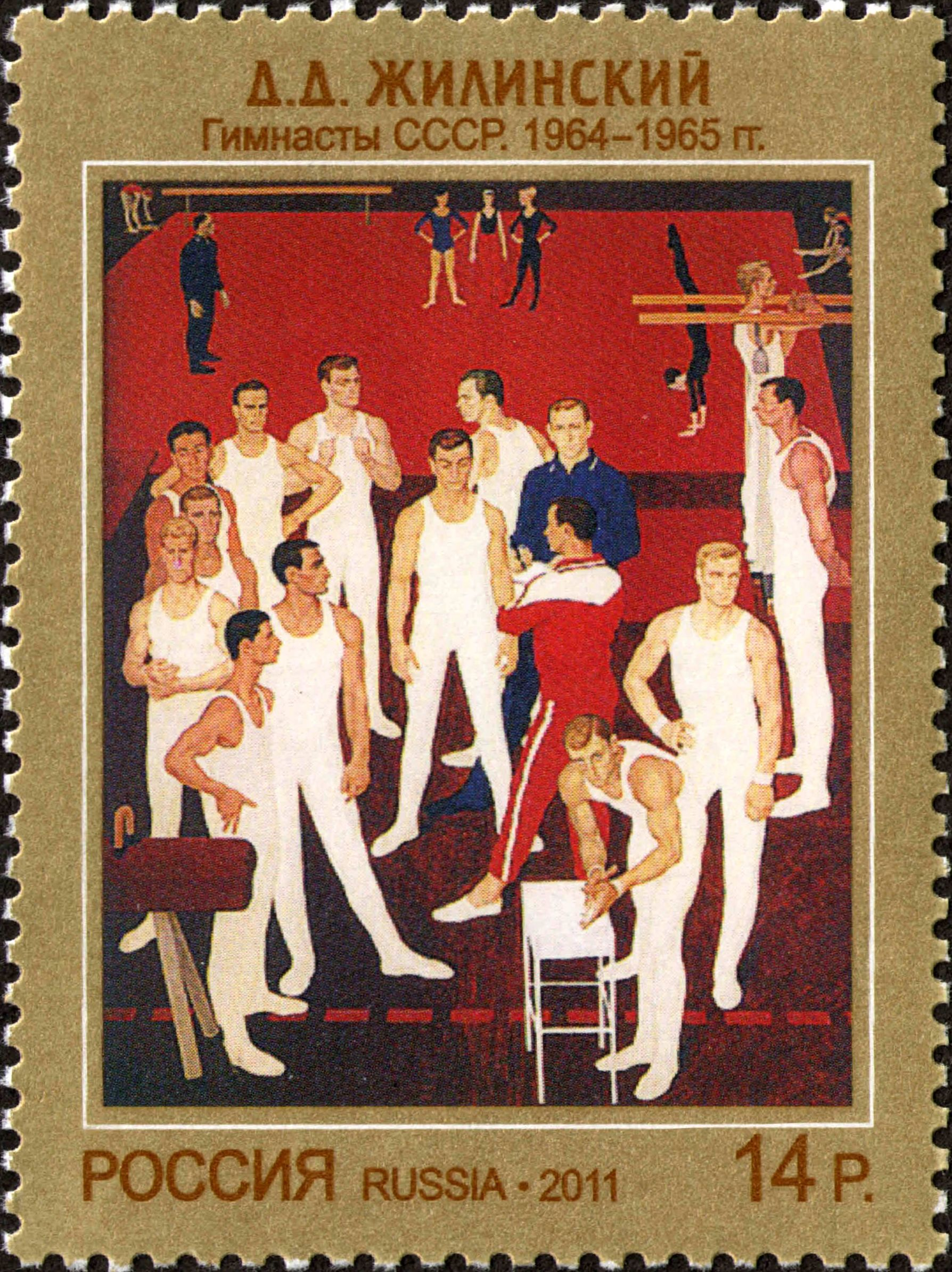
Ginnasti dell'URSS, D. Žilinskij.

Allo stile severo aderirono diversi artisti: il bielorusso Evsej Moiseenko raggiunse subito l'espressività attraverso la deformazione e un ritmo sciolto, mentre Dmitrij Žilinskij si ispirò al Rinascimento, ai classici della pittura russa, come Aleksandr Ivanov, mentre si basava sul suo insegnante Pavel Korin. Il suo Al mare. Una Famiglia (in russo У моря. Семья?, U morja. Sem'ja)(1964) combina la severità e l'equilibrio della composizione con l'intensità espressiva dei colori. Il dipinto di Žilinskij Giornata di domenica (in russo Воскресный день?, Voskrecnyj den') (1973) descrive una comunità di artisti e scienziati di spicco che vive nella cosiddetta "Casa Rossa". Il suo Sotto il vecchio melo (in russo Под старой яблоней?, Pod staroj jablonej) del 1967 rappresenta un esempio di unità del concreto e del senza tempo, del quotidiano e del simbolico. Uno dei selle opere più famose di Žilinskij è Ginnasti dell'URSS (in russo Гимнасты СССР?, Gimnasty SSSR) del 1964—1965.

#### Nonconformismo
Il Gruppo Lianozovo si formò intorno al pittore Oscar Rabin negli anni sessanta e vi aderirono artisti come Valentina Kropivnickaja, Vladimir Nemuchin e Lidija Masterkova. Pur non aderendo ad uno stile comune, questi artisti cercarono di esprimere fedelmente loro stessi nel modo per loro più appropriato, invece di aderire allo stile propagandistico del realismo socialista.
La tolleranza dell'arte nonconformista da parte delle autorità fu altalenante fino alla dissoluzione dell'URSS nel 1991. Gli artisti riuscirono a trarre vantaggio dei primi anni successivi alla morte di Stalin per sperimentare senza temere la persecuzione. La situazione tuttavia peggioro nel 1962, quando Nikita Chruščëv visitò la mostra per il 30º anniversario dell'Unione degli artisti di Mosca organizzata nel Maneggio. Assieme alle consuete opere del realismo socialista, vi erano alcuni lavori astratti di artisti come Ernst Neizvestnyj ed Elij Beljutin, e Chruščëv rimase contrariato dalle opere noncomformiste definendole "merda".
L'incidente più infelice riguardante gli artisti nonconformisti dell'URSS fu la Mostra Bul'dozer (in russo Бульдозерная выставка?, Bul’dozernaja vystavka) del 1974, che prese parte in parco poco fuori Mosca e nella stazione Beljaevo, ed incluse le opere di artisti come Oskar Rabin, Aleksandr Ždanov, Nikolaj Smoliakov e Leonid Sokov. Gli artisti coinvolti scrissero alle autorità per ottenere un permesso per organizzare la mostra ma non ricevettero alcuna risposta. Decisero quindi di organizzare ugualmente la mostra, che consisteva in sole opere dell'arte non ufficiale che non rientravano nel realismo socialista. Il KGB pose fine alla mostra poche ore dopo la sua apertura facendo irruzione con dei bulldozer che distrussero completamente tutte le opere presenti. Tuttavia, la stampa straniera fu testimone dell'accaduto, e la copertura mondiale dell'evento costrinse le autorità a permettere una mostra d'arte nonconformista due settimane dopo all'Izmajlovskij park di Mosca.

#### Nelle repubbliche
Per le scuole nazionali di ogni repubblica, gli anni cinquanta e sessanta divennero un periodo fondamentale per il loro sviluppo. L'azero Tahir Salahov guadagnò una gran popolarità raccontando l'Azerbaigian industriale con il dramma come elemento dominante (Parco dei serbatoi, 1959) assieme ai forti contrasti. In I Riparatori (in russo Ремонтниках?, Remontnikach) del 1963, Salahov esprime i principi dello "stile austero" e l'eroismo del lavoro quotidiano. Il Ritratto del compositore Kara Karaev (in russo Портрет композитора Кара Караева?, Portret kompozitora Kara Karaeva) (1960) descrive un uomo preso dal lavoro intellettuale, equiparandolo ad un eroico lavoro fisico. Un altro azero, Togrul Narimanbekov, rappresenta emozioni ed espressioni basate sui colori complementari.
Il turkmeno Izzat Klyčev sintetizzò i principi grafici e decorativi (Korovnicy, 1972), mentre gli artisti georgiani combinarono il pensiero artistico moderno e la tradizione culturale nazionale. Tengiz Mirzašvili si ispirò alle tradizioni degli antichi affreschi georgiani, distinguendosi per il suo ascetismo filosofico ed epico dell'immagine, e dipinse il mondo contadino. Radiš Tordija si distinse anche per la sua speciale musicalità filosofica, espressa in Gioco con la palla (in russo Игра в мяч?, Igra v mjač) del 1966.
La scuola bielorussa si distinse per il suo pathos speciale: il contesto drammatico di guerriglia costrinse l'arte della repubblica a svilupparsi sotto il segno di una tensione acuta, determinando un orientamento verso le tradizioni dell'espressionismo. Ciò è presente nell'arte di Michail Savickij che, con la sua Madonna partigiana (in russo Партизанская мадонна?, Partizanskaja madonna) del 1967, realizzò uno dei primi tentativi nella pittura sovietica di trasmettere l'immagine della guerra attraverso la metafora. Inoltre, Savickij approfondì la ricchezza interiore delle immagini come in Grano (in russo Зерно?, Zerno) del 1975. Maj Dancig impiegò lo stile delle immagini giornalistiche per Bielorussia - madre di partigiano (in russo Белоруссия — мать партизанская?, Belorussija — mat' partizanskaja) del 1967 e per altre opere, creando delle immagini dal carattere epico e monumentale.
L'artista ucraina Tat'jana Jablonskaja, precedentemente attiva nell'impressionismo, si dedicò alle tradizioni popolari, ispirandosi a lubki, giocattoli e insegne. I suoi dipinti Mattino (in russo Утро?, Utro) (1954) e Estate (in russo Лето?, Leto) (1967) sono intrisi di una ingenua sorpresa verso la bellezza del mondo.
L'artista moldavo Mihai Grecu realizzò delle opere originali, tra cui il trittico La storia di una vita (in russo История одной жизни?, Istorija odnoj žizni) (1967).
Anche nella RSS Lettone emersero degli artisti molto interessanti, come Indulis Zariņš (Frecce lettoni, Soldati della rivoluzione), Edgars Iltners (I mariti tornano, Proprietari terrieri), Gunar Mitrevic (Partigiani letgalli) e Boriss Bērziņš (Pane e sole). Le loro opere sono caratterizzate da elementi generalizzati e monumentali.
I pittori estoni si distinsero per il loro intelletto e la loro complessità spirituale: Olev Subbi univa armoniosamente la persona e l'ambiente decorativo nelle sue opere, rendendo indefiniti i confini tra gli spazi e gli oggetti, come in Interno d'autunno (in russo Осенний интерьер?, Osennij inter'er) e Nudo in un paesaggio (in russo Обнажённая на фоне пейзаж?, Obnažënnaja na fone pejzaž) del 1968.
L'artista lituana Augustinas Savickas si dedicò al tema del fascismo (In un villaggio bruciato dai fascisti. Sui caduti, 1965), dell'uomo moderno (trittico Vilnius, 1965), con molta espressività. Tale qualità è caratteristica della maggior parte della pittura lituana, come quella di Vincentas Gečas (1919. Nascita del reggimento dei samogizi, 1972) e di Sil'vestras Džjaukštas (Morte di un attivista, 1969; Granaio di un kolchoz, 1975). Nella pittura lituana dell'epoca sono presenti delle tendenze liriche, come nei paesaggi e nei ritratti di Antanas Gudajtis.
L'armeno Minas Avetisjan dipinse opere tematiche, paesaggi, ritratti e nature morte, con colori profondi e grandi strati di piani colorati, mentre Sarkis Muradjan si fece coinvolgere dalla moderna scuola neorealista.
I maestri kazaki Sabur Mambeev e Abylchan Kasteev dipinsero le steppe con iurte, mandrie e pastori, ritratti dei loro contemporanei e paesaggi colorati.

#### Arte monumentale

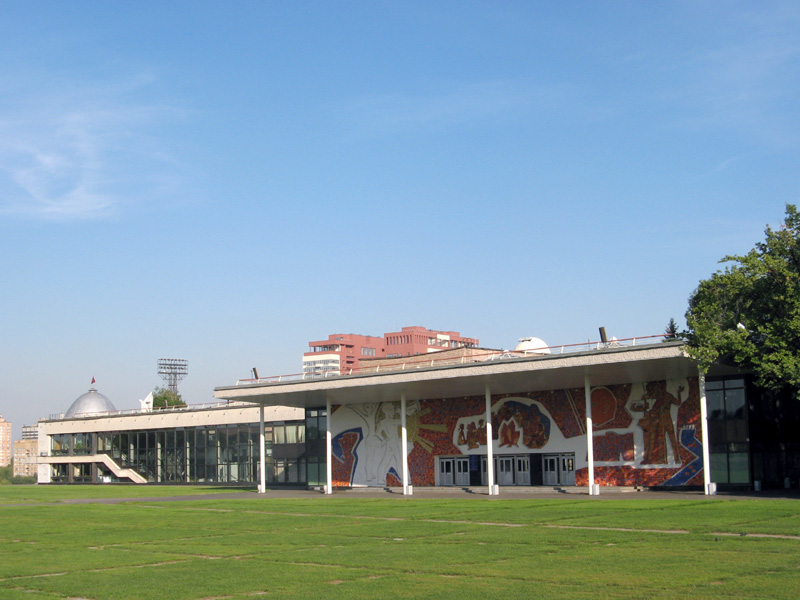
Il Palazzo dei pionieri.

In questi anni, le tendenze della raffigurazione monumentale si diffusero ampiamente grazie allo sviluppo della costruzione e alle maggiori possibilità per una pittura più monumentale. Gli artisti ravvivarono tutte le possibili opzioni per la pittura monumentale e introdussero nuove funzionalità, unendo la pittura all'architettura e rivelando l'essenza degli edifici.
Il Palazzo dei pionieri sulla collina dei passeri (1959-1963) è stato uno dei primi edifici ad avere un nuovo tipo di design, scelto da un gruppo di artisti e scultori di Mosca. Il complesso comprende una varietà di elementi di pittura e scultura monumentali, con pitture murali nei foyer delle sale teatrali, rilievi sulle facciate, scultore e rilievi. Tutto ciò è unito da un unico stile lapidario e condizionale unito al simbolismo e agli emblemi.

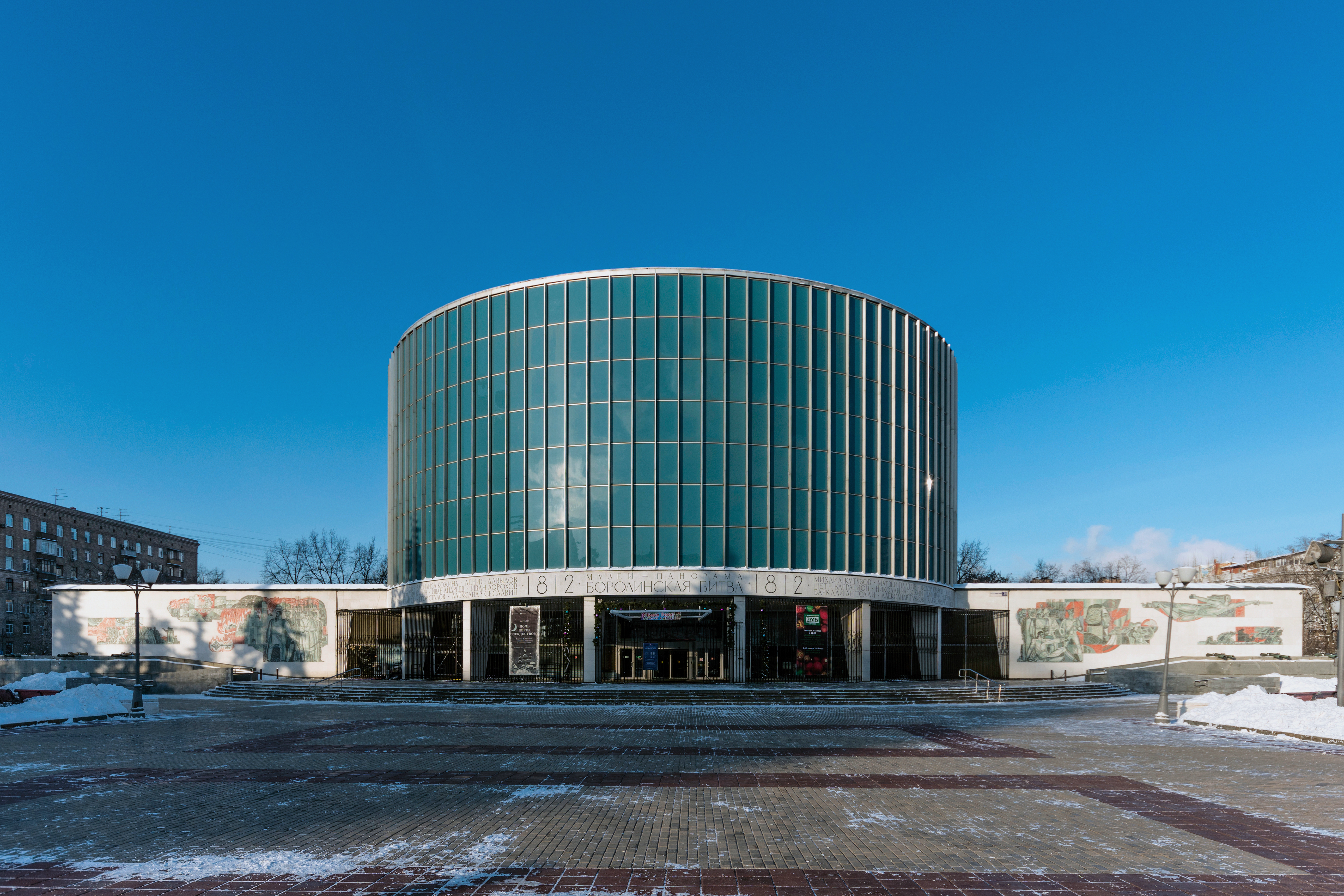
Il Museo-panorama di Borodino.

A Mosca sono state eseguite molte opere monumentali e decorative: i mosaici del Museo-panorama di Borodino, il cinema Oktjabr', il Museo delle Forze armate dell'URSS (oggi Museo centrale delle Forze armate )e altre. Maestri come Nikolaj Andronov, Andrej Vasnecov, I. I. Derviz, Jurij Korolëv, Boris Miljukov, Leonid Poliščuk, Igor' Pčelnikov, Boris Tal'berg, Boris Černyšev, Viktor El'konin e altri diedero un contribuito importante allo stile assieme ai maestri più giovani, come Oleg Filatčev.
A Kiev lavoravano Vladimir Mel'ničenko e Ada Rybačuk, mentre a Vilnius Al'gimantas Stoškus realizzava le vetrate colorate e a Tbilisi furono attivi Bella Berdzenišvili e N. J. Ignatov.

### Scultura

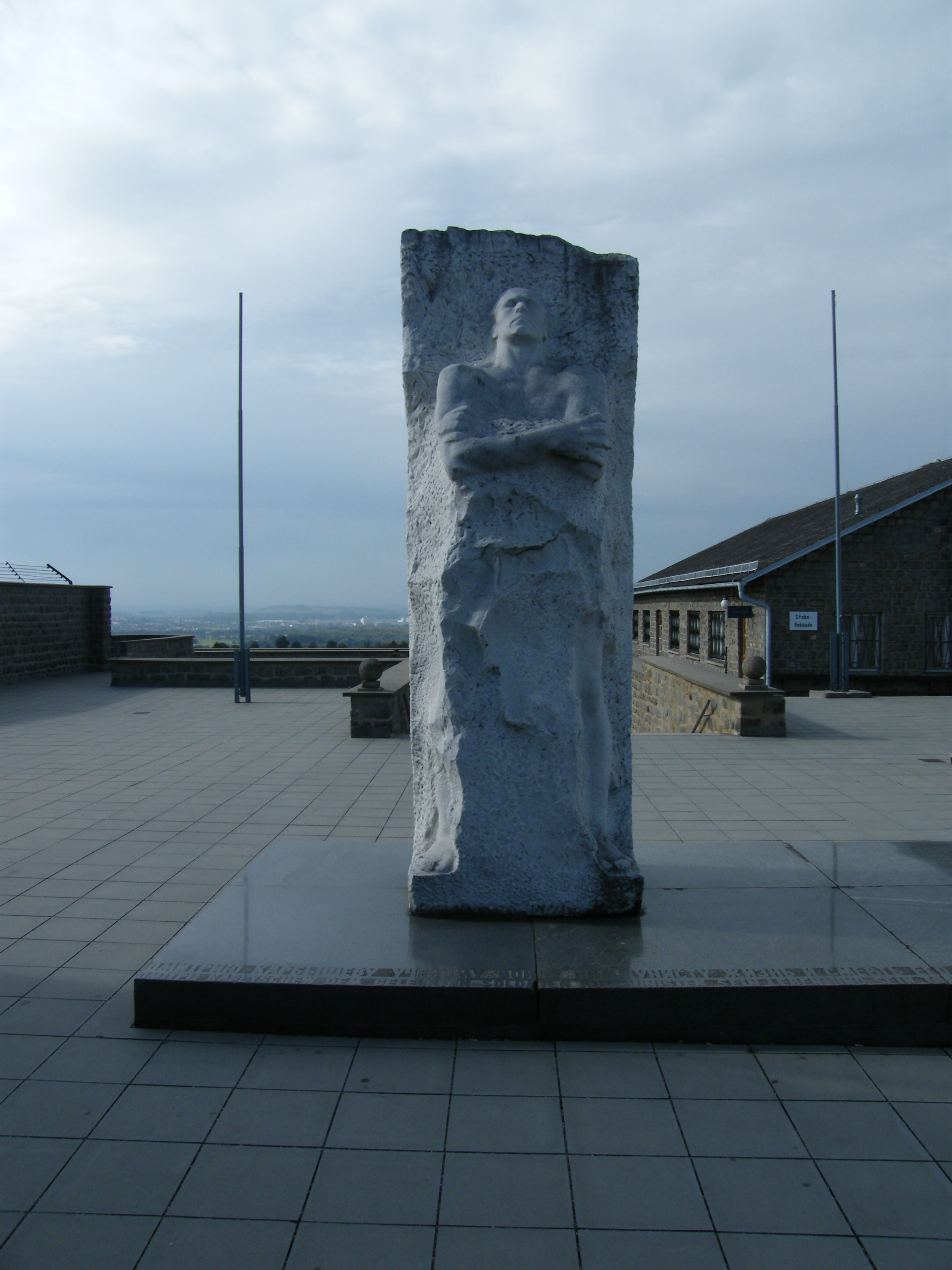
Monumento al generale Karbyšev.

Nel dopoguerra, la scultura si sviluppò dedicandosi al tema dell'eroismo dei soldati e delle vittime della seconda guerra mondiale. Il ruolo centrale era occupato dalle composizioni statuarie e dai memoriali, ovvero il complesso architettonico e scultoreo del monumento considerato più adatto all'espressione del tema dell'umanesimo e della vittoria sulla morte.

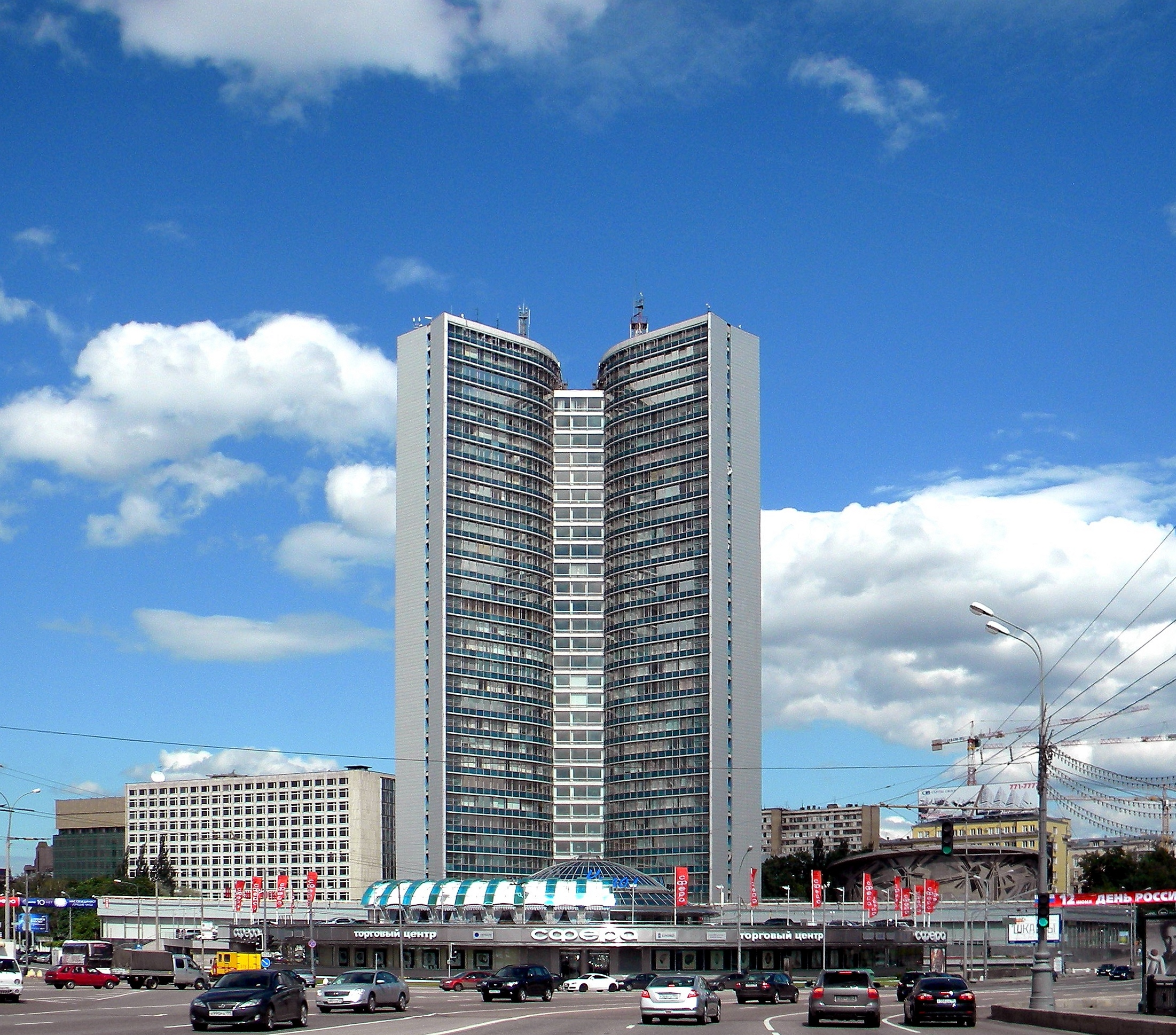
La ex sede del segretariato del Comecon.

Negli anni sessanta e settanta, per la nuova generazione di scultori, così come per i pittori, il compito principale era quello di liberarsi dai cliché, dagli stereotipi figurativi e dalle raffigurazioni grandiose. Le tematiche erano le situazioni drammatiche della vita, e lo sviluppo di nuove tendenze ideologiche venne accompagnato da una nuova ricerca di un linguaggio espressivo.
Questa generazione è rappresentata da Tat'jana Sokolova, che affermò le caratteristiche volumetriche e specifiche della scultura. Studiò l'eredità artistica dei precedenti maestri, in particolare quella di A. T. Matveev. Nelle opere della Sokolova, l'atmosfera speciale di romanticismo viene creata dalla capacità di discernere nel quotidiano il grande nel piccolo. Negli anni settanta, come altri scultori del tempo, iniziò a lavorare su una varietà di materiali impiegando varie soluzioni diverse e creando nuove possibilità scultoree. Da ricordare la sua composizione in rame Maternità (in russo Материнство?, Maternistvo) del 1970 e Natura morta con un gatto (in russo Натюрморт с кошкой?, Natjurmort s koščkoj (1973-1974), con la quale introdusse la natura morta in una scultura sia lirica che grottesca.
Alla Pologova diede un contributo importante allo sviluppo della rappresentazione scuoltorea sovietica: studiò e interpretò le tradizioni di Matveev, avvicinandosi gradualmente al romanticismo. La composizione Maternità (1960) è ben nota per una generalizzazione monumentale di quel tempo, ma anche verso una ricerca di significato interiore. La sua tendenza lirica è evidente nell'opera Il ragazzo che non ha paura degli uccelli ((in russo Мальчик, которого не боятся птицы?, Mal'čik, kotorogo ne bojatsja pticy)) (1965), mentre la drammatica relazione con il mondo viene presentata in Bambini (Aleša e Mitja) (in russo Мальчики (Алеша и Митя)?, Mal'čiki (Aleša i Mitja))(1973). Le opere di Sokolova e Pologova riflettono l'evoluzione dell'intera generazione di scultori attivi sin dagli anni cinquanta, passando da una percezione romantica della vita e un'ammirazione per il duro eroismo ad un'interpretazione espressiva e drammatica puramente personale delle esperienze della vita.
Dmitrij Šachovskoj scolpì seguendo tale tendenza: i suoi Pescatori della Kamčatka (in russo Камчатские рыбаки?, Kamčatki rybaki) (1959) sono contrassegnati da uno schema monumentale generalizzato dallo stile severo, mentre la composizione Pane (in russo Хлеб?, Chleb) (1971) è complessa e drammatica. Nina Žilinskaja si distinse per gli stessi tratti caratteristici (Parlando d'arte, Ritratto di A. Zelenskij), così come Jurij Aleksandrov (Geologo Dojnikov, rilievi Simboli dell'arte per il teatro di Saratov).
Daniel' Mitljanskij si dimostrò un maestro della scultura lirica, creando una delle sculture sovietiche più drammatiche, ovvero La dodicesima brigata internazionale va al fronte (in russo 12-я интербригада уходит на фронт?, 12-ja interbrigada uchodit na front) del 1969. Il suo linguaggio artistico è caratterizzato non dal volume, ma dalla linea, dalla sagoma e dal forte confronto dei piani. Il suo materiale prediletto era il rame. L'opera Fisica. Insegnanti e studenti (in russo Физики. Преподаватели и студенты?, Fiziki. Prepodavateli i studenty) (1966-1967) riflette la realtà e analizzando i personaggi viene mostrata la relazione tra due diverse generazioni. Nel complesso L'otto marzo nel sovchoz delle renne della Kamčatka (in russo Восьмое марта в камчатском оленеводческом совхозе?, Vos'moe marta v kamčatskom olenevodčeskom sovchoze) (1973), il soggetto non è più è la persona ma l'ambiente spaziale circostante.
Tra gli scultori di Mosca spiccarono Oleg Komov e Jurij Černov, che lavorarono in diversi generi impiegando abilmente i risultati della scultura moderna. La scultrice lettone Lea Davydova-Medene ha creato ritratti dove un'ampia generalizzazione viene combinata con una forte caratterizzazione dei personaggi.
In generale, gli scultori attivi tra la fine degli anni cinquanta e l'inizio degli anni sessanta, caratterizzarono "il persistente desiderio di formulare nelle immagini dell'arte profondi valori spirituali ed estetici corrispondenti alla ricca vita spirituale dell'uomo moderno".

#### Complessi memoriali
Molti memoriali furono realizzati in molti paesi dove l'URSS aveva lasciato il segno: complessi commemorativi furono creati negli ex campi di concentramento nazisti (Auschwitz, Buchenwald, Sachsenhausen, Majdanek, Mauthausen, Ravensbruck) e nei siti di battaglie (Stalingrado). Furono realizzati complessi nel territorio sovietico e nelle aree prossime al blocco orientale (Come il memoriale sovietico di Treptower Park e il memoriale sovietico di Tiergarten, entrambi a Berlino. Oppure il monumento al generale Karbyšev a Mauthausen).
Il disegno del monumento è determinato in base al paesaggio circostante, e quest'ultimo diventa la parte principale del complesso che non ha bisogno di strutture aggiuntive. Ciò è avvenuto per le opere situate sul luogo di eventi storici come il monumento a Babij Jar (Kiev) e il Memoriale Nevskij pjatčok vicino a Leningrado.
Un complesso memoriale include spesso un'esposizione museale, come per la Fortezza di Brėst dove è anche esposto un monumento agli eroi della battaglia di Stalingrado (scultore E. V. Vučetič). Altri monumenti furono progettati per il cimitero di Piskarevskoe (scultori Vera Isaeva, Robert Taurit) e per il complesso memoriale di Salaspils (1969, scultori Lev Bukovskij, Janis Sarin', Oleg Skarajnis; architetti Gunnar Asaris, Oleg Zakamennyj, Ivars Strautmanis e Ol'gerts Ostenbergs). Lo spazio della natura è combinato con i volumi architettonici e scultorei, rimanendo pur sempre un punto di riferimento: il monumento nel villaggio di Pirčupis (1960) di Gediminas Iokubonis venne creato con questo principio. Per il memoriale di Chatyn' in Bielorussia fu impiegata una soluzione diversa, in modo da rappresentare e ricordare i resti dei villaggi bruciati dai nazisti. In tutti questi casi, la scultura gioca un ruolo fondamentale. I critici dell'arte sovietici consideravano questa serie di monumenti commemorativi come una nuova fase moderna del piano leninista per la propaganda commemorativa.

### Grafica
Negli anni sessanta, la grafica tornò alla ribalta e le stampe vennero ampiamente distribuite.
Gurij Zacharov rappresentò una delle prove più vivide dei cambiamenti. In un primo momento, la sua percezione "urbana" della vita, caratteristica di tutta la sua generazione, è presente, ad esempio, nella linoleografia Mosca. Prospettiva Mira (in russo Москва. Проспект Мира?, Moskva Prospekt Mira) (1960), dove sono combinate le caratteristiche del nuovo e del vecchio. Jauza (Яуза) (1962) mostra le stesse caratteristiche. Negli anni settanta, l'arte di Zacharov si stava evolvendo verso la percezione espressiva e personale, come è evidente nella sua Cena di Mosca (1966-1967), e nel suo lavoro cominciò a comparire un'incisione più malleabile. Zacharov era alla ricerca di impressioni nitide sul paesaggio urbano, rivelando le dinamiche della vita moderna (Ponte Konjušennyj, 1970; Ponte cantante, 1969).
Illarion Golicyn si distinse dalla stessa acuta percezione figurativa. In Mattino a Mosca e Il muro (1961) vengono mostrate idee puramente drammatiche sulla vita della città. Come Zacharov, si interessò ai segni oggettivi del tempo, ma a metà degli anni sessanta le sensazioni personali prevalsero nel suo lavoro, e l'espressione lirica, come caratteristica principale del suo stile, si manifesta nella percezione e nell'interpretazione del mondo. Vi è una crescente attenzione al paesaggio rurale e alla lettura intima e concreta della vita. I suoi fogli più noti sono Mattino a Favorskij (1963), Poesie, Alla macchina per incidere. Favorskij (1961), vari ritratti di V. A. Favorskij con suo nipote (1965) e vari ritratti della moglie dell'artista con un bambino (1965). Golicyn si allontanò dagli stereotipi all'interno della percezione personale del mondo. Tuttavia, Zacharov e Golicyn dovettero prepararsi ad un calo di interesse per la stampa grafica.
Andrej Ušin spiccò tra gli artisti di Leningrado che determinarono lo sviluppo della grafica a cavallo tra gli anni cinquanta e la prima metà degli anni sessanta (Suite sui fili, Mattino, 1960). Degne di nota sono anche le opere di Anatolij Borodin (Tè nella tundra, Tornato dalla tundra, 1961). Al'bina Makunajte creò delle originali stampe decorative e illustrazioni per la fiaba Eglė la regina dei serpenti (1962), mentre si distinsero anche Lidija Il'ina, Alekber Rzakuliev (Vecchia Baku, 1963) e Felicata Pauljuk.
Nell'arte grafica, nacque il desiderio di un'analisi approfondita e completa dei processi spirituali nella vita dell'uomo moderno. Questa circostanza causò un calo di interesse per la stampa e una diminuzione della sua popolarità. Gli artisti passarono dalla stampa al disegno, agli acquerelli e alla tempera.
Nella seconda metà degli anni sessanta, la grafica, così come tutta l'arte sovietica di quel tempo, mostrava interesse per l'immagine metaforica e questa tendenza, delineata da Golicyn e Zacharov, divenne sempre più pronunciata. Gli artisti delle repubbliche nazionali mostrarono la loro originalità e gli artisti sottolinearono l'integrità plastica del lavoro con la tavola da incisione. Questa rivelazione estetica è presente nelle xilografie di R. S. Gibjavičus (serie di Vilnius, 1967) e nelle incisioni di Aleks Kjutt (Samovar, 1967).
L'illustrazione del libro si sviluppò con successo, grazie agli sforzi degli artisti di tutte le generazioni. Negli anni sessanta, Favorskij era ancora attivo e Gončarov aveva successo. Vitalij Gorjaev fu molto attivo negli anni cinquanta e sessanta e realizzò le illustrazioni per le opere di Gogol' e Dostoevskij. Assieme a questi maestri vi erano i giovani Mark Kljačko, Boris Markevič, Dmitrij Bisti e altri. Gli artisti cercarono espressamente un modo per adattarsi al meglio al linguaggio visivo rispetto al carattere specifico del libro. Gradualmente, viene mostrato un sempre più interesse per la grafica non solo per l'illustrazione, ma anche per i problemi del design del libro nel suo complesso. Comparvero artisti intenzionalmente impegnati in questo campo, che si avvicinano alla professione di designer, maestri designer e tipografi. Ciò fu dovuto prevalentemente al rafforzamento dell'estetica e del design industriale.

### Architettura
Il grande processo d'industrializzazione riguardò principalmente l'edilizia abitativa, poiché era necessario risolvere il problema del tipo di appartamento e condominio ideale per le masse, e venne avviata la costruzione di aree di grandi matrici.

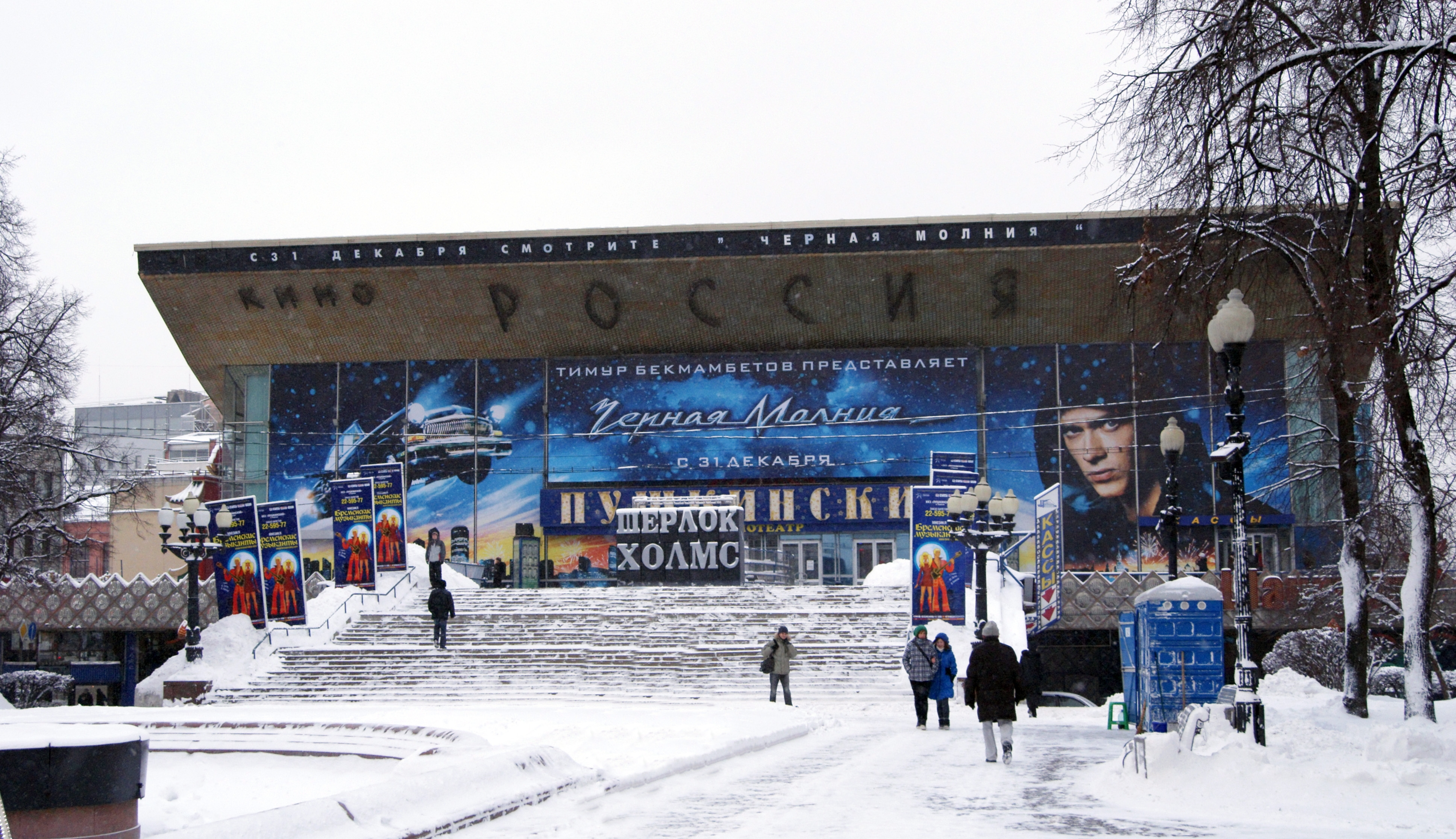
Cinema Puškinskij.

Secondo questo nuovo principio, furono strutturati i distretti Chimki-Chovrino e il distretto sud-ovest di Mosca, il distretto Dačnoe di Leningrado e i quartieri di Vladivostok, Minsk, Kiev, Vilnius, Aşgabat e molti altri.
Con la tipica costruzione industriale, i grandi edifici pubblici divennero sempre più importanti, con un volto individuale che dovevano conferire ai quartieri un carattere distintivo. I concorsi per un nuovo progetto del Palazzo dei Soviet tra il 1958 e il 1959 contribuirono a identificare e formare i principi dell'architettura sovietica. Sebbene i progetti non siano stati attuati, al concorso presero parte i principali architetti dell'URSS.
Nel 1961 fu costruito a Mosca l'Hotel Junost, su progetto degli architetti Jurij Arndt, T. F. Bauševa, V. K. Burovin, T. V. Vladimirova e degli ingegneri Nina Dychovičnaja, B. M. Zarchi e I. J. Miščenko. È realizzato con pannelli di grandi dimensioni, gli stessi utilizzati nell'edilizia residenziale. La forma dell'edificio è semplice, le forme sono geometricamente chiare. Nello stesso anno, venne inaugurato il cinema Rossija (Puškinskij). Il Palazzo di Stato del Cremlino (1959-1961) è uno degli esempi migliori di edificio pubblico di questo periodo, ad opera dell'architetto Michail Posochin: risolse il problema della combinazione di edifici moderni con complessi architettonici storici. Il Palazzo dei Pionieri di Mosca (1959-1963) è un complesso di diversi edifici di diverse altezze, uniti da una composizione spaziale. Gli elementi sono disposti liberamente, con diverse forme di ornamenti decorativi.
Negli anni sessanta e settanta venne sviluppato un nuovo stile architettonico semplice ed economico, basato sulla nuova industria ed sull'espressione delle capacità della tecnologia moderna. Tra i progetti più importanti di questo periodo vi è stata la Prospettiva Kalinin (1964-1969) di Posochin. Lui, insieme ad Ašot A. Mndojanc, V. A. Svirskij e gli ingegneri V. I. Kuz'min, J. Rackevič, S. Školnikov e altri, progettarono il complesso degli edifici del Segretariato del Comecon (1963-1970), che veniva considerato come una delle architetture più espressive delle strutture dell'epoca. La Torre di Ostankino (1967) di Nikolaj Nikitin dimostrò la crescita delle capacità tecniche acquisite dall'Unione Sovietica in quel periodo.
Prima dell'apertura dei giochi della XXII Olimpiade, furono ammodernate numerose strutture (tra cui lo Stadio Lenin) e realizzati appositamente un grande numero di edifici minimalisti come l'Olimpijskij.
L'architettura nazionale delle repubbliche sovietiche si sviluppò secondo gli stessi principi, ma sottolineò l'originalità. Il Palazzo delle Arti di Tashkent (1962-1964) collega semplici forme architettoniche con degli affreschi colorati, ma la forma dell'edificio è originale ed assomiglia a una colonna scanalata orizzontale. La facciata dell'Ufficio Karakumstroj (1967) dell'ex Ministero della bonifica e gestione delle risorse idriche dell'URSS ad Aşgabat intreccia gli ornamenti nazionali e le immagini scultoree convenzionali.
Lo stile dell'architettura sovietica di questo periodo era in continua evoluzione. Si allontanò dal razionalismo, superando l'aridità inerente alla fase iniziale e avvicinandosi alla conformità con le forme organiche. Alcuni esempi sono il Palazzo delle esposizioni d'arte a Vilnius (1967) e il padiglione dell'URSS per l'Expo 1970 di Osaka (1967-68). Quest'ultimo era composto da linee curve e da forme fluide e mantenne il rigore e la fattibilità delle precedenti strutture architettoniche.

### Arti decorative e design
L'arte decorativa e applicata si sviluppò parallelamente all'architettura, al design artistico e all'arte decorativa. Queste arti furono determinate nella loro specificità e si appoggiarono su una base scientifica.
Intorno ai problemi relativi a questo genere negli anni sessanta e settanta ci furono accesi dibattiti: alcuni sostennero la rigorosa convenienza economica dei prodotti mentre altri difesero la libertà creativa e la possibilità di sperimentare, ma entrambe le linee di pensiero portarono alla creazione di nuovi risultati. Il design venne associato all'industria, alla ricerca della forma più appropriata, ergonomica e artisticamente espressiva per prodotti come automobili, elettrodomestici e articoli per la casa.

## Anni ottanta
La storia dell'arte sovietica degli ultimi anni è stata dominata dalla politica e da formule semplicistiche. Sia nel mondo dell'arte e sia tra il pubblico in generale, fu data poca considerazione al carattere estetico di opere prodotte a cavallo tra gli anni settanta e ottanta. Invece, l'arte ufficiale e non del periodo stava al passo degli sviluppi politici negativi o positivi, inoltre vi erano numerosi gruppi artistici in competizione a Mosca e Leningrado durante tutto questo periodo. Gli artisti più importanti sulla scena internazionale sono stati Illja Kabakov, Erik Bulatov, Andrej Monastyrskij, Vitalij Komar e Aleksandr Melamid.
Negli anni ottanta, le politiche di Michail Gorbačëv della Perestrojka e della Glasnost' ostacolarono le autorità nell'imporre restrizioni agli artisti o alla loro libertà di espressione.
Alcuni collezionisti dell'Europa occidentale supportarono molti artisti sovietici tra gli anni sessanta e il periodo della perestrojka. Tra i principali collezionisti e filantropi vi era la coppia formata da Kenda e Jacob Bar-Gera: la loro collezione consta di più di 200 opere di 59 artisti della Russia sovietica che non vollero seguire le direttive artistiche ufficiali dell'URSS post-stalinista. Kenda e Jacob Bar-Gera, entrambi sopravvissuti all'olocausto, supportarono gli artisti perseguitati inviando loro soldi o materiali per dipingere dalla Germania Ovest all'Unione Sovietica. Anche se i Bar-gera non incontrarono mai di persona gli artisti, comprarono molti dei loro dipinti e altre opere d'arte, contrabbandati in Germania nascosti nelle valigie di diplomatici, uomini d'affari e studenti.
La collezione vanta le opere di Vagrič Bachčanjan, Vladimir Jankilveskij, Oskar Rabin, 
Illja Kabakov, Pëtr Belenok, Dimitrij Krasnopevcev, Igor' Novikov, Valentina Kropivnickaja, Michail Šemjakin, Lev Kropivnickij, Leonid Borisov, Vadim Sidur, Griša Bruskin, Michail Kulakov, Vasilij Sitnikov e molti altri.
Con il collasso dell'Unione Sovietica, la nuova economia di mercato favorì lo sviluppo di un sistema di gallerie private e gli artisti non dovettero più essere assunti dallo stato, potendo lavorare liberamente secondo i loro gusti o quelli del proprio mecenate privato.